# 2024年のラジオ (日本)
2024年のラジオ (日本)では、2024年のラジオ分野（主に日本国内）における動向について記す。

## 主な番組関連の出来事

### 1月
- 1日
  - 【特番・関東広域圏】
    - 文化放送で、9時 - 10時55分の時間帯で『文化放送新春スペシャル 『憧れのミスDJ座談会』』を放送。『ミスDJリクエストパレード』でDJを務めた千倉真理（ラジオパーソナリティ）、長野智子（フリーアナウンサー、ジャーナリスト）、向井亜紀（女優、タレント）の3人が集まり、当時を振り返った[1]。
    - ニッポン放送で、共に70周年を迎える映画『ゴジラ』とのコラボ企画として、『ゴジラ!ニッポン放送70周年特別番組 幻のラジオドラマ復活!新春ゴジラ談義』を13時から15時に放送した。この特番では、1954年にニッポン放送で制作されたラジオドラマ『ゴジラ』の最終回を再放送した[2]。

  - 【報道・災害・編成】この日16時台前半、石川県羽咋郡志賀町で最大震度7を観測する令和6年能登半島地震が発生。発生直後よりニッポン放送では予定されていた番組を打ち切って20時まで[注 1]『報道特別番組』（16時06分の震度5強と、16時10分の第一報は前島花音。その後は前島、ひろたみゆ紀、新行市佳、内田雄基が持ち回りで担当）へ切り替え、TBSラジオ[注 2]も報道特番を組んだほか、『荻上チキ・Session』[注 3]を『JRN報道特番『石川県能登地方で震度7の地震』』（『Session』のネット局の一部を含めたJRN系列局の一部でも時間帯を限定して放送。出演・長峰由紀、片桐千晶、崎山敏也、中村尚登）へと切り替えた。エフエム東京（TOKYO FM）は20 - 21時台は『TOKYO FM 報道特別番組』として、『SCHOOL OF LOCK!』枠も『報道特別番組』として全国ネットを組んだ。その後も津波警報・注意報が2日午前まで発令されていたことや余震が続いていることから、1日の中で通常編成に戻しつつも随時報道できる体制を続けたほか、3日（2日深夜）も録音形式で放送することになっていた『星野源のオールナイトニッポン』（ニッポン放送）はパーソナリティの星野源やスタッフの意向で急遽生放送に切り替えた[3]。
- 2日 - いずれも【特番】
  - （1日深夜）ニッポン放送で、漫画家で1991年10月から1年間『さくらももこのオールナイトニッポン』のパーソナリティを務めたさくらももこ（2018年没）を語る番組として、この日の1時から3時にかけて『さくらももこのオールナイトニッポン2024〜ももこを語るの巻〜』を放送[4][5]。
  - 【福岡県】九州朝日放送（KBCラジオ）で、2014年に死去した俳優の高倉健の最愛の女性であった“養女”の小田貴月のロングインタビューを軸に、高倉健の最後を知る人たちのロングインタビューで構成される『アサデス。ラジオ special『隣で聞いた声〜高倉健、最後の季節。〜』』が放送（19時 - 20時30分）[6]。
- 3日 - 【ラジオドラマ・特番】ニッポン放送の開局70周年を記念して、1991年10月25日の22時から翌日（10月26日）の1時にかけて同局で放送されたラジオドラマ『沈黙の艦隊』を『ニッポン放送開局70周年記念 ラジオドラマ『沈黙の艦隊』』として、14時から17時30分にかけて放送した[7]。
- 4日（3日深夜） - 【特番】ニッポン放送で『福原遥のオールナイトニッポン』を放送（1時 - 3時）。俳優の福原遥が初めて一人喋りのラジオに挑戦した[8]。
- 5日 - 【特番・近畿広域圏】FM802の開局35周年記念として特別番組『35th ANNIVERSARY "BE FUNKY" SPECIAL PROGRAM YOUR RADIO 802』が金曜17時 - 18時枠で放送開始。パーソナリティはFM802に所縁があるアーティストが2週交代で担当する[9]。これに伴い、同時間帯に放送されていた飯室大吾がDJを務める『FRIDAY Cruisin' Map!!』が12時 - 17時に放送時間が1時間短縮された。
- 8日（7日深夜） - 【特番・関東広域圏】TBSラジオ『コサキンDEワァオ!』の特番がこの日1時 - 2時30分に放送。2023年4月よりポッドキャスト番組としてレギュラー復活（同年10月より北日本放送・青森放送でも放送）しているが、純粋な地上波番組としては2022年9月以来1年4か月ぶりとなった[10]。
- 9日 - 【関東広域圏】文化放送では初の吹奏楽専門番組『藤重佳久Swinging Harmony 〜Winds Brass Revolution〜』が火曜20時30分 - 21時枠で放送開始。パーソナリティの藤重佳久（吹奏楽指導者）とアシスタントの鈴木万由香（ナレーター、ラジオDJ）が吹奏楽の魅力を伝える[11]。
- 10日 - 【スポーツ・関東広域圏】この日、ニッポン放送で放送されている『ショウアップナイター』の新しい解説者に2023年シーズン限りで現役を引退した松田宣浩が就任することが発表された[12]。同時に松田は、ショウアップナイターの『熱ラジ!アンバサダー』にも就任することも発表された[12]。
- 12日 - 【スポーツ・公営競技】この日ラジオNIKKEI第1で放送された『中央競馬実況中継』にて、中山競馬場第1競走（3歳未勝利戦）で、同局アナウンサーの藤原菜々花が、同局の女性アナウンサーとしては初となる競馬実況を担当した[13][注 4]。藤原はその後、3月3日の中山第3競走で女性として史上初のJRA場内公式実況を担当している[14]。
- 15日 - 【特番・近畿広域圏】MBSラジオでB'zについて語る特別番組『金山・南波のウルトラB'zブラザーズ』がこの日20時から20時55分に放送。前年7月15日に『金山・南波のスーパーB'zブラザーズ』として放送された特別番組の第2弾で、前回に引き続き金山泉（毎日放送アナウンサー）がパーソナリティ、若狭敬一（CBCテレビアナウンサー）が「ゲストブラザー」として出演した[15]。なお、南波雅俊（TBSテレビアナウンサー）はTBSテレビ『Nスタ』で能登半島地震関連の取材にあたっていたことから休演が発表されており、その代役としてスペシャルゲストがリモート出演した[16]。
- 16日 - 【追悼・関東広域圏】この日の文化放送『好きがつながる!』で、THEE MICHELLE GUN ELEPHANTやThe Birthdayのボーカル・ギターとして活動し、前年の2023年11月26日に死去したミュージシャンのチバユウスケを追悼する『好きがつながる! 石戸諭のDear チバユウスケ』を放送。石戸諭（ノンフィクションライター）の進行の下、チバが携わったバンドの楽曲とともにその足跡を辿った[17]。
- 22日 - 【関東広域圏】文化放送『おはよう寺ちゃん』内の5時5分の天気予報において、塩野義製薬とピクシーダストテクノロジーズが共同開発した40Hz変調音「ガンマ波サウンド」を日本の地上波放送として初めて使用した「ガンマ波サウンド天気予報」をこの日より開始。天気予報のBGMに40Hz変調を施して使用、同技術による認知機能ケアへの可能性に取り組む[18]。
- 29日・30日 - 【特番・コラボレーション】NHKのラジオ放送開始100周年記念のスペシャル企画としてこの両日、22時 - 翌1時に放送のNHKの『ラジオ深夜便』（ラジオ第1[注 5]）とニッポン放送（NRN系）の『オールナイトニッポン MUSIC10』（パーソナリティ：森山良子【歌手、29日】・鈴木杏樹【女優、30日】）の両番組で番組コラボレーションを実施。両日の流れとして22時台にNHKのラジオ深夜便のアンカー（29日：徳田章・須磨佳津江、30日：後藤繁榮・村上里和）がニッポン放送スタジオからゲストの形で出演し、23時台は両番組で同時放送を行い、翌日0時台はニッポン放送から森山・鈴木のパーソナリティがゲスト出演する形を取った[19][20]。また、30日には、木曜を担当している渡辺満里奈（タレント・元おニャン子クラブ）が電話で出演した[20]。

### 2月
- 1日・2日 - 【関東広域圏】TBSラジオでは、1月31日に『朗読・斎藤工 深夜特急 オン・ザ・ロード』が終了したことに伴い、両日より平日23時30分 - 23時55分の枠を以下のように編成。
  - 2023年10月から月 - 木曜の22時 - 23時30分の枠で放送されている『アフター6ジャンクション2』が、1日より放送時間を25分拡大し23時55分まで放送。1月22日の番組オープニングで発表された[21]。
  - 2日より金曜23時30分 - 23時55分枠にて、お笑いコンビ・尼神インターの渚[注 6]が初めて単独でパーソナリティを担当する『渚のキャッ火ラジオ』が放送開始[22]。
- 26日（25日深夜） - 【埼玉県】NACK5『THE WORKS』がこの日をもって終了。約16年の歴史に幕。1月29日（28日深夜）放送分のエンディング及び同番組のパーソナリティ、桃井はるこ（シンガーソングライター・声優）のX（旧Twitter）で番組終了が発表された[23]。

### 3月
- 10日 - TOKYO FM・JFN系『Oggi otto Music Shampoo』で、2022年4月からパーソナリティを担当してきた実咲凜音（女優）が同日の放送をもって番組を卒業[24]。
- 13日 - 【東京都】TOKYO FM『ALL-TIME BEST』のパーソナリティ、LOVE（シンガーソングライター）がこの日をもって産休入り[25]。
- 14日 - ニッポン放送はこの日『オールナイトニッポン』の2024年度改編を発表。月曜（火曜未明）1部を山田裕貴（俳優）が務める（後述）のを始め、『オールナイトニッポンX』は月曜（火曜未明）をキタニタツヤ（歌手）、火曜（水曜未明）をこれまで最終木曜（金曜未明）に『X』を担当してきた高橋文哉（俳優）、木曜をこれまで最終土曜（日曜未明）の『0(ZERO)』を担当してきた松田好花（日向坂46）がそれぞれ就任、最終土曜（日曜未明）の『0(ZERO)』はヤーレンズ（お笑いコンビ）が担当する。これまで『X』が放送されていた金曜（土曜未明）0時枠は『なにわ男子の初心ラジ!』が編成される[26]。また、今改編より、東海ラジオが土曜（日曜未明）の『0(ZERO)』を、山形放送（YBCラジオ）が平日の『0(ZERO)』を、FM COCOLOが『GOLD』を、それぞれネットを開始する[27][28]。
- 15日 - NHKラジオ第1『ごごカフェ』がこの日をもって終了、4年の歴史に幕[29]。
- 16日 - 20日 - 【特番】NHK-FMにて、翌2025年3月に日本でのラジオ放送開始100周年になることを記念する「ラジオ100年プロジェクト」の一環として、その1年前の記念特番として『ラジオ100年プロジェクト ラジオ100年まであと1年』を放送。16日 - 20日の12時15分 - 13時（16日のみラジオ第1でも放送）はこの期間渋谷各所で開催の「超体験NHKフェス」のメイン会場であるNHKホールの特設ブースから公開生放送を行い、長寿番組『ひるのいこい』とのコラボレーションでNHKのラジオの歴史を紐解いた。20日13時 - 16時は「各局横断生放送 語れ!ラジオの魅力」と題し、この時間帯に放送中の民放各局の生ワイド番組[注 7]と繋いで語り合った。 20日19時20分 - 21時15分は2022年度に放送した『ラジオ100年プロジェクト キクコトノミライ』の復活版として「100年の先 キクコトノミライ」と題し、ラジオを含めた音声メディアの未来について考えた[30]。
- 20日・21日 - 【スポーツ】ニッポン放送では開局70周年記念特別番組として、この両日に韓国で行われるロサンゼルス・ドジャースとサンディエゴ・パドレスのMLB開幕戦を生中継。解説はかつてドジャースに所属していた石井一久（東北楽天ゴールデンイーグルス球団取締役シニアディレクター）が担当。この試合はドジャース所属の大谷翔平の地元にあたる岩手県のIBC岩手放送（IBCラジオ）をはじめ、一部地域でも同時ネットを実施した[31]。
- 24日
  - 【関東広域圏】文化放送『鷲崎健のヒマからぼたもち』がこの日をもって終了、2年の歴史に幕。2月4日に番組内で発表された[32]。
  - TOKYO FM・JFN系の政府広報番組『青木源太・足立梨花 Sunday Collection』がこの日をもって終了、3年の歴史に幕。同月10日の放送内で発表された[33]。
- 25日 - 29日 - 【兵庫県】ラジオ関西の平日ワイド番組レーベル『こちら、海の見える放送局』がこの週をもって終了、9年の歴史に幕。このうちばんばひろふみ（シンガーソングライター）がメインパーソナリティを務める水曜1部『ばんばひろふみ!ラジオ・DE・しょー!』は、1995年4月から開始した前身番組『土曜バンバン!やってもいいかな?!』から通算して29年の歴史に幕を降ろす[34]ほか、月曜1部『笑福亭鉄瓶のまんてんラジオ』[35]火曜1部『谷五郎の笑って暮らそう』木曜1部『羽川英樹 ハッスル!』[36]金曜1部『原田伸郎 のびのび金ようび』および全曜日2部『Playlist of Harborland』の各番組についても終了した。
- 25日
  - NHK-FMで2010年4月から放送されていた音楽番組『松尾潔のメロウな夜』がこの日をもって終了、14年の歴史に幕。2月14日に行われたNHKの改編発表や、これを受けてのパーソナリティの松尾潔（音楽プロデューサー）のX（旧Twitter）及び番組公式サイトでも発表された[37]。
  - 【関東広域圏】文化放送『岩本勉のまいどスポーツ』がこの日をもって終了。18年の歴史に幕。2月26日の放送で発表された[38]。
- 26日（25日深夜）・27日（26日深夜） - 文化放送・NRN系『レコメン!』内で放送の『Hey! Say! 7 Ultra Power』『KちゃんNEWS』がこの両日をもって終了、前者は15年半、後者は19年の歴史に幕[39][40][41]。
- 26日・30日 - NHKラジオ第1
  - SMILE-UP.（旧ジャニーズ事務所）所属タレントのNHKへの新規出演見合わせを新年度でも継続、レギュラー番組についても終了や降板の措置をとることから、『STUDY!ぼくたちとみんなのラジオ』『らじらー! サタデー』の2番組についても、それぞれ26日と30日の放送をもって終了。前者は改題前の『A.B.C-Z 今夜はJ's 倶楽部』からの通算で8年、後者は9年の歴史に幕[42]。
- 26日
  - （25日深夜）
    - ニッポン放送『Adoのオールナイトニッポン』がこの日をもって終了。1月16日（15日深夜）の放送で発表されたもので、パーソナリティのAdo（歌手）が海外ツアーを行うなどスケジュールの関係に加え、当初の時点から1年間で終了することが決まっていたことも明かされている[43]。
    - 【追悼・東京都】J-WAVE『TOKYO M.A.A.D SPIN』のこの日放送分にて、毎月最終火曜（月曜深夜）に放送されている堀井雄二（ゲームデザイナー）と鳥嶋和彦（漫画編集者）による「ゆう坊&マシリトのKosoKoso放送局」の特別編として、3月1日に死去した漫画家の鳥山明（68歳没）について初代担当編集者だった鳥嶋が語った追悼番組を放送[44]。

  - 【関東広域圏】文化放送『ガキパラ 〜NEXT STAGE〜』がこの日の放送をもって終了、前身の『楽器楽園〜ガキパラ〜 for all music-lovers』から通算9年半の歴史に幕[45]。
  - 【東京都】TOKYO FM『THE TRAD』で店員（アシスタント）として2019年9月の番組開始時から出演してきた吉田明世（フリーアナウンサー）がこの日の放送をもって番組を卒業。子供との時間を優先にするためで、兼任している『ONE MORNING』（JFN系ネット）は4月以降も継続出演する[46]。
- 27日
  - （26日深夜）ニッポン放送『緑黄色社会・長屋晴子のオールナイトニッポンX』がこの日の放送をもって終了、2年の歴史に幕。2月21日（20日深夜）の放送で発表された[47]。
  - 【スポーツ・関東広域圏】文化放送にてプロ野球開幕直前特番『辻発彦・斉藤一美・向井葉月の語れ!ライオンズ プロ野球開幕直前スペシャル』を放送（19時 - 20時30分）。出演は斉藤一美（文化放送アナウンサー）、辻発彦（プロ野球解説者、埼玉西武ライオンズ前監督）、向井葉月（乃木坂46）[48]。また番組内では向井が同局のプロ野球中継『文化放送ライオンズナイター』公式マネージャーに就任したことが発表されたが[49]、向井が本年末で乃木坂46を卒業、芸能界を引退するため本年限りとなった[50]。
- 28日
  - NHK-FM放送
    - 2008年4月から放送されていた帯番組でクラシック音楽番組『クラシックカフェ』がこの日をもって放送終了、16年の歴史に幕。
    - 2012年4月から放送されていた音楽番組『ミューズノート』シリーズがこの日をもって終了、シリーズ通算12年の歴史に幕。2月14日に行われたNHKの改編発表や、番組公式サイト及び2020年1月より5代目パーソナリティを務めるLittle Glee Monster（女性ボーカルグループ）所属レコード会社の公式サイト等で発表された[51][52]。

  - 【関東広域圏】TBSラジオ
    - （27日深夜）『ほら!ここがオズワルドさんち!』（JRN系ネットあり）がこの日の放送をもって終了、3年間の歴史に幕。番組終了は2月8日（7日深夜）の同番組にて発表された[53]。
    - 『パンサー向井の＃ふらっと』で2022年3月の放送開始当初より木曜パートナーを務めた髙橋ひかる（女優、タレント）と隔週木曜にアシスタントを務めた喜入友浩（TBSテレビアナウンサー）が共にこの日をもって卒業。高橋については7日、喜入については14日の放送でそれぞれ発表された[54]。また喜入は、前番組『伊集院光とらじおと』時代の2019年4月より継続していた木曜アシスタント[注 8]としての出演に5年で幕を下ろした。

  - 【近畿広域圏】MBSラジオ『茶屋町ヤマヒロ会議』がこの日をもって終了、休止期間を挟んで10年の歴史に幕[55]。
  - 【東京都】
    - TOKYO FM『サステナ*デイズ』が後述の『ラジオのタマカワ』放送開始に伴い木曜日の放送が終了。同時に2022年4月からパーソナリティを担当してきた玉井夕海（渋さ知らズ）がこの日をもって番組を卒業[56]。
    - J-WAVE『GOOD NEIGHBORS』がこの日をもって終了、7年の歴史に幕。2月29日の放送で発表された。

  - 【広島県】中国放送（RCCラジオ）『おひるーな』『バリシャキNOW』がこの日の放送をもって終了、前者は9年半、後者は19年半の歴史に幕。いずれも4日の放送で発表された。
- 29日
  - （28日深夜）文化放送・NRN系『レコメン!』の全国パート『今江大地のレコメン!』がこの日をもって終了[57]。あわせて内包されている『WEST.桐山照史・中間淳太のREC!』も終了する[58]。この終了に伴い、4月以降は22時 - 0時枠を担当する各曜日のパーソナリティが全国パートも含め3時間全て担当する形に変更される[59]。
  - TBSラジオ制作で、一部のJRN系列局に裏送りで放送している『伊集院光のおたよりください!』がこの日をもって終了。『おたよりください!』シリーズとしては3年半の歴史に幕。なお『はがきでこんにちは』時代と合わせて通算52年半もの間、CBCラジオとRKBラジオでの放送において単独でスポンサーに付いていた日本香堂の4月以降の動向については不明、また、企画ネットのTBSラジオで日本香堂が単独でスポンサーに付いている「日本香堂ふらっとポスト」（月 - 木曜『パンサー向井の＃ふらっと』内で放送）については4月以降も継続する。
  - 【関東広域圏】文化放送
    - 『おとなりさん』『西川あやの おいでよ!クリエイティ部』がこの日の放送をもって終了、いずれも2年の歴史に幕。前者は2023年12月29日に[60]、後者は本年1月16日にいずれも番組内で発表された[61]。
    - 『内田理央のレコメン!FRIDAY』がこの日の放送をもって終了、1年半の歴史に幕。1日の放送で発表された[62]。

  - 【神奈川県】アール・エフ・ラジオ日本『Happy Voice! from YOKOHAMA』で、2020年4月の放送開始からパーソナリティを務めた杜野まこ（タレント・声優）がこの日をもって卒業[63]。
  - 【中京広域圏】CBCラジオ
    - 1999年4月から開始された、多田しげおがメインパーソナリティを務める長寿番組『多田しげおの気分爽快!!朝からP・O・N』がこの日をもって放送を終了、25年の歴史に幕。
    - 『ドラ魂キング』の金曜パーソナリティを務めていた若狭敬一（CBCテレビアナウンサー）が、4月よりCBCテレビ平日夕方の情報番組『チャント!』の司会に就任することからこの日をもって卒業。4月より金曜は西村俊仁（CBCテレビアナウンサー）と安藤渚七（モデル、水曜と兼任）のコンビで担当。いずれも8日の放送で発表された。また若狭は、2006年から17年にわたり担当してきた中日ドラゴンズのプロ野球実況（ラジオでは『CBCドラゴンズナイター』としての中継枠）から一旦離れることも表明している。

  - 【近畿広域圏】
    - MBSラジオ
      - 1974年4月から開始され、4月には開始50周年を迎えるタレント・映画評論家の浜村淳がメインパーソナリティを務める長寿番組『ありがとう浜村淳です』がこの日をもって平日版の放送を終了。終了は2023年9月25日に正式発表した。土曜版『ありがとう浜村淳です土曜日です』については4月以降も継続する[64][65][66]。
      - フォークグループ・アリスが2018年4月よりパーソナリティを務めている『MBSヤングタウン金曜日（アリスのヤンタン）』がこの日をもって終了、6年の歴史に幕[67]。

    - ラジオ大阪（OBC）『Hit&Hit!』がこの日をもって終了、4年半の歴史に幕。

  - 【広島県】中国放送『おひるーなフライデー ひるうたマガジン』がこの日の放送をもって終了、4年の歴史に幕。1日の放送で発表された[68]。
- 30日
  - （29日深夜）
    - ニッポン放送『EXITのオールナイトニッポンX』がこの日の放送をもって終了、2年の歴史に幕。2月24日（23日深夜）に番組内で発表された[69]。
    - 【関東広域圏】文化放送『和牛のモーモーラジオ』が、パーソナリティを務めるお笑いコンビ・和牛の月末でのコンビ解散に伴い終了、5年半の歴史に幕。2023年12月15日に番組公式Xアカウントから発表があった[70]ほか、本年1月16日の斎藤清人同局社長の定例会見でも言及された[71]。
    - 【神奈川県】アール・エフ・ラジオ日本『レッツゴー!仮面ライダーGIRLS』がこの日の放送をもって終了、7年の歴史に幕。2月24日（23日深夜）の放送で発表された[72]。

  - NHK-FMで1997年4月から放送されていた音楽番組『ワールドロックナウ』がこの日をもって終了、27年の歴史に幕。2月14日にパーソナリティの渋谷陽一（音楽評論家）が代表を務めるロッキング・オン公式サイト内のブログで発表された[73]。
  - 【関東広域圏】TBSラジオ『井上貴博 土曜日の『あ』』で2022年4月の放送開始当初より井上貴博（TBSテレビアナウンサー）のパートナーを務めていた田中ひとみ（TBSラジオキャスター）がこの日の放送をもって卒業。9日の放送で発表された。
  - 【北海道】STVラジオで2004年10月から放送されていたKAN（2023年11月12日死去）の冠番組『KANのロックボンソワ』がこの日をもって終了、19年半の歴史に幕。
- 31日
  - NHK-FMで2015年4月から放送されていた音楽番組『洋楽グロリアスデイズ』がこの日をもって終了、9年の歴史に幕。2月18日にパーソナリティの片寄明人（シンガーソングライター・音楽プロデューサー）本人のX（旧Twitter）投稿で発表された[74]。
  - 【特番・関東広域圏】文化放送では、開局記念日に当たるこの日に特別番組を放送。
    - 同局を代表する深夜番組『セイ!ヤング』の放送開始55周年記念特別番組を放送（10時 - 13時）。元同局アナウンサーで歴代パーソナリティ経験者のみのもんた（フリーアナウンサー）と落合恵子（作家）を当日のパーソナリティに迎えた[75]。
    - 『武田鉄矢・今朝の三枚おろし』（1994年4月開始）が放送開始30周年になったのを記念した特番『武田鉄矢 今朝の三枚おろし 30周年 今日まで、そして明日から』を放送。パーソナリティの武田鉄矢（俳優・歌手）やリスナーのこれまでの30年を振り返りつつ、新たな一歩とした[76]。

  - 【東京都】
    - TOKYO FM（静岡エフエム放送（K-MIX）・ミュージックバードでも放送）『トランス・ワールド・ミュージック・ウェイズ』がこの日をもって終了、35年の歴史に幕。パーソナリティの田中美登里のXアカウントで発表された[77]。
    - 『Oggi otto Music Shampoo』（JFN系ネットあり）で、2022年4月からパーソナリティを担当してきた濱田めぐみ（ミュージカル女優）が同日の放送をもって番組を卒業[78]。
    - J-WAVE
      - 日曜朝のワイド番組『ARROWS』がこの日をもって終了。2年の歴史に幕。番組Xアカウントでの投稿で発表された[79]。
      - 『TDK VOICES FROM NIHONMONO』（2021年10月から秋田放送でも同時ネット）がこの日をもって終了。5年の歴史に幕。24日放送内エンディング及び番組Xアカウントでの投稿で発表された[80]。

  - 【京都府】KBS京都『久米村直子のSuper-Duper Sunday』がこの日の放送をもって終了、10年の歴史に幕[81]。
  - 【兵庫県】ラジオ関西
    - 『ワタナベフラワーのウホウホ!ゴリラジオ』がこの日の放送をもって終了、2年半の歴史に幕。2月25日の放送で発表された[82]。
    - 『もぎたて関ジュース』がこの日の放送をもって終了、『関西ジャニーズJr.もぎたて関ジュース』時代から17年の歴史に幕[83]。

### 4月
- 1日
  - （3月31日深夜）
    - TBSラジオ『MUSIX』（JRN系ネットあり）がこの日をもって終了、3年半の歴史に幕。3月18日（17日深夜）の放送で発表された。
    - 【特番・追悼・東京都】J-WAVEでは2023年11月26日に死去したチバユウスケの追悼特番『THANK YOU ROCKERS, I LOVE YOU BABY...』を1日（3月31日深夜）1時 - 4時に放送。J-WAVEがアーカイブしているインタビュー素材を元に、チバの楽曲やファンの声を交えたほか、チバの休養前に収録したThe Birthday最後のEP『April』収録曲「I SAW THE LIGHT」初オンエアした[84]。

  - NHK
    - ラジオ第1午後の新ワイド番組として『まんまる』を放送開始（月 - 金曜 12時30分 - 15時55分）[85]。パーソナリティは月曜から水曜を高山哲哉（NHKアナウンサー）、木曜と金曜を松尾剛（NHK財団職員、元NHKアナウンサー）が担当[29]。
    - NHK-FM
      - 月 - 木曜の午後枠にて『クラシックの庭』（14時 - 15時50分）を放送開始[85]。
      - 月 - 金曜の夜枠にて『マイ・フェイバリット・アルバム』（22時30分 - 23時20分）を放送開始[85]。

  - 【関東広域圏】
    - 文化放送ではこの日より新キャッチコピー「オトナのホンネ 文化放送」を制定し、2024年度新編成を開始[86]。
      - 平日5時 - 8時枠で放送されている『おはよう寺ちゃん』が、この日より9時までの4時間に放送枠を拡大[87]。
      - 平日11時 - 13時枠で放送されている『くにまる食堂』が、この日より放送開始を9時に繰り上げ4時間の放送となる。月 - 木曜の拡大分の9時 - 11時には、日替わりパートナーが付く体制をとり、月曜にカンニング竹山（お笑いタレント）、火曜に村尾信尚（関西学院大学教授）、木曜に内藤剛志（俳優）がそれぞれ就任、水曜は週替わりのパートナーが出演する。同11時 - 13時には坂口愛美（同局アナウンサー）がパートナーを務める。金曜は『くにまる食堂フライデー〜どうした!?一蔵!〜』と題し、4時間全編にわたり春風亭一蔵（落語家）と水谷加奈（同局アナウンサー）が担当する[88][87]。
      - 平日午後枠新番組として、メインパーソナリティを長野智子（フリーアナウンサー、ジャーナリスト）が務める『長野智子アップデート』（月 - 金曜、15時30分 - 17時）をこの日より放送開始[89][90]。なお同日より、西日本放送（RNC）と高知放送（RKC）で月 - 木曜のみ『大竹まこと ゴールデンラジオ!』（13時 - 15時30分）のフルネットと合わせて、同番組の前半部分（RNCは16時、RKCは16時30分まで）の同時ネットが開始される[91]。
      - 『Girls²のがるがるトーク!』がこの日より『レコメン!』（NRN系など一部放送局にネット）月曜22時30分台に内包[92]。

    - ニッポン放送
      - 前年10月より放送されている『伊集院光のタネ』がこの日より昼と夕方の2部制番組となる。昼の部は『伊集院光のちょいタネ』がこの日より放送開始（月 - 金曜、11時20分 - 11時30分）。夕方の部は引き続き『伊集院光のタネ』として曜日（火 - 金曜）を変えずに放送されるが、2日より10分短縮の17時30分 - 17時50分での放送に変更される[93]。
      - 3月31日をもって放送作家を引退した鈴木おさむによる『鈴木おさむ 月曜日の社長』がこの日より放送開始（月曜19時20分 - 19時40分）。

  - 【中京広域圏】
    - CBCラジオ平日朝の新ワイド番組として、『CBCラジオ ＃プラス!』が放送開始（月 - 金曜 6時30分 - 9時）。パーソナリティは月・火曜を光山雄一朗、水・木曜を永岡歩、金曜を山内彩加（いずれもCBCテレビアナウンサー）がそれぞれ担当する[94]。
    - 東海ラジオ（TOKAI RADIO、SF）ではこの日より2024年度新編成がスタート。平日早朝・深夜帯を中心にリニューアルが行われる[27]。
      - 平日早朝の情報番組『First touch』は、3月まで金曜を担当していた村上和宏（同局アナウンサー）が月 - 木曜に移動、金曜には原光隆（元同局アナウンサー、フリーアナウンサー）が新たに就任。
      - 月曜18時 - 19時枠で放送の『さだまさし レコードデビュー50周年記念番組「1時の鬼の魔酔い」』（文化放送ほかNRN系中心に15局ネット）が『さだまさし1時の鬼の魔酔い』に番組名を改題して継続。新たに北陸放送（MROラジオ）と南海放送（RNBラジオ）でこの日よりネットを開始、計17局ネットとなる。

  - 【近畿広域圏】
    - MBSラジオ平日朝の新ワイド番組として、山本浩之（フリーアナウンサー、元関西テレビアナウンサー）がメインパーソナリティを務める『ヤマヒロのぴかッとモーニング』が放送開始（月 - 金曜 8時 - 10時）[95][96]。
    - ラジオ大阪はこの日より2024年度改編を実施[97]。
      - 『藤川貴央のニュースでござる』が放送開始時間を7時に繰り下げるとともに、9時までの2時間に放送枠を拡大[98]。これにともない、『新しいあなたの朝に!ハッピー・プラス』は9時 - 11時の2時間枠に縮小するとともに、『オトナ女子モーニングワイド ハッピー・プラス』に改題リニューアルする[99]。
      - 『OBCグッドアフタヌーン!和田麻実子のみみよりだんご』が、これまでの火曜に加え、『原田年晴 かぶりつきマンデー!』に変わる形で月曜の放送を開始。パーソナリティの和田麻実子（同局アナウンサー）と火曜パートナーのカベポスター（お笑いコンビ）は続投しつつ、新たに月曜パートナーとしてネイビーズアフロ（お笑いコンビ）が出演する[100]。
      - 平日14時 - 16時55分枠を60代男女をメインターゲットにした『おとなたちに、エールを!』と銘打ったゾーン設定を実施。月曜にチキチキジョニー（お笑いコンビ）による『チキチキジョニーのいただきました!3時間!』、火曜に笑福亭松喬（落語家）による『笑福亭松喬の笑えば大吉』、水曜に森脇健児（タレント）による『森脇健児のぶっとび水曜日』を開始、木・金曜は『原田年晴 かぶりつきマンデー!/フライデー!』が『OBCグッドアフタヌーン!』枠から移動し、『原田年晴 かぶりつきサーズデー!/フライデー!』となる。

  - 【東京都】
    - TOKYO FM『THE TRAD』の月・火曜の新店員（アシスタント）として、山本里菜（フリーアナウンサー）が就任。前任の吉田明世に続いてTBS出身者が出演する[101]。
    - J-WAVEはこの日より2024年度改編を実施[102]。
      - これまでの午後ワイド『GOOD NEIGHBORS』のゲストコーナー『TALK TO NEIGHBORS』が単独番組として独立し、月 - 木曜13時 - 13時30分枠で放送開始。クリス智子が引き続きナビゲーターを務め、放送後には放送内では語られなかった内容も含めポッドキャストで配信される[102]。
      - 月 - 木曜13時30分 - 16時枠の新ワイド番組として、長井優希乃（ヘナ・アーティスト、エッセイスト）がナビゲーターを務める『PEOPLE'S ROASTERY』が放送開始。本番組開始に伴い、長井が3月末まで担当した月 - 木曜5時枠の『JUST A LITTLE LOVIN'』は、新たに 中田絢千（モデル・CM女優）がナビゲーターに就任した[102]。

  - 【兵庫県】ラジオ関西はこの日より2024年度新編成を開始[103]。
    - 看板音楽番組『歌声は風にのって』をリニューアル、平日16時 - 17時40分に放送時間を拡大するほか、10時 - 12時枠にも『歌声は風にのって〜ブランチ〜』を開始し2部制になる。
    - 平日午後ワイド『Clip』がこの日より13時開始に繰り上がり90分拡大の3時間番組になるほか、金曜日にも放送曜日を拡大。あわせてパーソナリティも月曜の近藤夏子（シンガーソングライター）のパートナーとしてタケモトコウジ（俳優・DJ）が、火曜の當間琉巧（Lil かんさい）のパートナーとしてはるかぜに告ぐ（お笑いコンビ）が就任、水曜をワタナベフラワー（ロックバンド）、木曜を読売テレビ退社後初のレギュラーラジオ番組となる清水健（フリーアナウンサー）と夏きこ（絵本作家）、金曜をサマンサ・アナンサ（ドラァグクイーン）と火曜から移動したウラリエ（インスタグラマー）がそれぞれ担当する。
    - 平日12時 - 12時30分にニュース番組『ニュースの景色』を放送開始。

  - 【広島県】中国放送は2024年度新編成にて、平日昼間のワイド番組を中心に改編を実施[104]。
    - 平日9時から放送の『平成ラヂオバラエティごぜん様さま』は、この日より放送時間を15分拡大し11時55分まで放送。
    - 月 - 木曜 12時 - 14時枠にて、TBSラジオ『ジェーン・スー 生活は踊る』のネットを開始。地方局での同時ネット開始は前年10月の長崎放送（NBCラジオ、佐賀県はNBCラジオ佐賀）に続き2局目となる。
    - 月 - 木曜 14時 - 17時枠にて、『まるっと日常ワイド えんまん。』が放送開始。

  - 【スポーツ・鹿児島県】南日本放送（MBCラジオ）はプロ野球中継枠『MBCエキサイトナイター』について、火 - 木曜日の中継を2023年度をもって廃止し、2024年度は金曜日のみ編成する。これに伴いこの日より、ナイターシーズン期間月・火曜19時 - 21時枠で、TBSラジオ『荻上チキ・Session』の同時ネットを行う[注 9][105]。
- 2日（1日深夜）
  - ニッポン放送にて『山田裕貴のオールナイトニッポン』を放送開始。火曜（月曜深夜）の『山田裕貴のオールナイトニッポンX』から放送3年目にして火曜（月曜深夜）1部へ昇格となる[106]。
  - 【中京広域圏】東海ラジオはこれまで文化放送と同時ネットだった平日深夜の1時 - 3時枠を自主編成に転換する[27]。
    - 2023年度ナイターオフ番組の『TOKAI RADIO MUSIC PROGRAM SESSIONS 929』を火 - 金曜（月 - 木曜）1時枠に移動しリニューアルする。
    - 火曜（月曜深夜）2時 - 2時30分枠で、松井珠理奈（タレント、元SKE48メンバー）が独立後初めてDJを務める新番組『Midnight♡Jurinabox』が放送開始。
    - 『UNDER TALK』が火曜（月曜深夜）2時30分 - 3時枠に移動。

  - 【東京都】J-WAVE火 - 金曜（月 - 木曜深夜）3時 - 5時枠にて、『THE UNIVERSE』が開始。安藤裕子（火曜：月曜深夜）、大橋トリオ（水曜：火曜深夜）、大貫妙子（木曜：水曜深夜）、岸田繁（くるり、金曜：木曜深夜）の4人のアーティストがナビゲーターとしてそれぞれの「今」を音楽で表現する。本番組開始に伴い、これまで火 - 日曜（月 - 土曜深夜）3時 - 5時枠で放送されてきた『TOKYO M.A.A.D SPIN』は、土曜（金曜深夜）3時 - 5時枠および日曜（土曜深夜）1時 - 5時枠に移動リニューアルする[102]。
- 3日・4日 - 【スポーツ・和歌山県・岡山県】和歌山放送（WBSラジオ）とRSK山陽放送（RSKラジオ）では水・木曜のプロ野球ナイター中継（前者は『WBSゴールデンナイター』、後者は『RSKエキサイトナイター』として放送）について2023年をもって廃止。JRN/NRNクロスネット局での水・木曜のナイター中継廃止は、2018年をもって廃止した南海放送、および前述の南日本放送と合わせて4局となる。
  - 和歌山放送は2024年度上半期編成にて、当該時間帯を音楽番組を中心に自主編成で対応する。
  - RSK山陽放送では、3日より自社制作の生放送番組『OKYAAAMA!〜大都会オカヤマな夜〜』を水曜19時 - 21時枠で曜日移動・1時間枠拡大で編成。また4日より、自社制作の新音楽番組『キューン!MUSIC』を木曜19時 - 21時枠で放送開始。
- 3日（2日深夜） - 【中京広域圏】東海ラジオ水曜（火曜深夜）2時 - 3時枠で、Z世代向けのK-カルチャーを取り上げる新番組『ZENERATION』が放送開始[27]。
- 4日
  - （3日深夜） 
    - TBSラジオの『スタンド・バイ・見取り図』がこの日より日曜 23時 - 23時30分の枠から木曜（水曜深夜）0時 - 1時の枠に移動、放送時間が30分拡大。本年2月25日の番組内で発表された[107]。CBCラジオ[108]・琉球放送（RBCiラジオ）でも同時ネットされるほか、RKB毎日放送（RKBラジオ）では日曜（土曜深夜）3時枠にてネットを開始する[109]（その他のネット局は同番組のページを参照）。
    - 【中京広域圏】東海ラジオ『Music Submarine』が木・金曜（水・木曜深夜）2時枠に時間移動する[27]。

  - 【関東広域圏】
    - TBSラジオ『パンサー向井の#ふらっと』の木曜パートナーとして横澤夏子（お笑いタレント）が就任。また隔週でメインパーソナリティの向井慧（パンサー）が不在となる木曜には、ヤーレンズ（お笑いコンビ）が向井と横澤の代理として番組を担当する[110]。
    - ニッポン放送にて、アイドルグループ・FRUITS ZIPPERの初レギュラー番組『FRUITS ZIPPERのラジッパー!』が放送開始（木曜21時30分 - 21時50分）[111]。

  - 【近畿広域圏】MBSラジオ『夕方もポチッとMラジ』木曜枠にて、『ミッツ・マングローブのOSAKA・ん!メガミックス』が放送開始[55]。
  - 【東京都】TOKYO FM木曜の昼枠新番組として『ラジオのタマカワ』（11時30分 - 13時）を放送開始。パーソナリティは自身初のラジオ番組となるフリージャーナリスト（元テレビ朝日解説員）の玉川徹が担当。アシスタントを原千晶（フリーアナウンサー）が務める[112]。
- 5日
  - NHK-FM金曜午前枠にて『出会いは!みんようび』（11時25分 - 11時55分）を放送開始[85]。
  - 【関東広域圏】文化放送21時 - 22時30分枠にて『レコメン!Ａ』が放送開始。『レコメン!』のスピンオフとして、ナビゲーターの甲斐彩加（同局アナウンサー）がアニメソングを紹介する。また21時40分台には『Lucky²のラッキートーク!』が移動・内包される[92]。
  - 【近畿広域圏】
    - ラジオ大阪『OBCグッドアフタヌーン!』金曜枠にて、月亭方正（落語家）による『OBCグッドアフタヌーン!金曜お昼は、めっちゃ方正!』が放送開始[97]。
    - MBSラジオでは『MBSヤングタウン』史上初の女性単独パーソナリティとして伊原六花（女優）を起用し、金曜夜枠の新番組『伊原六花のMBSヤングタウン』（22時 - 23時）をこの日より放送開始[113][114]。

  - 【東京都】J-WAVE
    - 金曜5時枠にて、nicoがナビゲーターを務める『GLASSY WEEKEND』を放送開始[102]。
    - 金曜22時枠後半にて、佐々木久美（日向坂46）がナビゲーターを務める『LOGISTEED RADIONOMICS』（22時30分 - 23時）を放送開始[102]。

  - 【神奈川県】アール・エフ・ラジオ日本『Happy Voice! from YOKOHAMA』の2代目パーソナリティとして、平松可奈子（俳優・タレント・ファッションデザイナー）が就任[115]。
  - 【新潟県】新潟放送（BSNラジオ）金曜夕方の新ワイド番組として、スーパー・ササダンゴ・マシン（プロレスラー、実業家）がパーソナリティを務める冠番組『スーパー・ササダンゴ・マシンのセッパン!〜Let's Update, from JIBARA to SEPPAN!!〜』が放送開始（16時 - 19時）。同局ではこの新番組について「日曜深夜に放送されている『スーパー・ササダンゴ・マシンのチェ・ジバラ』的自腹活動からついに局との折半番組が立ち上がる」と表現している[116]。
  - 【広島県】中国放送では、金曜昼のワイド番組として『花金ラジオ すっぴんブギ』（12時 - 15時）『WひろしのFRIDAYヒーロー』（15時 - 16時50分）が放送開始[104]。
- 6日・14日（13日深夜）・20日 - 【特番】ラジオパーソナリティの小森まなみが3月31日をもって「マイクオフ」として全ての活動を終了したことを受けて、長らく関わった放送局が特別番組を放送。いずれも「マイクオフ」前の小森の最後の番組収録となった。
  - ラジオたんぱ時代に多数の番組を受け持ったラジオNIKKEI第1では、『ありがとうマミちゃん!40年分のJEWELをたんぱにのせて』を6日19時 - 21時に放送[117]。
  - 【宮城県】東北放送（tbcラジオ）では、『小森まなみのPop'n!パジャマ』（1994年10月 - 2011年6月）の一夜限りの復活放送として、14日（13日深夜）3時 - 3時30分に『小森まなみのPop'n!パジャマ RV-マミ姉40周年ありがとうマイクオフSP』を最終回以来12年9か月ぶりに放送、『Pop'n!パジャマ RV』時代に共演した高橋直純（声優・歌手）とともに放送した[118]。
  - 【中京広域圏】東海ラジオでは、『mamiのRADIかるコミュニケーション』（1984年10月 - 2009年10月）の一夜限りの復活放送として、20日19時 - 20時に『mamiのRADIかるコミュニケーション-小森まなみ40周年ありがとう マイクオフSP』を放送（デーゲーム中継（阪神タイガース対中日ドラゴンズ）延長時開始時間が遅れる場合あり）。2019年9月の復活生放送特番以来4年半ぶりの放送で、長らくアシスタントを務めたミンキー・ヤス（ラジオパーソナリティ）と共に送ったほか、3月30日開催のファイナルベストアルバムリリースイベントでのミニ公開録音の模様も放送した[118][119]。
- 6日
  - （5日深夜） 
    - TBSラジオが2023年度に実施した、若手芸人が地上波放送枠を争うポッドキャスト番組シリーズ「N93」を勝ち抜いた『きしたかののブタピエロ』が土曜（金曜深夜）3時 - 3時30分枠にてJRN系6局同時ネットで放送開始[120]。これに伴い『CITY CHILL CLUB』（4月よりJRN系6局ネット）はこの日より土曜分のみ3時30分 - 5時に放送時間を短縮[121]する（CBCラジオは後述）。なお『ブタピエロ』以外の「N93」シリーズのポッドキャスト配信番組のうち、『カラタチの最果てのセンセイ!』は配信継続、他の3番組は3月末をもって終了した。
      - 【中京広域圏】 CBCラジオでは『CITY CHILL CLUB』は土曜分のみ4時で途中飛び降り、土曜4時 - 5時枠では自社制作の新番組『小森谷徹のとまり木ラジオ』を編成する[108]。

    - 【関東広域圏】文化放送『KinKi Kids どんなもんヤ!』がこの日より土曜（金曜深夜）1時30分 - 2時枠に移動、15分の『レコメン!』全国パート内包番組から30分の単独番組に移行する。なお、19日（18日深夜）放送時の発表時点では、枠移動後のネット有無に関しては不明[122]。

  - NHK-FMの毎週土曜の夜枠にて『洋楽シーカーズ』（21時 - 22時）を放送開始[85]。
  - TBSラジオ『井上貴博 土曜日の『あ』』で、3月までアシスタントを務めた田中ひとみ（TBSラジオキャスター）の後任として犬山紙子（コラムニスト）が就任[123]。またこの日より、山陰放送（BSSラジオ）での全編同時ネットを開始する。
  - 【近畿広域圏】ラジオ大阪土曜 8時 - 10時枠にて、歴史テーマパーク「ともいきの国 伊勢忍者キングダム」（三重県伊勢市）の役者が三重県の話題を取り上げるワイド番組『ちょんまげ・忍者の土曜は半ドン!』が放送開始[97]。
  - 【東京都】
    - TOKYO FM『サステナ*デイズ』が『岩田剛典 サステナ*デイズ supported by 日本製紙クレシア』へ改題。同時にこの日より土曜 8時 - 8時25分へ放送日時が移動・放送時間を短縮。新パーソナリティとして岩田剛典（三代目 J SOUL BROTHERS）が出演[124]。
    - J-WAVE
      - 土・日曜5時枠にて、DJ TARO（クラブ・ラジオDJ）による『WEEKEND VIBES』が放送開始[102]。
      - 『ORIENT STAR TIME AND TIDE』に新ナビゲーターとして槙野智章（元サッカー日本代表）が就任。2017年10月の番組開始当初からナビゲーターを務める市川紗椰（ファッションモデル）と2人体制となる[102]。
- 7日
  - 【TOKYO FM・JFN系】
    - 日曜 7:30 - 7:55枠（一部時差ネットあり）で『杉浦太陽・村上佳菜子 日曜まなびより』が放送開始。パーソナリティに杉浦太陽（俳優）と村上佳菜子（元フィギュアスケート選手）が担当する[125]。
    - 『ブルボン presents Shining Star』（JFN7局ネットあり）が日曜8時30分 - 8時55分枠に移動。同時に森麻季（フリーアナウンサー）に代わり、吉田明世（同）が新パーソナリティに就任[125]。
    - 『Oggi otto Music Shampoo』の新パーソナリティに長野美郷（タレント・キャスター）が就任[125]。
    - 日曜 12時 - 12:30枠にて、津田健次郎（声優）の冠番組『津田健次郎 SPEA/KING』が放送開始[125]。

  - 【関東広域圏】
    - TBSラジオ
      - 日曜8時 - 10時枠で放送の『地方創生プログラム ONE-J』（青森放送（RABラジオ）・朝日放送ラジオ（ABCラジオ）を除くJRN系列32局ネット）はこの日より番組名を『ONE-J』に改題しリニューアル。パートナーについてはJRN系列局のアナウンサーが2週ごとの交代制で出演する形に変更（ただし第5日曜日は片桐千晶（フリーアナウンサー）が引き続き出演）。改題後も「地方創生」への取り組みは引き続き継続し、ご当地の情報にも焦点を当てていくことで内容を充実させる[126]。
      - 『竹中直人〜月夜の蟹〜』のアシスタントが前週までの上村彩子（TBSテレビアナウンサー）から小倉弘子（同）に交代。

    - 文化放送
      - 日曜14時 - 16時枠にて、『おとなりさんday』が放送開始。前月で終了の『おとなりさん』の後継にあたる番組で、パーソナリティは山根良顕（アンガールズ）と坂口愛美（同局アナウンサー）が『おとなりさん』金曜パーソナリティから続投する形で担当する[127]。あわせて13時枠には坂口単独の前座番組『おとなりさんdayスペシャル 坂口愛美のおひとりさん』を開始する[128]。
      - 『櫻坂46の「さ」』『僕が見たかった青空の「青天のヘキレキ!」』が日曜19時枠に移動[129]。これにより18時 - 20時枠は坂道シリーズと公式ライバルグループ僕が見たかった青空の番組が連続して編成される。
      - にじさんじ所属のバーチャルライバー・樋口楓がパーソナリティを務める『樋口楓のこんな良い時間に何してんねん!』が放送開始（日曜20時30分 - 21時。超!A&G+でも月曜18時30分 - 19時に配信あり）[130]。

  - 【近畿広域圏】MBSラジオにて、浜村淳がパーソナリティを務める新番組『浜村淳の歌の宝石箱』が放送開始（日曜 5時30分 - 6時）[131]。
  - 【東京都】
    - J-WAVE
      - 日曜6時 - 9時枠にて、小林涼子（俳優・実業家）がナビゲーターを務める『EARLY GLORY』を放送開始[102]。
      - 日曜12時 - 12時54分枠にて、生田絵梨花（歌手・女優）がナビゲーターを務める『Volkswagen DRIVING WITH YOU』を放送開始[102]。
- 8日（7日深夜）
  - TBSラジオ月曜（日曜深夜）4時 - 5時枠の新音楽番組として、おかゆ（歌手）がパーソナリティを務める『にゅーとぴ♪』が放送開始[132]。『MUSIX』をネットしていたJRN加盟局（6局）でも放送される。
  - 【関東広域圏】ニッポン放送にて、尾田栄一郎原作のアニメ『ONE PIECE』の放送開始25周年と同局開局70周年を記念した番組『アニメ『ONE PIECE』25周年記念 ニッポン放送70周年記念ラジオ番組「麦わらスペース」』がこの日より放送開始（月曜（日曜深夜）1時 - 1時30分）。同アニメ公式Xアカウントにて配信されてきた番組が地上波でレギュラー化する[133]。
- 10日・15日 - 【特番】J-WAVE・JFL系で1999年10月から2000年9月まで放送された宇多田ヒカル（歌手）による『宇多田ヒカルのトレビアン・ボヘミアン』が、宇多田の自身初のベストアルバム『SCIENCE FICTION』のリリースを記念し、『TRÈS BIEN! BOHEMIAN! SPECIAL 2024』として復活放送（J-WAVEのみ15日22時 - 翌0時、他JFL各局は10日夜に放送）。復活特番が放送されるのは2018年7月以来5年7か月ぶりとなった[134]。
- 13日 - TBSラジオ『土曜朝6時 木梨の会。』（JRN加盟局の一部とラジオ大阪でもネット）にて、3月まで山形純菜（TBSテレビアナウンサー、以下同じ）・近藤夏子と共に週替わりアシスタントを務めた篠原梨菜の後任として、吉村恵里子が就任[135]。
- 16日 - 20日（15日 - 19日深夜） - 【特番】文化放送がこの年の4月から9月にかけて展開する「トラックドライバー応援キャンペーン」の一環として、1968年11月から2021年3月まで放送された『走れ!歌謡曲』の復活特番を放送（3時 - 4時44分）。仁科美咲（フリーアナウンサー、16日）、室照美（フリーアナウンサー・元同局アナウンサー、17日）、杜このみ（演歌歌手、18日）、小林奈々絵（ラジオパーソナリティ、19日）、井上由美子（演歌歌手、20日）と、レギュラー放送時のパーソナリティ経験者が各日を担当した[136]。
- 16日・17日 - TBSラジオ『ジェーン・スー 生活は踊る』（前述の通り中国放送、長崎放送・NBCラジオ佐賀にもネット）では、この両日より火・水曜のパートナーが曜日移動となり、火曜を小倉弘子（TBSテレビアナウンサー）、水曜を杉山真也（同）が担当する。9日の番組内で発表された。
- 17日 - 【報道・災害・編成】この日23時台前半、愛媛県南宇和郡愛南町と高知県宿毛市で最大震度6弱を観測する地震が発生し、ラジオでは以下の通りに対応した。
  - NHKでは、ラジオ第1・ラジオ第2・FMとも、発生直後から翌18日1時30分まで総合テレビのニュースを同時放送（これに伴い17日付のラジオ第2の放送終了時間は繰り下げ）。
  - 【関東広域圏】TBSラジオでは『アフター6ジャンクション2』、文化放送では『レコメン!』、ニッポン放送では『オールナイトニッポン MUSIC10』の放送中に第一報を伝えたほか、ニッポン放送ではその後の『オールナイトニッポン』枠の番組の冒頭でも地震情報を伝えた。
  - 【愛媛県】南海放送は文化放送『レコメン!』のネット受け中に地震が発生。23時55分頃から約30分間番組を中断し、自社スタジオから地震の情報を伝えた。
  - 【高知県】高知放送（RKC）では地震発生に伴い『水曜日のカツオボーイズ』（自社制作）および『もしかして どぶろっくだけど!?』の2番組が完全に放送できなかった。
- 22日 - 28日 - ジャパンエフエムネットワーク（JFN）が同期間にオンライン及び幕張メッセ（千葉市美浜区、27日・28日のみ）で開催された『ニコニコ超会議2024』に「超JFN」として参加し、それを受け前年の『ニコニコ超会議2023』に続く形で、JFN系（TOKYO FM等一部の局を除く）で放送されている平日の生ワイド番組『OH! HAPPY MORNING』[注 10]『DAILY FLYER』『Happy Our Party!』およびニコニコ動画・『The VOCALOID Collection』の関連番組『クリエイターズ・スタジオ with ボカコレ』の4番組のほか、今年から『THE G.O.A.T.』[注 10]も加わった全5番組でのコラボレーションを実施。期間中はスタジオに定点カメラを設置し、番組内の様子をニコニコ生放送でも生配信された[137][138][139][140][141][142]。
- 24日 - 【秋田県】NHK秋田放送局ラジオ第1にて毎月最終水曜に若者向けラジオ番組として『青春応援ブース んだんだラジオ』（20時5分 - 20時55分）を放送開始。メインパーソナリティはねじ（漫才コンビ）を起用、番組進行は秋田放送局所属の山中翔太・西尾文花（いずれもNHKアナウンサー）と同局契約キャスターらが務める[143]。

### 5月
- 1日（4月30日深夜） - TBSラジオ『JUNK』の水曜（火曜深夜）枠で放送の『爆笑問題カーボーイ』は急遽生放送とし、お笑いコンビのウエストランド（井口浩之・河本太）がゲスト出演。河本にとっては前月の週刊誌報道後初のメディア出演となった[144]。
- 3日 - 【特番】NHK BS2に1995年に放送ののち、教育テレビ（現・Eテレ）にて1996年から2005年にかけて放送された子供向け番組『ハッチポッチステーション』の復活版となる『ラジオでハッチポッチステーション』をラジオ第1でこの日の10時 - 12時に生放送。「グッチさん」ことグッチ裕三をはじめ、ジャーニー（声：九代目林家正蔵）、ダイヤさん（声：兵藤まこ）、エチケットじいさん（声：中尾隆聖）といったレギュラーキャラクターがスタジオに再集結した[145]。
- 6日
  - （5日深夜）【特番・追悼・山口県】エフエム山口（FMY）にて、1986年10月から2019年12月にかけて改題や休止期間を挟みながら33年余りに渡り放送されたアニメ情報番組『ウキウキ放送局』の復活特番『ウキウキ放送局〜永遠に〜』がこの日の0時 - 0時30分に放送。開始時からパーソナリティを務め、前年2月に死去した同局アナウンサーの水谷寛（63歳没）を追悼する意味で企画され、当日は月1回レギュラー出演していたなかはらかぜ（漫画家）が進行、ゆかりのある人物からのコメントや懐かしの楽曲で構成した[146]。
  - 【特番・関東広域圏】ニッポン放送で、3月末で日本テレビを退社しフリーアナウンサーに転身した藤井貴彦が初のラジオパーソナリティを務める『藤井貴彦 グッドラック!』を生放送（11時30分 - 12時30分）[147]。
- 7日・8日 - JFL系各局では『Official髭男dism Live@Radio』と題し、都内スタジオからのOfficial髭男dismのスタジオライブを放送。7日22時15分よりJ-WAVE『SONAR MUSIC』、FM802『ROCK KIDS 802 -OCHIKEN Goes ON!!』、CROSS FM『サシデガタリ Special Official髭男dism Live@Radio』の3番組の生放送中にライブパフォーマンスを披露、遅れる形でZIP-FM『GENZ』では7日23時5分から、FMノースウェーブ『RADIO GROOVE』では8日19時から放送した[148]。
- 16日・18日 - 【特番・スポーツ・関東広域圏】文化放送とニッポン放送では、乃木坂46のメンバーで「乃木坂野球部」としても活動する久保史緒里（『ニッポン放送ショウアップナイター』公式応援マネージャー）と向井葉月（『文化放送ライオンズナイター』公式マネージャー）による特別番組『マネージャー対抗 乃木坂野球部交流戦!』を放送。16日19時より文化放送で前半戦1時間、18日19時30分よりニッポン放送で後半戦1時間をそれぞれ放送し、セ・パ交流戦（28日開始）を前に、局をまたぐ形で向井が応援する埼玉西武ライオンズと久保が応援する東北楽天ゴールデンイーグルスの魅力をそれぞれプレゼンしたほか、スポンサーとなる東亞合成の瞬間接着剤「アロンアルフア」にちなみ、「くっつく」にちなんだトークも展開した[149][150]。
- 18日 - 【特番・中京広域圏】東海ラジオにて、活動を終了した小森まなみのドキュメンタリー特番『ハガキとマイク 〜小森まなみ 心と心のキャッチボール〜』を放送（19時 - 20時。STVラジオでも20日（19日深夜）2時 - 3時に放送）。源石和輝（同局アナウンサー）がプロデューサーを務めつつ、小森本人を始め関係者やリスナーなどにインタビューした内容で構成した[151][152]。
- 29日 - 【中京広域圏】CBCラジオ『つボイノリオの聞けば聞くほど』がこの日、放送開始31年目にして初めて、CBCテレビとのラジオ・テレビ同時生放送を9時55分 - 10時25分に実施。当日はスタジオにカメラを設置し放送中の様子をテレビでも放送、またパーソナリティのつボイノリオ（シンガー・ソングライター）の代表曲である「金太の大冒険」もオンエアした[153][154]。

### 6月
- 10日 - 【特番・関東広域圏】ニッポン放送の開局70周年の特番として、さだまさしがラジオの歴史や自身のラジオとの繋がりを話す『さだまさし ラジオで流れた音楽たち』（19時 - 21時50分）を放送[155][156]。
- 28日 - 【関東広域圏】文化放送『大竹まこと ゴールデンラジオ!』で2010年4月から金曜レギュラーを務めていた室井佑月（作家・タレント）がこの日をもって降板。降板は14日の番組内で出演者の一人である太田英明（同局アナウンサー）から発表された[注 11][157][158]。

### 7月
- 6日・7日 - 【スポーツ】ニッポン放送『ニッポン放送ショウアップナイター』はこの両日、BSフジ（2K・4K）『BSフジLIVE プロ野球2024』とコラボレーションし、神宮球場での東京ヤクルトスワローズ対読売ジャイアンツ戦の実況中継において、『ショウアップナイター』の実況をBSフジの第2音声でそのまま放送した[159]。
- 7日 - 【特番・報道・政治・関東広域圏】この日投開票の東京都知事選挙に関する選挙特別番組が各局で放送。
  - TBSラジオでは『開票LIVE2024〜カオス!東京で何が起きていたのか?』と題して放送（20時 - 21時）。荻上チキ（評論家、編集者、『荻上チキ・Session』パーソナリティ）、武田砂鉄（ライター）、プチ鹿島（時事芸人）、能條桃子（NO YOUTH NO JAPAN代表）らが出演した[160]。
  - 文化放送では『首都決戦!東京都知事選挙開票スペシャル』を放送（20時 - 21時）。鈴木敏夫（同局解説委員）、永野景子（同局記者）らが出演した[161]。
- 10日 - 【関東広域圏】この日放送のTBSラジオ『アフター6ジャンクション2』のオープニングで、第4週以外の水曜パートナーを務める宇内梨沙（TBSテレビアナウンサー）が、自身が進行として出演するTBSテレビ系『アッコにおまかせ!』で同月7日に発生した東京都知事選挙をめぐる誤説明問題について言及した。『アッコにおまかせ!』の番組名は出さなかったが、当該番組にも多くのメッセージが寄せられていることを受け、「しっかりと拝読し、真摯に受け止めています」とコメントした[162]。→2024年のテレビ (日本)#その他テレビに関する話題（7月7日の項）も参照
- 15日 - 【特番・関東広域圏】ニッポン放送は開局記念日にあたるこの日の5時から22時の17時間にかけて、現役のパーソナリティや歴代のパーソナリティがリレーで送る『ニッポン放送開局70周年特別番組『笑顔にナーレ!』』を放送[163]。
- 17日 - 【特番・音楽・関東広域圏】ニッポン放送は開局70周年記念特番として、『ナインティナインのオールナイトニッポン』とフジテレビ系『週刊ナイナイミュージック』がコラボした『ナインティナインのオールナイトニッポンミュージック』を、ニッポン放送のスタジオからテレビ・ラジオで同時生放送（23時 - 翌0時[注 12]）。当日はナインティナインのほか、ゲストとして森高千里、SUPER EIGHT、渋谷龍太（SUPER BEAVER）、EXILE TAKAHIRO、EXILE NAOTOが出演した[164]。
- 26日 - 8月11日 - 【オリンピック】2024年パリオリンピックが・パリ市で開催[注 13]、NHKラジオ第1にて競技中継及び関連番組が放送された[165]。
- 27日・28日・8月3日・4日 - 【スポーツ・公営競技】ラジオNIKKEI第1の『中央競馬実況中継』はこの4日間、日本中央競馬会（JRA）が実施する暑熱対策による「競走時間帯の拡大」に伴い、放送時間を9時 - 18時45分に拡大（第2放送は通常通り）[166]。

### 8月
- 3日 - 【特番・追悼・近畿広域圏】朝日放送ラジオでは、5月14日に死去した作曲家のキダ・タロー（93歳没）を偲ぶ追悼特番として、『キダ・メロディーは、永遠に!』（16時 - 17時40分）を放送。キダが水曜パートナーとして出演した『元気イチバン!芦沢誠です』（2001年 - 2010年）パーソナリティの芦沢誠（朝日放送テレビアナウンサー）と『タローの「You・遊」スタジオ』（1989年 - 1990年）でキダのアシスタントを務めた土谷多恵子（ラジオパーソナリティ）が出演し、上沼恵美子や浜村淳、円広志などゆかりのある人物からのコメントとともに、キダによる名曲や出演番組でのエピソードを振り返った[167][168]。
- 5日 - 【特番】ニッポン放送で、『坂崎幸之助と吉田拓郎のオールナイトニッポンGOLD』を放送（22時 - 翌0時）。この番組が復活するのはおよそ11年ぶりとなった[169]。
- 6日（5日深夜） - 【編成】ニッポン放送はこの日放送予定だった月曜深夜枠の『フワちゃんのオールナイトニッポン0(ZERO)』について、パーソナリティを務めるフワちゃん（タレント）にXでの不適切な投稿が確認されたとして放送休止。代替として荘口彰久（元ニッポン放送アナウンサー）をパーソナリティーに『オールナイトニッポン0〜ミュージック&スポーツスペシャル〜』を編成した[170][171]。その後、9日に「誹謗中傷する行為は認めることができず、今回の不適切な投稿は当社の考え方に著しく反するもの」として、フワちゃんを降板させると発表した。13日（12日深夜）以降のパーソナリティについては調整中としている[172][173]。
- 9日・10日（9日深夜） - 【災害・関東広域圏】9日20時前に発生した神奈川県で最大震度5弱を観測した地震により東海道新幹線の一部区間が一時運転見合わせとなった影響で、在京ラジオ局の生放送番組に影響が生じた。
  - TBSラジオでは、9日放送の『武田砂鉄のプレ金ナイト』（金曜 22時 - 23時30分、新潟放送・北日本放送にもネット）にゲスト出演予定だった尾崎世界観（クリープハイプ）が、この影響で大阪府からの帰京が間に合わず出演取りやめとなり、後日出演予定[174]。
  - ニッポン放送では、10日（9日深夜）に霜降り明星（お笑いコンビ）が通常担当している『オールナイトニッポン』の枠（土曜 1時 - 3時）で『令和ロマンのオールナイトニッポン』を編成していたが、パーソナリティを担当予定だった令和ロマン（お笑いコンビ）がこの影響で大阪府からの帰京が遅れ、急遽通常のパーソナリティである霜降り明星が出演[注 14]する事態となった。令和ロマンは午前2時前にニッポン放送に到着し途中から生放送に出演した[175]。
- 12日（11日深夜） - 【特番・関東広域圏】7月20日にニッポン放送開局70周年とイマジンスタジオ開設20周年を記念して開催された『傑作「Mind Games」とジョン・レノンの真実』のイベントの模様が特別番組『ニッポン放送開局70周年 imagine studio開設20周年記念 傑作「MIND GAMES」とジョン･レノンの真実』として放送（4時 - 5時）[176][177][178]。
- 14日 - 【特番・近畿広域圏】ラジオ大阪で、「人と人、人ともの、たくさんの『つながる』」をテーマに、多くの子供たちがいろんな形で番組内に出演する『OBC夏休みスペシャル!にじいろコドモラジオ2024』を放送（9時 - 14時）[179]。
- 15日（14日深夜）- 【近畿広域圏】MBSラジオ『増田貴久・中丸雄一のますまるらじお』は、パーソナリティの中丸雄一（KAT-TUN）が自身を巡るスキャンダル報道を受けて謹慎を発表したことに伴い、この日の放送より当面の間中丸が欠席すると番組の冒頭でもう1人のパーソナリティである増田貴久（NEWS）より発表された[180]。
- 17日 - 【関東広域圏】ニッポン放送『ゴッドアフタヌーン アッコのいいかげんに1000回』（土曜 11時 - 13時、NRN系一部局にもネット）のこの日の番組冒頭で、パーソナリティの和田アキ子（歌手・タレント）が、同月11日のTBS系『アッコにおまかせ!』における不適切発言を謝罪。翌18日の同番組でも改めて謝罪した[181]。
- 27日 - 9月8日 - 【スポーツ・関東広域圏】ニッポン放送は、民放ラジオでは唯一、パリパラリンピックの競技の模様を伝える『パリ2024パラリンピックインフォメーション』を編成した[182]。

### 9月
- 1日 - 【ラジオドラマ・関東広域圏】この日放送のニッポン放送『笑福亭鶴瓶 日曜日のそれ』で、同局開局70周年記念企画として、落語「文七元結」を題材にオリジナル脚本でラジオドラマ化した「ラクゴドラマ」を放送。パーソナリティの笑福亭鶴瓶（落語家）と上柳昌彦（フリーアナウンサー）のほか[183]、共演者として、渡辺えり・戸田恵子・小瀧望（WEST.）らがこのドラマに出演した[184]。
- 8日 - 【スポーツ・関東広域圏】この6月にニッポン放送に入社したスポーツ担当アナウンサーの小林玄葵（しずき）がこの日放送される『ショウアップナイタープレイボール』で初鳴きを果たした[185]。
- 16日
  - 【特番】NHK-FMで、関西のラジオ局では「ヒロT」の愛称で人気を誇り、2019年に引退したラジオDJのヒロ寺平の復活特番となる『ヒロTのポストカードミュージック』をこの日放送（15時50分 - 18時）。自身初となるNHKでの冠番組となり、今回の番組ではリスナーからのリクエストははがきのみで受け付けた[186]。
  - 【近畿広域圏】ラジオ大阪は、敬老の日にあたるこの日、2025年に開催予定の『大阪・関西万博』のテーマである「いのち輝く未来社会のデザイン」にちなみ、『ラジオ大阪開局66周年記念 敬老の日スペシャル「輝け!いのち!」』として、3つのレギュラーワイド番組（『ハッピー・プラス』・『OBCグッドアフタヌーン!和田麻実子のみみよりだんご』・『チキチキジョニーのいただきました!3時間!』）に、様々な分野で活躍している高齢者を各番組ごとにゲストとして招いた[187]。
- 24日 - 28日（23日 - 27日深夜） - 【特番】文化放送がこの年の4月から9月にかけて展開している「トラックドライバー応援キャンペーン」の一環として、1968年11月から2021年3月まで放送された『走れ!歌謡曲』の復活特番第2弾を放送（3時 - 4時44分）。今回も仁科美咲（24日）、小林奈々絵（25日）、岩波理恵（歌手、26日）、小池可奈（フリーアナウンサー、27日）、井上由美子（28日）と、レギュラー放送時のパーソナリティ経験者が各日を担当した[188]。
- 26日
  - 【近畿広域圏】朝日放送ラジオ『田淵麻里奈の夜あそびはココから』がこの日の放送をもって終了、4年半の歴史に幕[189]。
  - 【東京都】J-WAVE『JAM THE PLANET』で水・木曜19時台のナビゲーターを務める堀潤（ジャーナリスト）が、30日よりTOKYO MX夕方の報道番組『堀潤 Live Junction』のメインキャスターを務める[190]のに伴い、この日をもって退任。4日の放送で堀から発表された。
- 27日
  - 【近畿広域圏】朝日放送ラジオ『ABCミュージックパラダイス』（第2期）がこの日をもって終了。第2期としては3年、第1期から通算して20年9か月（中断期間は含めない）の歴史に幕。2日の放送で発表された[191]。
  - 【愛媛県】南海放送平日昼のワイド番組『Tips』がこの日をもって終了するとともに、後述の通りこの日をもって平日13時 - 15時30分の自社制作から撤退。11日に発表された。
- 28日 - 【千葉県】bayfmで1989年10月の開局時から放送されてきた『COUNTDOWN RADIO』がこの日をもって終了、35年の歴史に幕[192]。
- 29日 - 【神奈川県】FMヨコハマ『JAL presents FLYING HEART』がこの日の放送をもって終了、12年の歴史に幕[193]。
- 30日 - 10月2日 - 【報道】TBSラジオ『荻上チキ・Session』について、JRN加盟局各局のナイターオフ編成開始によりこの3日間を起点に一部のネット局で放送時間を変更・ネット再開となる（全ネット局の詳細は同番組のページを参照）。以下、特筆すべき点について記載。
  - 【中京広域圏】CBCラジオは前年度ナイターオフに続き、10月1日より火曜19時 - 21時の枠で同時ネットを行う[194]。
  - 【鳥取県・島根県】山陰放送では、後述する文化放送制作ナイターオフ限定番組『みんなの音楽室』をネットしないことから、30日より月曜は18時30分 - 20時（今年度ナイターシーズンより継続）、10月1日より火 - 金曜は18時30分 - 19時の時間帯で同時ネットを実施する。なおJRN加盟局のナイターオフ編成で平日18時台のTBSラジオ制作番組（プロ野球ナイター中継撤退以前のナイターオフ限定番組含む）の同時ネット受けは初の事例となる[195]。
- 30日
  - TOKYO FM・JFN系『SCHOOL OF LOCK!』が新体制を開始、新「教頭」として「アンジー教頭」ことアンジェリーナ1/3（Gacharic Spin）が就任。初週1週間は連日登場し、2週目以降は月・火曜をこれまでの「こもり校長（GENERATIONS from EXILE TRIBE・小森隼）&COCO教頭（お笑い芸人・CRAZY COCO）」のコンビが、水 - 金曜を「こもり校長&アンジー教頭」のコンビがそれぞれ担当する[196]。
  - 【関東広域圏】文化放送はこの日よりナイターオフ編成を開始。
    - 【音楽】文化放送制作のナイターオフ期間限定番組として、本年3月まで11シーズンにわたり放送された『ココロのオンガク 〜music for you〜』に代わる新たな音楽番組『みんなの音楽室』がNRN系31局ネット[注 15]で放送開始（月 - 金曜 18時45分 - 19時、一部地域は別時間帯）。学校の音楽室をコンセプトに、パーソナリティの坂口愛美（同局アナウンサー）がリスナーからのリクエストを紹介するほか、民主音楽協会が開催する「民音学校コンサート」と連動した企画も実施する[197]。

  - 【東京都】J-WAVE『SONAR MUSIC』がこの日の放送をもって終了、9年の歴史に幕。2日の放送で発表された[198]。
  - 【近畿広域圏】
    - 【朗読】ラジオ大阪は、大阪市出身の作家である山崎豊子（2013年没）の生誕100周年を記念し、その代表作である『白い巨塔』を同作品初のラジオの朗読番組として、この日より平日6時45分 - 7時枠で1年間にわたり放送する。朗読は関西を中心に活動するナレーター・声優の畑中ふうが務める[199]。
    - 朝日放送ラジオ
      - 『朝も早よから』がこの日よりリニューアル。『朝も早よから芦沢誠です』の放送曜日を月 - 水曜に変更、これまで金曜『朝も早よから桂紗綾です』のパーソナリティを務めた桂紗綾（朝日放送テレビアナウンサー）から柴田博（同）に交代、10月3日より木・金曜に『朝も早よから柴田博です』を開始する[200]。
      - 月 - 木曜の新夜ワイド番組として、『ツギハギ』が放送開始（月 - 木曜 21時15分 - 23時30分）。「パーソナリティーとリスナーの気になる”かけら”を繋ぎ合わせて、個性ある番組を作り上げる」をコンセプトとし、月曜をヤーレンズ（お笑いコンビ）、火曜を超能力戦士ドリアン（ロックバンド）、水曜をラフ次元（お笑いコンビ）、木曜を国山ハセン（元TBSテレビアナウンサー）と、曜日ごとに異なるパーソナリティが番組を担当する[201]。

  - 【大阪府】FM大阪月 - 木曜5時 - 6時55分枠にて、朝の新ワイド番組『アサトク』が放送開始。DJはしもぐち☆雅充と片山優が担当する[202]。
  - 【北海道】エフエム北海道（AIR-G'）『G'-ora 〜ジオラ〜』がこの日をもって終了、2年半の歴史に幕[203]。
  - 【ラジオドラマ・福岡県】九州朝日放送（KBCラジオ）は、2020年から4年間にわたって放送されてきた『ラジオ劇場 下町ロケット』の後番組として『下町ロケット』と同じ池井戸潤の同名小説を原作とした『ラジオ劇場 アキラとあきら』をこの日より放送開始[204]。
  - 【愛媛県】南海放送は2024年秋改編で平日昼のワイド番組を刷新する[205]。
    - 月 - 金曜 12時 - 13時枠で新ワイド番組『Top Up』を放送開始。前週まで『Tips』月曜分を担当していた百合田彩（ラジオパーソナリティ）が月 - 水曜、『ニュースな時間』金曜分を担当していた楢崎瑞（同局アナウンサー）が木・金曜に出演する。
    - 【バラエティ】平日13時 - 15時30分枠では、ニッポン放送の『ナイツ ザ・ラジオショー』（月 - 木曜）および『中川家 ザ・ラジオショー』（金曜）のネットを開始。南海放送でのネット開始となるこの週には、愛媛県にゆかりのある著名人がゲスト出演した[206]。
    - 【報道・情報】平日夕方の報道・情報番組『ニュースな時間』は、放送時間を前週までの16時30分 - 18時45分から15時40分 - 18時15分に変更（50分開始繰り上げ・20分枠拡大）。

### 10月
- 1日
  - （9月30日深夜）
    - 【中京広域圏】
      - 東海ラジオ火 - 金曜（月 - 木曜深夜）1時枠の『TOKAI RADIO MUSIC PROGRAM SESSIONS 929』が新体制を開始。火曜（月曜深夜）のグソクムズは続投、水曜（火曜深夜）をおとなりにぎんが計画、木曜（水曜深夜）をゆいにしお、金曜（木曜深夜）をYONA YONA WEEKENDERSがそれぞれ新たに担当する[207][208]。
      - CBCラジオで本年4月より放送を開始した『小森谷徹のとまり木ラジオ』がこの日より火曜（月曜深夜）4時 - 5時枠に移動。これに伴いTBSラジオ『CITY CHILL CLUB』については、この日より火曜（月曜深夜）は3時 - 4時の前半のみのネットに短縮、4日より土曜（金曜深夜）は3時30分 - 5時のフルネットに変更となる[194]。

    - 【近畿広域圏】朝日放送ラジオ火 - 金曜（月 - 木曜深夜）1時枠にて、『みっくすっ。』を開始。OPENREC.tvとの共同による生放送番組として動画配信も実施する。パーソナリティは火曜（月曜深夜）をぺこぱ（お笑いコンビ）、水曜（火曜深夜）をゆいちゃみ（タレント）、金曜（木曜深夜）をBLD（ダンス&ボーカルユニット）がそれぞれ担当するほか、木曜（水曜深夜）は『ノイミーステーション』が枠移動かつ1時間の生放送化する[209]。

  - 【音楽・バラエティ】ニッポン放送で、ナイターオフ期恒例の『鶴光の噂のゴールデンリクエスト』がこの日から放送開始。なお、今期から再び放送曜日の区割りが『火〜木』の編成に戻る[210]。
  - 【関東広域圏】文化放送
    - 火 - 金曜17時45分 - 18時45分枠にて、『おつかれさま』を放送開始。同局アナウンサーの久保朱莉が火・水曜を、甲斐彩加が木・金曜をそれぞれ担当する[211]。
    - 火・水曜19時 - 21時枠にて『オトナのホンネ』を放送開始、火曜は水谷加奈（同局アナウンサー）が気になる「事柄」をテーマにリスナーと共に掘り下げて考え、水曜は鈴木純子（同）が「Music」をテーマに、オトナ世代がときめく楽曲をリスナーから寄せられたエピソードなどとともに紹介する[211]。

  - 【中京広域圏】東海ラジオ火 - 金曜21時枠にて『NEXTracks』が放送開始。次世代のDJが次世代を担う音楽や次世代に繋げたい音楽を届ける。DJは眞嶋愛梨（火曜）、茉白実歩（水曜）、稲垣知葉（木曜）、にしざわひろ（金曜）がそれぞれ担当[207]。
  - 【近畿広域圏】朝日放送ラジオ火 - 木曜18時 - 21時枠にて『ミュージックジェルム』を開始。福井治人（火曜）、平野康太郎（水曜）、東留伽（木曜）と、いずれも朝日放送テレビの若手アナウンサーがひとり喋りし、今聞きたい音楽を流す音楽番組となっている[200]。
  - 【東京都】J-WAVE月 - 木曜夜の新ワイド番組として『GURU GURU!』をこの日より放送開始（月 - 木曜22時 - 翌0時）。「あたりまえの常識を逆の視点と新しい発想でひっくり返す“逆転ラジオ”」をコンセプトとしており、ナビゲーターとして月曜を加賀翔（かが屋）、火曜をダウ90000（コントユニット）、水曜を福留光帆（元AKB48）と前田裕太（ティモンディ）、木曜をエバース（お笑いコンビ）がそれぞれ担当する[212]。
  - 【北海道】北海道放送（HBCラジオ）は、本年秋の改編で文化放送『レコメン!』をネットしていた月 - 木曜22時 - 翌0時枠を2年半ぶりに自社制作枠に転換する[213]。
    - 日曜19時 - 20時枠で放送されていた『オクラホマの日曜スピリッツ』がこの日より火曜22時 - 23時枠に移動。これに伴い番組名を『オクラホマの火曜も日曜スピリッツ』に改題する[214]。
    - 日曜20時 - 20時30分枠で放送されていた『今夜はNORDナイト!』は、火曜23時 - 23時30分枠に移動する。
    - 火曜23時30分 - 翌0時枠では、『音楽速達便』を放送開始。本年4月に入社した松尾香奈（同局アナウンサー）がナビゲーターを務める。
- 2日
  - 【バラエティ・占い】ニッポン放送で、ナイターオフ期恒例の『モヤモヤ解決!ゲッターズ飯田 ラジオで占いまSHOW』が水曜20時枠で放送開始[215]。
  - 【関東広域圏】TBSラジオ『アフター6ジャンクション2』内で、水曜23時台前半に小島秀夫（ゲームクリエイター、コジマプロダクション代表）がパーソナリティを務める『コジ10 小島秀夫の「最高の10分間にしよう」』が放送開始。アシスタントは『アフター6ジャンクション2』第4週以外の水曜パートナーである宇内梨沙（TBSテレビアナウンサー）が担当[216]。
  - 【東京都】J-WAVE『JAM THE PLANET』水・木曜19時台の新ナビゲーターとして石田健（インターネットニュースメディア『The HEADLINE』編集長）が就任[217]。
- 3日
  - （2日深夜）【東京都】J-WAVE『THE KINGS PLACE』水曜ナビゲーターにスリーピースバンドのPEOPLE 1が就任[217]。
  - 【関東広域圏】
    - 【トーク】ニッポン放送木曜20時枠にて、同局の開局70周年を記念して、同60周年記念で2013年10月から2014年3月にかけて放送した、各界著名人が毎週出演する『NEXT STAGEへの提言』を復活させ、『NEXT STAGEへの提言II』のタイトルで放送開始[218]。
    - 文化放送木曜20時枠にて、『レコメン!』を冠したゲーム実況者グループによるラジオ番組を開始。いずれも配信プラットフォーム「QloveR」にて会員限定オリジナルコンテンツの配信も行う。
      - 20時前半枠にて、ゲーム実況&音楽制作集団「M.S.S Project」の地上波初冠ラジオ番組となる『レコメン!G MSSPは一見さんお断り?!』が放送開始。メンバーが週替わりで出演しトークを繰り広げる[219]。
      - 20時後半枠にて、ゲーム実況者グループ「ドズル社」による『レコメン!G ドズル社放送局』が放送開始。「ドズル社」を知らない人たちにも入門編として楽しんで聞いてもらえる内容をコンセプトにしている[220]。

  - 【中京広域圏】CBCラジオナイターオフ期木曜19時 - 21時30分枠で、前年度まで金曜に放送していた『戸井康成の金曜スクラッパー』が木曜に移動し、『戸井康成の木曜スクラッパー』に改題して今年度の放送を開始[194]。
  - 【北海道】HBCラジオ『ラジ魂!!』がこの日より木曜22時 - 翌0時枠に移動[213]。
- 4日
  - 【報道・情報】ニッポン放送金曜18時 - 20時枠（一部時間帯NRN系ネットあり）にて、兵庫県明石市長の経験を持つ泉房穂がパーソナリティを務める『泉房穂の情熱ラジオ』が放送開始[221]。
  - 【関東広域圏】文化放送金曜21時 - 22時30分枠にて、『レコメン!』の新スピンオフ番組『レコメン?』を放送開始。アーティストやお笑い芸人、文化人など、ジャンルを問わない多彩なパーソナリティが週替わりで登場する[222]。
  - 【近畿広域圏】朝日放送ラジオ金曜21時15分 - 23時枠にて、桜井雅斗（吉本新喜劇）による音楽番組『ロックなラジオ』を放送開始[200]。
  - 【音楽・愛媛県】南海放送金曜19時 - 21時枠で、前月まで『Tips』火曜分を担当していた鳥生洋文（ラジオパーソナリティ）による冠番組『鳥生洋文のONGAKUな時間』を放送開始[205]。
- 5日・6日
  - 【中京広域圏】CBCラジオ『カトリーナの全部全力!』が土曜に移動の上、13時 - 16時15分の3時間15分に放送時間を拡大。これまで同番組があった日曜13時 - 15時枠では新たに安藤渚七（モデル・タレント）がパーソナリティを務める『あんななのなななっ!』を開始[194]。
  - 【北海道】HBCラジオでは、5日に『土曜朝6時 木梨の会。』、6日に『爆笑問題の日曜サンデー』（いずれもTBSラジオ制作の生放送番組）の同時ネットを開始。『日曜サンデー』については11年半ぶりのネット再開となる[213]。
- 5日
  - （4日深夜）【関東広域圏】文化放送『宮下草薙の15分』がこの日より土曜（金曜深夜）2時 - 2時30分の30分枠に拡大、番組名も『宮下草薙の30分』に改題した[211][223]。
  - 【スポーツ・トーク・関東広域圏】ニッポン放送にて、土曜日の夕方に『ニッポン放送ショウアップナイタースペシャル ラジオペナントレース』が放送開始[224]。
  - 【北海道】STVラジオ土曜19時 - 21時枠にて、上杉周大（歌手・タレント）がパーソナリティを務める『サタデーナイトステーション ラジオ上杉』が放送開始[225]。
  - 【千葉県】bayfm土曜午後の新洋楽ワイド番組として『〜洋楽劇場〜 SATURDAY STRUT』が放送開始（13時 - 14時40分）。DJは俳優や英語教師など多岐にわたる活動を行うフォーンクルック幹治が担当する[226]。
  - 【広島県】RCCラジオで、この日よりニッポン放送『サンドウィッチマン ザ・ラジオショーサタデー』のネットをプロ野球オフシーズン限定で再開[227]。
- 6日
  - 【関東広域圏】文化放送日曜8時30分 - 9時枠にて、千倉真理がパーソナリティを務める『ミスDJ SOUND GARDEN』が放送開始[211]。
  - 【近畿広域圏】朝日放送ラジオ『武田和歌子…and Music。』のパーソナリティがこれまでの武田和歌子（朝日放送テレビアナウンサー）から、この日より田淵麻里奈（ラジオパーソナリティ）に交代し『田淵麻里奈…and Music。』に改題リニューアル[200]。
  - 【特番・東京都】J-WAVEでこの日22時に放送の『J-WAVE SELECTION』にて、2005年5月から2008年9月にかけて木村カエラ（歌手）がナビゲーターを務めた「カエラジ」こと『OH! MY RADIO』の、2014年12月以来約10年ぶりとなる復活特番『J-WAVE SELECTION 20th KAELA OH! MY RADIO RETURNS』を放送。当日は「カエラジ」の人気コーナーの復活や当時を振り返りながら、10月4日に東急プラザ原宿「ハラカド」で開催の千原徹也（アートディレクター）とのトークイベントの模様も放送、さらにデビュー20周年を迎えた木村の今後や新作EPの制作秘話、12年ぶり4度目の日本武道館ワンマンライブの意気込みなどを語った[228]。
  - 【埼玉県】FM NACK5日曜18時 - 20時30分枠にて『YOI-KARA』を放送開始。パーソナリティはストレッチーズ（お笑いコンビ）が務める[229]。
  - 【広島県】RCCラジオでこの日より文化放送『おとなりさんday』のネットを14時 - 14時45分に限定して開始[227]。
  - 【愛媛県】南海放送日曜20時 - 21時枠で、前月まで『Tips』木曜分を担当していた正岡省吾（ラジオパーソナリティ）による冠番組『ショーゴと日曜B』が放送開始[205]。
- 7日（6日深夜） - 【関東広域圏】文化放送月曜（日曜深夜）1時枠にて、元ウェザーニュースキャスターでフリーアナウンサーの檜山沙耶の初冠ラジオ番組となる『檜山沙耶のアニウラ〜アニメの裏側を覗く〜』を放送開始。漫画やアニメが好きな檜山がアニメ監督やアニメーターなどクリエイターをゲストに迎え、アニメ作品作りの魅力に迫る[230]。
- 8日（7日深夜） - ニッポン放送『オールナイトニッポン0 (ZERO)』火曜（月曜深夜）分は、この月より月替わりパーソナリティによる放送を開始。10月分はこの日よりTOMOO（シンガー・ソングライター）が担当する。9月11日の定例会見で発表した同局社長の檜原麻希によれば「マンスリーでいろんな人と縁をつなぎ、最終的にベストな人を探していく」と、半年間月替わり体制で放送するとしている[231][232]。
- 12日 - 【特番・関東広域圏】TBSラジオにて、この日TBS系でテレビ放送された『お笑いの日2024』（14時 - 21時56分）の事前特番として、『ラジオ お笑いの日』を放送（9時 - 14時）。ナイツ（塙宣之・土屋伸之）がMCを務め、向井慧（パンサー）と川島明（麒麟）などが出演、リスナー参加型のお笑い企画やテレビと連動した企画を実施した[233][234]。
- 14日
  - 【特番・関東広域圏】文化放送『龍角散プレゼンツ 志の輔ラジオ 落語DEデート』（日曜7時 - 7時55分）の特別番組として、『龍角散プレゼンツ 志の輔ラジオ シモキタDEデート〜あれからだいたい40年』がこの日の12時 - 13時に放送。落語立川流創設からおよそ40年を迎え、番組開始17年目にして初のロケを交えた特別番組として放送、パーソナリティの立川志の輔（落語家）が渡辺えり（俳優）と共に下北沢の街を歩きながら語らいあった[235]。
  - 【北海道】HBCラジオ月曜22時30分 - 23時枠で『音楽マシマシ』が放送開始。MCを金子智也（シンガーソングライター）が務める[213]。
  - 【愛媛県】南海放送の祝日（月 - 金曜の場合）13時 - 15時30分枠で、江刺伯洋（同局アナウンサー）がパーソナリティを務める新番組『ザ・江刺ショー』を放送開始[205]。
- 19日 - 【中京広域圏】東海ラジオプロ野球シーズンオフの土曜午後ワイド『Connect929』第3シーズンがこの日より放送開始。今期は中元大介がDJを務める[207][236]。
- 25日 - 【特番】ニッポン放送
  - 【追悼】10月17日に死去した俳優の西田敏行（76歳没）を偲び、故人が生前ニッポン放送に出演した番組を送る『ありがとう、西田敏行さん〜ラジオで伝えた故郷・福島〜』（21時 - 21時50分）を放送[237]。
  - この日放送の『オールナイトニッポンGOLD』は、竹内まりや（シンガー・ソングライター）が初めてオールナイトニッポンのパーソナリティを務める『竹内まりやのオールナイトニッポンGOLD supported by アサヒ生ビール マルエフ』として放送。同局開局70周年特番として制作され、同月6日に東京都内で公開収録を行った[238]。
- 27日 - 【中京広域圏】東海ラジオ日曜午後ワイド『Sound Park Sunday』本年のプロ野球シーズンオフ期の第4・5週担当DJとして伊藤大悟（東海テレビアナウンサー）が就任[207]。
- 27日 - 28日未明 - 【報道・選挙】第50回衆議院議員総選挙投開票日、各局で開票特番を放送。
  - TBSラジオ・JRN系では『JRN報道特別番組「総選挙2024＜ザ・ジャッジ＞有権者の審判は」』を20時 - 28日0時に放送[注 16]。荻上チキと山本恵里伽（TBSテレビアナウンサー）が司会を務めた[239]。
  - TOKYO FM・JFN系では20時より『JFN衆議院選挙特別番組 開票スペシャル』、22時より『JFN衆議院選挙特別番組 私の選択、その先に』を放送[240]。
  - 【関東広域圏】
    - 文化放送では『文化放送衆議院選挙開票スペシャル〜みんなのホンネ〜』と題して放送（21時 - 28日0時）。長野智子がパーソナリティを務め、ゲストに大竹まこと、コメンテーターとして青木理（ジャーナリスト）を招いた[241]。
    - ニッポン放送では『飯田浩司のOK! Cozy up! 総選挙開票スペシャル』を21時40分 - 28日1時（22時 - 23時はLuckyFM茨城放送・南海放送[注 17]・ラジオ沖縄にもネット、『飯田浩司のOK! Cozy up!』番組公式YouTubeでは19時30分より先行配信）に、『ニッポン放送 総選挙開票スペシャル 国民の選択』を28日1時30分 - 5時に放送[242]。

### 11月
- 2日
  - 【特番・関東広域圏】ニッポン放送では、この日の『国際男性デー』に合わせて、パーソナリティにニッポン放送の森田耕次を、ゲストには医師の堀江重郎をそれぞれ迎えて、『ニッポン放送 国際男性デースペシャル』（10時 - 11時）を放送[243]。
  - 【福岡県】RKBラジオ土曜16時枠にて、『まさ&たま 昭和復刻ブラザーズ』が放送開始。翌2025年に昭和100年になるのを控え、同局アナウンサーの茅野正昌と冨士原圭希が1時間にわたり昭和を語り尽くす[244]。
- 3日 - 【福岡県】RKBラジオ日曜昼の生ワイド番組として、『サンデーウォッチR』が放送開始（12時30分 - 15時）。RKBテレビ日曜午前の情報番組『サンデーウォッチ』及びニュースサイト「RKB NEWS DIG」と連動し、1週間のニュースを振り返る。パーソナリティを下田文代（同局アナウンサー、以下同）が務めるほか、坂田周大・橋本由紀ら『サンデーウォッチ』のレギュラー陣も出演する[244]。
- 4日
  - 【特番】
    - TOKYO FM・JFN系で毎年放送されている特別番組『FMフェスティバル』をこの日の16時から19時に『FM FESTIVAL 2024 竹内まりや 45th Anniversary Special〜まりやとわたしのPrecious Words〜』としてJFN38局ネットで放送。進行役を住吉美紀が担当、この年デビュー45周年を迎えたシンガーソングライターの竹内まりやに約10年ぶりのオリジナル・アルバム『Precious Days』の制作秘話やこれまでの歩みを聞くとともに、竹内の“歌詞の世界”に着目し、リスナーが影響を受けた歌詞のフレーズを募集、寄せられたリクエストとメッセージを紹介した[245][246]。
    - 【関東広域圏】ニッポン放送で、吉田尚記（同局アナウンサー）をパーソナリティに迎え、スターダストプロモーションに所属する女性アイドルが出演する『太田胃散 presents スタプラアイドルラジオ』（15時 - 17時35分）が放送[247]。

  - 【トーク・関東広域圏】ニッポン放送で、月曜20時 - 20時30分の放送枠で、プロレス団体の新日本プロレスと女子プロレス団体のスターダムの所属レスラーが吉田尚記（同局アナウンサー）を相手にトークを繰り広げる『新日本プロレス×スターダム presents RADIO X-over』が放送開始[248]。
- 5日
  - 【特番・関東広域圏】ニッポン放送で1985年4月から1988年10月まで月曜未明（日曜深夜）に放送された『青春ファンタジア 菊池桃子 あなたと星の上で』が、ニッポン放送開局70周年と菊池桃子のデビュー40周年を記念して『青春ファンタジア 菊池桃子 あなたと星の上で2024』（20時 - 21時）として生放送で復活した[249]。
  - 【近畿広域圏】MBSラジオはこの日より2024年度ナイターオフ編成を開始。
    - 『MBSヤングタウンNEXT』は金曜日にも放送日を拡大。火曜と木曜はドーナツ・ピーナツとツートライブを入れ替え、水曜に新起用の豪快キャプテンが担当、新設の金曜には関西ジュニアのメンバーが週替わりで登場する[250]。
- 7日 - 【近畿広域圏】MBSラジオ木曜18時 - 20時枠にて、毎日放送アナウンサーの武川智美の、入社32年目にして初の冠番組となる『トークでパンチVS武川』を開始[251]。
- 8日 - 【特番・関東広域圏】ニッポン放送開局70周年を記念して、俳優の高倉健の没後10年の特別番組として、『高倉健 旅の途中で…スペシャルセレクション』（20時 - 21時）を放送[252]。
- 9日 - 【トーク】ニッポン放送・NRN系土曜19時 - 21時枠にて、日本テレビ出身のフリーアナウンサーの藤井貴彦がパーソナリティを務める『藤井貴彦 Saturday Night Buzz』が放送開始[253]。
- 19日 - 【特番・関東広域圏】ニッポン放送で、お笑いコンビのロングコートダディがパーソナリティを務める『カゴメにんじんジュース presents ロングコートダディのウサギとにんじん』（20時 - 21時）を放送[254]。
- 24日 - 【追悼・埼玉県】この日放送のFM NACK5『服部幸應 WELL TASTE』は、パーソナリティで10月4日に死去した料理評論家の服部幸應（78歳没）を追悼する回を放送[注 18]。歴代アシスタントの大島花子（歌手）、富永美樹（フリーアナウンサー）、保田圭（タレント）が故人を偲んだほか、初代アシスタントの国本佳江（キャスター、ナレーター）もコメントを寄せた[255]。

### 12月
- 8日 - 【スポーツ・公営競技・関東広域圏】この日、TBSラジオ『爆笑問題の日曜サンデー』の競馬中継コーナー「田中裕二のサンデー競馬小僧」内で放送の京都競馬場第11競走「第76回農林水産省賞典阪神ジュベナイルフィリーズ（GI）」[注 19]のレース実況にて、篠原梨菜（TBSテレビアナウンサー）がTBSテレビの女性アナウンサーとしてはテレビ・ラジオの分社以前の東京放送時代を含めて初の競馬実況を担当。なお、在京キー局の女性アナウンサーが競馬実況を担当[注 20]するのはテレビを含めてこれが史上初となった[256]。
- 10日・13日 - 【特番・関東広域圏】ニッポン放送にて、いずれも1994年入社で現在はフリーアナウンサーの垣花正（元同局アナウンサー）、羽鳥慎一、藤井貴彦（共に元日本テレビアナウンサー）の3人が一堂に会して語り合う特別番組『垣花・羽鳥・藤井のフリーなラジオ』をこの両日の20時より放送[257]。
- 12日 - 【特番・関東広域圏】ニッポン放送の『ラジオ・チャリティ・ミュージックソン』が50周年を迎えることを記念し、萩本欽一と研ナオコがおよそ40年ぶりにペアを組んでパーソナリティを務める『欽ちゃん ナオコのラジオ・チャリティ・ミュージックソン スペシャル』（20時 - 21時50分）を放送[注 21][258]。
- 14日 - 【特番・関東広域圏】ニッポン放送で、2024年で50回を迎える『ラジオ・チャリティ・ミュージックソン』の直前特番として、2018年から2020年まで『ミュージックソン』のメインパーソナリティを務めたKis-My-Ft2による『Kis-My-Ft2のオールナイトニッポンPremium〜ラジオ・チャリティ・ミュージックソンスペシャル〜』（17時50分 - 19時）を放送。なお、『Kis-My-Ft2のオールナイトニッポンPremium』としては、2021年8月に特別番組として放送して以来、およそ3年半ぶりの復活となる[259]。
- 15日 - 【特番・関東広域圏】ニッポン放送にて、中森明菜（歌手）の楽曲のリクエスト特番『中森明菜のオールタイムリクエスト』をこの日の17時30分から21時40分の4時間10分にわたり放送。中森としては2022年の復帰宣言以来初めてラジオパーソナリティを務め、当日は前年12月に『中森明菜オールタイムリクエスト』を担当したミッツ・マングローブ（タレント）と垣花正（フリーアナウンサー）を交えて放送した[260]。
- 20日 - 【特番・関東広域圏】文化放送『A&Gリクエストアワー 阿澄佳奈のキミまち!』（2017年4月 - 2022年3月）内のフロート番組として、2019年12月 - 2021年9月にかけて放送された『あのね、うみね、ましろもね。』[注 22]の、一夜限りの復活特番『あわしまマリンパーク presents 豊田萌絵&小山百代のあのね、うみね、また会えたね。』がこの日の同局19時枠で放送した。スポンサーのあわしまマリンパーク及び関連施設である淡島ホテルの経営を巡る問題を受けて打ち切り終了し、同園も本年2月に一時閉園したが、7月からの営業再開を受けて今回復活特番の制作が決定、12月15日に公開収録を行ったうえで放送した[261]。
- 23日（22日深夜） - 【特番・関東広域圏】TBSラジオのお笑い番組『マイナビ Laughter Night』が主催する「マイナビ Laughter Night 第10回チャンピオンLIVE」で優勝したお笑いコンビのかが屋（加賀翔・賀屋壮也）が、優勝特典としてパーソナリティを務める冠特番『かが屋のヨモギRide on!』がこの日2時間枠で生放送された（1時30分 - 3時30分）[262]。
- 24日 - 25日 - 【特番】NRN系のAMラジオ局11局（ニッポン放送、STVラジオ、青森放送、IBC岩手放送、ラジオ福島、ラジオ大阪、和歌山放送、中国放送、西日本放送、九州朝日放送、ラジオ沖縄）において、クリスマス恒例の24時間チャリティ特番『ラジオ・チャリティ・ミュージックソン』（24日正午 - 25日正午）を放送。
  - 【関東広域圏】このうちキー局のニッポン放送では、メインパーソナリティをタレントの出川哲朗が務めた[263]。
- 25日 - 【特番】
  - 【関東広域圏】TBSラジオの開局記念日にあたるこの日、『TBSラジオ大感謝祭 2024』（8時30分 - 17時30分）を、3部構成で放送[注 23][264]。
  - 【広島県】中国放送（RCCラジオ）で、毎週水曜日の夜に放送されている『かわにしんち』の特別版として、『かわにしんちのクリスマスパーティー』（12時 - 13時30分）が放送。出演はUNICORNの川西幸一と田村友里（同局アナウンサー）。番組内では、リスナーから、『クリスマスの残念な話』をテーマにメッセージを募り、紹介した[265]。
- 26日 - 【東京都】TOKYO FM『Roomie Roomie!』がこの日の放送をもって終了、2年9か月の歴史に幕。同月2日の放送内で発表された[266]。
- 27日 - 【特番・関東広域圏】 TBSラジオ
  - 月 - 木曜の午前中に放送されている『パンサー向井の＃ふらっと』のパーソナリティを務める向井慧（パンサー）が幹事となって、TBSテレビで月 - 金曜の朝に放送されているバラエティ番組『ラヴィット!』の出演者をもてなす特別番組『WONDA presents ラヴィット!ラジオ忘年会2024』（18時 - 19時）が放送。リスナーからは、『ラヴィット!』のオープニングの恒例である『出演者の皆さんの「〇〇してみたいこと」』にちなんで、『ワンダから始まるワンダフルなニューライフ!』をテーマにメッセージを募った[267]。
  - プロボクサーの那須川天心が、本人たっての希望で生放送でおくる『スカルプD presents 生放送でも、関係ないっしょ!気持ちっしょ!』（19時 - 20時）が放送。放送当日は、リスナーから寄せられた質問やお悩み相談、それに、リスナーと電話をつないで交流を図る企画を放送した[268]。
  - アーティスト・俳優として活動している北山宏光が実際に車をラジオブースに見立ててゲストとともに収録を行う『カープレミア presents 北山宏光のPremium Parking Area』（20時 - 20時30分）がこの日から3回にわたって不定期で放送される予定[269]。
- 29日 -【埼玉県】NACK5『服部幸應 WELL TASTE』が同日をもって終了。28年の歴史に幕。番組内エンディング及びアシスタントを務めた保田圭（タレント）公式ブログにて発表された[270]。
- 30日
  - 【関東広域圏】
    - TBSラジオ
      - 【トーク】日向坂46（当時）の丹生明里がメインパーソナリティとして、日本の様々な2位を紹介する『丹生明里のニッポン2位紀行』（16時 - 17時）が放送[271]。
      - 【音楽・賞】年末恒例の『第66回 輝く!日本レコード大賞』を東京・初台の新国立劇場中劇場から生放送[272]（18時 - 22時、TBSテレビ系と同時放送[注 24]。一部JRN系ネット）。これに先立ち11月21日に主催の日本作曲家協会より各部門賞が発表された[273]。総合司会として川口春奈（俳優）と安住紳一郎（TBSテレビアナウンサー）の両名[274]、ラジオ司会として赤荻歩（TBSテレビアナウンサー）[275]をそれぞれ起用。大賞にはMrs. GREEN APPLEの『ライラック』が受賞しバンドとしては史上初の連覇を達成[276]。また最優秀新人賞にはこっちのけんとが受賞した[277]。
      - 【活動進退】この日放送の『アフター6ジャンクション2』にて、宇内梨沙（TBSテレビアナウンサー）が『アフター6ジャンクション』としての番組開始以来6年9か月務めた曜日パートナーを卒業[注 25]。4日に自身のInstagram及び同番組内で「2025年3月でTBSテレビを退職し、担当番組については2024年内をもって卒業する[注 26]」と発表したことによるもの。この日の生放送では過去の宇内担当日の放送を振り返る企画を行ったほか、同日深夜に代官山UNIT（東京都渋谷区）での公開イベント『アトロク2大忘年会 2024』[注 27]も開催。宇内はこの日をもってTBSアナウンサーとしての業務を終了した[278][279]。

    - 【特番】ニッポン放送で1984年4月 - 1985年9月にかけて放送された景山民夫（作家、1998年没）と高田文夫（放送作家）による『とんでもダンディー・民夫くんと文夫くん』をおよそ40年ぶりに現代版として復活、『ジョニ男くんと文夫くん』のタイトルでこの日の11時枠に放送。高田のパートナーとして岩井ジョニ男（イワイガワ）を起用した[280][281]。

  - 【特番・広島県】この日の16時から17時に中国放送（RCCラジオ）と広島エフエム放送（HFM）の共同制作の特別番組として、2局が本年10月から共同で展開している『STOP詐欺被害プロジェクト』の一環として、詐欺被害ゼロを目指すことを目的に企画した『みんなでSTOP詐欺被害』をRCCとHFMの2局同時に放送した。番組内では、詐欺被害の事例を紹介するとともに、実際の詐欺被害をミニドラマ仕立てにして送るほか、広島県警が取り組んでいる特殊詐欺防止のためのユニークな取り組みも紹介。パーソナリティはRCCから藤田弘之と同局アナウンサーの石橋真、HFMから大窪シゲキと俊山真美がそれぞれ出演[282]。
- 31日
  - 【音楽・芸能】大晦日恒例の『第75回NHK紅白歌合戦』をNHKホール（渋谷区神南）から生放送（19時20分 - 23時45分、ラジオ第1。NHK総合・BSプレミアム4K・BS8Kと同時放送）[283]。今年度の放送テーマは「あなたへの歌」と定め、中核となる司会者として有吉弘行（お笑いタレント）、橋本環奈、伊藤沙莉（ともに俳優）、鈴木奈穂子（NHKアナウンサー）の4人[284]、ラジオ司会として佐々木芳史と森田茉里恵（ともにNHKアナウンサー）の両名[285]をそれぞれ起用。
  - 【特番】
    - この日のニッポン放送『オールナイトニッポン MUSIC10』は、年越し特番として翌2025年1月1日0時58分までの約3時間枠に拡大、『オールナイトニッポン MUSIC10 昭和100年スペシャル』と題して放送[280][281]。
    - この日のTOKYO FM・JFN系『SCHOOL OF LOCK!』は、『SCHOOL OF LOCK!〜SCHOOL OF "LUCK!" 2024 to 2025〜』と題した年越し特番を23時 - 翌1月1日1時にかけて放送。COCO教頭とアンジー教頭がリスナーに電話をかけて話を聞く企画を実施した[286][287]。

  - 【関東広域圏】TBSラジオ
    - 【活動進退】この日放送の『ジェーン・スー 生活は踊る』（中国放送、長崎放送・NBCラジオ佐賀にもネット）で、火曜パートナーを務めている小倉弘子（TBSテレビアナウンサー）が同日付でTBSテレビを退職したことに伴い卒業[288]。10日の放送で発表された。なお2025年1月以降の後任は設けず、当面の間は週替わりで同局のアナウンサーが出演する。
    - 【特番】
      - 『林原めぐみのTokyo Boogie Night』（ラジオ関西にもネット）が11月に放送1700回を迎えたのを記念し、同局でこの日の16時より1時間の特番として生放送（YouTubeでも生配信）[289]。
      - 『アルコ&ピース D.C.GARAGE』（水曜（火曜深夜）0時 - 1時）のこの日の放送は年越し特番として、『明治presents アルコ＆ピース D.C.GARAGE 超直火・年越しSP』と題し、22時開始に繰り上げ、翌1月1日1時までの3時間生放送を行った[290]。

  - 【活動進退・音楽・熊本県】エフエム熊本で月 - 金曜の9時50分 - 10時に放送している音楽番組『サウンドグラフィティ』のパーソナリティをおよそ39年間にわたって務めた小松士郎がこの日の放送をもって勇退[291]。

## 主なその他のラジオ関連の出来事

### 1月
- 1日
  - 【CI・ロゴ・沖縄県】琉球放送（RBCiラジオ）はこの年開局70周年を迎えるに当たり、新たにパーパス「五感を揺さぶるコンテンツ創造と発信を通じ、沖縄の「いま」と「未来」に寄り添い続ける」とスローガン「一生によりそう一秒を。」を策定、ロゴデザインも一新した[292]。
  - 【災害・石川県】この日夕方、令和6年能登半島地震が発生。これに伴い特に被害が大きかった能登半島のFMラジオ送信所では非常用電源に切り替えたが、2日以降非常用電源・非常用発電機の燃料が切れた段階で放送が途絶した[293]。また、これに伴い北陸放送は4月1日から半年間予定していた七尾・輪島・山中3中継局のAM停波実験を暫定措置として4か月繰り下げることになった。国は、震災復興の状況で更なる変更もありえるとしている[294]。
- 4日 - 【CI・関東広域圏】ニッポン放送が開局70周年を迎えるにあたって、その記念のキャッチフレーズとして、同局アナウンサーの大泉健斗が考案した「笑顔にナーレ!ニッポン放送」を制定した[295]。
- 11日 - 【訃報】日本を代表する演歌歌手である北島三郎に入門し、1988年にビクターレコードより「おまえさがして」で歌手デビュー、1992年に放送された興和の口腔用ヨード剤『フィニッシュコーワ』のCMに出演し一躍ブレイク、その後も歌手・タレントとしても活動し、またラジオ番組では新潟放送（BSN）など15局ネットで放送されていた『小金沢くんの波乗り歌謡曲』のパーソナリティを務めた経歴を持つ歌手の小金沢昇司がこの日未明、呼吸不全のため神奈川県内の病院で死去（65歳没）。訃報は15日に所属のキングレコードより公表された[296]。
- 13日 - 【イベント・神奈川県】ニッポン放送『山田裕貴のオールナイトニッポンX』の番組イベントとして『山田裕貴のオールナイトニッポンX 横浜アリーナ王におれはなる!』を横浜アリーナ（神奈川県横浜市港北区）で開催[297][298]。なお、ニッポン放送として、俳優がパーソナリティを務めるラジオ番組としては最大規模になると共に、番組放送開始から1年半でのイベント開催は異例の早さだという[299]。
- 14日 - 【イベント・神奈川県】ニッポン放送の主催で、タレントの出川哲朗の還暦を祝う『男・出川哲朗 還暦祭り in 横浜アリーナ』を横浜アリーナで開催[300][301][302][303]。このイベントは2023年6月16日に放送された『内村光良のオールナイトニッポンGOLD』の番組内で、パーソナリティの内村光良（ウッチャンナンチャン）から発表されていた[300][301]。
- 20日 - いずれも【訃報】
  - 生命保険会社の社員を経てテアトル・エコーに入団し、1980年に肥後克広、上島竜兵（2022年没）、寺門ジモンの3名と共に「ダチョウ倶楽部」を結成し、初代リーダーを務めフジテレビ系の『ひょうきん予備校』などに出演、その後同グループを脱退した後にギュウゾウ・ダンナ小柳と共に「電撃ネットワーク」を結成し、肉体を駆使したパフォーマンス芸で数々のバラエティ番組に出演して一世を風靡。また個人としても北日本地産『3456（サガシゴロ）』（岩手県限定）のCMやテレビドラマなどに数多く出演、ラジオ番組では中村有志と共に東京都渋谷区をエリアとするコミュニティラジオ局「渋谷のラジオ」（NPO法人・CQ運営）で『渋谷を元気にするラジオ』の番組パーソナリティとしても活動したお笑い芸人の南部虎弾（なんぶ・とらた、本名：佐藤道彦）がこの日の夜に東京都内の自宅で倒れ、救急搬送先の病院で脳卒中のため死去（72歳没）。訃報は21日にグループの公式X（旧Twitter）で公表された[304][305]。
  - 【近畿広域圏】1965年にラジオ関西にアナウンサーとして入社し、1971年にフリーアナウンサーに転身。その後も、同局の『ビバ!タカラジェンヌ』のパーソナリティを1980年の番組開始から2023年3月までの43年間務めた他、MBSラジオ『ごめんやす馬場章夫です』のパートナーや朝日放送ラジオ『歌はおまかせ小山乃里子です』のパーソナリティで関西圏で絶大な人気を博したフリーアナウンサーの小山乃里子がこの日、老衰のため神戸市東灘区の介護施設で死去（82歳没）[306][307]。
- 26日 - 【ゲーム】この日セガより発売の龍が如くシリーズの最新作『龍が如く8』に、TBSラジオ『アフター6ジャンクション2』のパーソナリティ・宇多丸（RHYMESTER）と、第4週以外の水曜パートナー・宇内梨沙（TBSテレビアナウンサー（新規IP開発部eスポーツ研究所所員を兼務）、2015年入社）がゲスト声優として登場[注 28]。作中に『アフター6ジャンクション2』が登場し、ゲーム内で全10回のオリジナル番組を配信するというスペシャルコラボ企画も実施される[308][309]。
- 29日 - いずれも【訃報】
  - 高校教師から旧中央公論社[注 29]に入社し、『婦人公論』副編集長を務めるなど編集者として活動、1966年に同社から独立し、1968年に小説「糸魚川心中」を発表するなどフリーの作家となった後はテレビ司会者などでも活動、またTBSラジオにて平日枠早朝番組『おはよう利根川裕です』（1976年4月 - 1977年9月）のパーソナリティを務めたことでも知られた作家の利根川裕（とねがわ・ゆたか）がこの日未明、下肢閉塞性動脈硬化症のため東京都新宿区内の病院で死去（96歳没）。訃報は2月5日に明らかになった[310]。
  - 長崎大学から1957年に朝日麦酒（現・アサヒグループホールディングス）に入社し、主に営業畑でキャリアを積んだ後に同社取締役を経て社長及び会長を歴任、2008年には第19代日本放送協会会長に就任して1期3年務めるなど放送界にも足跡を残した実業家の福地茂雄がこの日、脳出血のため東京都内の病院で死去（89歳没）。訃報は2月5日に明らかになった[311]。

### 2月
- 1日 - 【社名変更・茨城県】茨城放送（LuckyFM）がこの日から商号（社名）を「株式会社LuckyFM茨城放送」に変更、同時に局呼称も「LuckyFM」（ラッキーエフエム）に変更した[312]。
- 1日・5日 - 【停波・実証実験】一部の局を除くAMラジオ事業者が進めているAM放送からFM放送への転換に際し、総務省からの特例措置を受けて停波の第1次実証実験を13の事業者で順次開始する[313]。この両日より開始する放送局の実施概要は以下の通り。なお、いずれの局もAMの本局と他の中継局（山口放送・NBCラジオ佐賀を除く）、FM補完中継局、radiko等での聴取は引き続き可能となる。5日から開始する局は、前日4日付の放送終了をもって停波する。
  - 【岩手県】IBC岩手放送では、2023年11月1日に開局した田野畑FM補完中継局[314]を含む補完中継局2局を実証実験に使用、当該エリアの田野畑ラジオ中継局を2月1日から1年間停波する[315]。
  - 【茨城県】LuckyFM茨城放送は土浦・県西両中継局を停波する実証実験を2月1日から7月31日までの半年間実施する。両中継局停波後も水戸本局のAM放送は継続するほか、当該地域ではFM放送でも聴取可能となっており、今回の実験で問題がなければ8月1日以降に閉局する[316][317]としていたが、より長期間検証を行うため8月1日以降も実証実験を継続する[318]。
  - 【愛媛県】南海放送（RNBラジオ）は、新居浜・八幡浜・宇和島エリアで2月1日から実証実験を実施、3中継局の出力を3月31日までに段階的に減力した上で4月1日より停波する[319]。当初は9月30日までの実施予定だったが、その後より長期間の検証を行うとして2025年1月31日までに期間を延長することを7月1日に発表、あわせて期間終了後も本格的なAM局運用休止に向けて総務省に申請する方針であることも明らかにした[320]。
  - 【鹿児島県】南日本放送（MBCラジオ）は2月1日から1年間、阿久根・川内・大口の3中継局を停波する[321]。
  - 【新潟県】新潟放送（BSNラジオ）は長岡・柏崎両中継局を2月5日から停波する。当初は9月1日までの期間で、以降運用休止中の聴取者数の調査結果によってはそのまま廃局する場合もあるとしていた[322]が、その後より長期間の検証を行うため、翌2025年の1月31日まで延長することを7月22日に発表している[323]。
  - 【福井県】福井放送（FBCラジオ）は嶺南地区をカバーする敦賀・小浜両中継局を2月5日から停波する[324]。当初は8月1日までの予定だったが、その後2025年1月31日までに期間を延長している。
  - 【山口県】山口放送（KRYラジオ）は全送信所を対象に2月5日より1年間の実証実験を開始。まず山口局と外国からの混信が発生している萩局・須佐田万川局の3中継局を3月までに休止、岩国と下関の2中継局と周南本局も段階的に出力を弱め、それぞれ4月29日、5月27日、7月29日までに休止する[325][326]。
  - 【福岡県】RKB毎日放送（RKBラジオ）と九州朝日放送（KBCラジオ）は共同で行橋局の停波実験を2月5日から実施する[327][328]。当初は半年間の8月4日までとしていたが、近隣各県が南海放送を除いて期限いっぱいまで行うとしたため、より長期的検証が必要だとして他県に合わせ期限いっぱいまで行うことにした[294]。
  - 【佐賀県】長崎放送（NBCラジオ）は佐賀県を対象として2月5日から2025年1月いっぱいまでの実証実験を実施。佐賀本局および唐津、伊万里、有田の3中継局を停波する[329]。
  - 【熊本県】熊本放送（RKKラジオ）は荒尾中継局の停波を2月5日から2025年1月いっぱいまでの期間で実施する[330]。
- 6日 - いずれも【訃報】
  - 桐朋学園短期大学音楽学部卒業後に群馬交響楽団の指揮者となり音楽界にデビュー。1960年代から海外へ渡りシカゴ交響楽団（アメリカ合衆国）、トロント交響楽団（カナダ）などでタクトを揮い、1973年から2002年までボストン交響楽団音楽監督を務め、日本ではNHK交響楽団指揮者や、長野オリンピック〈第18回オリンピック冬季競技大会〉[注 30]（1998年）開会式の「交響曲第九番」世界同時合唱の指揮を担当するなど世界のクラシック音楽界にその名を印し、また2006年にはNHK放送文化賞を受賞、またニッポン放送で『小澤征爾の世界』がかつて放送され、2020年4月には本木雅弘出演により自身の随筆『ボクの音楽武者修行』を原作とする同名の朗読劇が放送されるなどラジオの世界でも足跡を残し、音楽界を超えて“世界のオザワ”のキャッチフレーズで親しまれた指揮者の小澤征爾がこの日、心不全のため東京都内の自宅で死去（88歳没）。訃報は9日に公表された[332]。
  - ニッポン放送『デーモン小暮のオールナイトニッポン』のハガキ力士として活動、のちに番組のADとなり、フリーのラジオディレクターと放送作家として活動した小林順がこの日死去（54歳没）[333][334]。
- 8日（7日深夜） - 【放送事故・東京都】J-WAVE『TOKYO M.A.A.D SPIN（トーキョー マッドスピン）』で、本来の放送分（DJ JIN（RHYMESTER）が担当）ではなく、翌日（9日（8日深夜））放送予定分（KO KIMURAが担当）が送出されるトラブルが発生[335]。8日（7日深夜）に放送を予定していた分は9日（8日深夜）に改めて放送された。
- 18日 - 【イベント・東京都】ニッポン放送『オードリーのオールナイトニッポン』が放送開始15周年を迎えるのを記念して、東京ドーム（東京都文京区）で番組イベント『オードリーのオールナイトニッポン in 東京ドーム』を開催[336][337]。なお、東京ドームで『オールナイトニッポン』の番組イベントが開催されるのはこれが初の事例となった[338]。
- 22日 - 【訃報】1962年にプロ野球：阪急ブレーブスに入団し、広島東洋カープ、南海ホークスなどで投手として19年間現役を続けた後に1980年に引退。引退後はスポーツ用品メーカー社員や台湾プロ野球での指導者などを務め、野球評論家としては日本短波放送（現：ラジオNIKKEI）のプロ野球中継『たんぱストレートナイター』で解説者を務めた経歴を持つ元プロ野球選手・野球指導者の大石弥太郎がこの日、心筋梗塞のため沖縄県名護市内の病院で死去（80歳没）[339]。
- 27日 - 【訃報】「俳優座養成所」8期生を経て劇団新人会で俳優及び演出家として長く活動し、またテレビドラマや映画、ナレーションなどでも活動の場を広げ、ラジオドラマでは寺山修司（1983年没）作の『コメット・イケヤ』（1966年、NHKラジオ第1）を始め、NHK-FM『青春アドベンチャー』などに度々出演し、晩年に至るまで現役の役者として数々の作品に出演した俳優の前田昌明がこの日、虚血性心疾患のため東京都内の自宅で死去（91歳没）[340]。訃報は3月9日に明らかになった。
- 29日
  - 【サービス終了・CS】ミュージックバードが運営するCSデジタルラジオ放送「SPACE DiVA」が、キャンシステムとの業務提携終了に伴い、この日をもってサービス終了。なお、コミュニティ放送向けの番組配信サービスは3月以降も継続する[341]。
  - 【活動進退】
    - 【静岡県】静岡放送（SBS）アナウンサーの山﨑加奈（2019年入社）は、この日付で4年11か月在職した同局を退職。今後の進路についてはフリーに転向する意思を明らかにしている。なお、退社については同局ラジオ『鉄崎幹人のWASABI』内で同月15日に発表、翌週22日のTBS系『THE TIME,』で改めて報告した[342][343]。
    - 【広島県】中国放送（RCC）アナウンサーの河村綾奈（2014年入社）は、この日付で9年11か月在職した同局を退職[注 31]。退職後は「家族との時間を大切にしたい」としている[344]。その後5月17日に元プロ野球選手で広島東洋カープ2軍打撃コーチの新井良太と結婚したことを公表した[345]。

### 3月
- 4日 - 【訃報】フジテレビ系のテレビアニメ『ちびまる子ちゃん』の主人公・まる子役をはじめアニメを中心に声優として活動するかたわら、テレビ番組のナレーションやシンガーソングライターなどとしても活動し、ラジオ番組ではTBSラジオ・KBS京都『TARAKO・ファルコム・ぴーひゃらら』のパーソナリティや文化放送・NRN系『MOONLIGHT 抱きしめて!!』の案内役を担当した、声優・シンガーソングライターのTARAKO（本名非公表）がこの日死去（63歳没）。死因は明かされていないが、所属事務所によると今年に入って闘病しながら声優活動を続けていたという[346]。
- 5日
  - 【人事・活動進退】NHKは放送総局（東京本局）アナウンス室室長に、宇都宮放送局前局長の黒崎めぐみ（1991年入職）をこの日付で就任させる人事を発令し執行[347]。
  - 【結婚・近畿広域圏】朝日放送テレビアナウンサーの澤田有也佳（2016年入社）が、親会社の朝日放送グループホールディングスでエンジニアを務める男性社員と結婚したことを発表した。この日朝放送の朝日放送テレビ『おはよう朝日です』で発表、午後放送の朝日放送ラジオ『ミルクボーイの火曜日やないか!』でも改めて報告した[348][349]。
- 12日
  - 【人事】総務省はこの日、第213回国会での承認議決を経て本年3月1日付で日本放送協会経営委員会委員に就任した4名（古賀信行【実業家】、坂本有芳【教育学者】〈以上、新任〉及び尾崎裕【実業家】、不破泰【通信学者】〈以上、再任〉）[350]に対する辞令交付式を執行[351]。その後に開催した経営委員会の会合で古賀を第25代委員長に互選した[352]。
  - 【訃報・近畿広域圏】毎日放送にアナウンサーとして1971年4月入社。テレビ番組の司会を中心にラジオでも『なにはなくとも野村啓司です』（1994年 - 1997年）や『ノムラでノムラだ♪』（2005年 - 2015年）などのメインパーソナリティを務め、2008年の定年退職後もMBSラジオや大阪放送（ラジオ大阪）の番組に出演していた野村啓司がこの日死去（75歳没）。訃報は25日に毎日放送から公表された。死因は明らかになっていないが、MBSラジオ『人生という宝物』を体調不良により3月3日の放送で降板していた[353][354]。
- 18日 - 【訃報】1997年のパリ・ダカールラリーに於いて日本人初となるAUTO部門総合優勝、世界ラリー選手権（WRC）では1991年及び1992年に日本人初となる総合優勝（連覇）を達成するなど日本を代表するラリードライバーとして知られ、ラジオ番組では東海ラジオで『シノケン・ヒロコのラリーダイアリー』（1983年 - 2002年）のパーソナリティを務めた経歴を持つラリードライバーの篠塚建次郎がこの日午前、膵臓がんのため入院先の長野県諏訪市内の病院で死去（75歳没）[355]。
- 21日 - 【結婚・関東広域圏】TBSテレビアナウンサーの喜入友浩（2017年入社）がこの日、TBSラジオ『パンサー向井の＃ふらっと』に出演した際に結婚を発表[356]。なお本年に入ってから、TBSテレビアナウンサーの結婚発表は、安住紳一郎（1997年入社）、宇内梨沙（2015年入社）に次いでこれで3人目となっている。
- 25日 - 【FM補完中継局・中京広域圏】CBCラジオと東海ラジオ（SF）は共同で愛知県岡崎市本宮山山頂の豊橋中継局にFM補完中継局を開局し、ワイドFMの放送を開始。総務省東海総合通信局より1月9日に予備免許が、3月22日に本免許が交付された[357][358][359][360]。
- 29日 - 【訃報】1952年にアナウンサーとして日本放送協会（NHK）に入職。1953年のテレビ放送開始前にはラジオ番組を活動の中心とし、テレビ時代になってからは『きょうのニュース』（現在の『ニュース7』）キャスターや『こんにちは奥さん』、『歴史への招待』、『クイズ面白ゼミナール』の司会など数々の番組を担当。また総合テレビ・ラジオ第1で同時に放送する『NHK紅白歌合戦』では1983年から3年連続白組司会を担当するなどNHKを代表するアナウンサーとして活動し、1988年にNHKを退職した後にはラジオ第1の『ことばの歳時記』に度々出演したフリーアナウンサー・司会者・随筆家の鈴木健二がこの日、老衰のため福岡県福岡市の病院で死去（95歳没）。訃報は4月3日に明らかにされた[361][362]。
- 30日・31日 - 【イベント・東京都】ニッポン放送開局70周年と芸能事務所研音の創立45周年を記念して2023年10月より放送のラジオ番組『KEN RADIO』のイベントを、この両日東京国際フォーラム（東京都千代田区）で開催。このイベントは2020年春に開局65周年・創立40周年を記念して開催予定だったがコロナ禍の影響で中止となり、3年半越しの開催実現となる[363]。
- 31日
  - 【サービス終了】
    - 【radiko】放送大学ラジオ（BS531ch）のradikoでのサイマル配信がこの日をもって終了。学生専用配信サービス『システムWAKABA』の操作性向上や大学運営経費の効率化を理由としており、一般聴取者へは4月以降はBSデジタルラジオや「オープンコースウェア」（一部の科目のみ）での聴取を案内している[364]。
    - 【CS】第一興商がスカパー!プレミアムサービスに提供している衛星ラジオサービス「スターデジオ」がこの日をもって終了。なお業務用BGMサービス「スターデジオAir」「スターデジオ光」は継続提供する[365]。
    - 【配信】文化放送が運営するアニメ・ゲーム・声優コンテンツ専門のオンデマンド配信サイト『AG-ON Premium』がこの日をもってサービス終了。これに伴う、文化放送地上波やインターネットラジオ局超!A&G+で放送・配信された番組のアーカイブ配信については各番組で対応が今後発表される事になっている。なお同サービスと連携して運営する落語配信サイト『らくごのブンカ』についてはサービスを継続する[366]。
    - 【ベリカード・関東広域圏】ニッポン放送は、この日付の消印分をもって日本国内向けのベリカード発行を終了（ただし、海外向けの発行は継続）[367]。

  - 【閉局・コミュニティ放送】
    - 【宮城県】2011年3月の東日本大震災の際に臨時の災害局として開局。2016年3月に一旦閉局するも2018年11月から再び放送を開始していた亘理郡亘理町のコミュニティ放送局・エフエムわたり（通称・FMあおぞら）が資金難などを理由として閉局。同局は前年10月1日から放送を休止しており、再開の目処が立たないまま閉局となる[368]。
    - 【大阪府】八尾市のコミュニティ放送局・やおコミュニティ放送（通称・FMちゃお、1998年開局）が「インターネットの普及などにより地域情報を発信する役割が希薄化した」ことを理由にこの日をもって閉局[369]。
    - 【宮崎県】都城市のケーブルテレビ・BTVが保有していたコミュニティ放送局・シティエフエム都城が機器の更新が困難な状況のためこの日をもって閉局[370]。
    - 【沖縄県】中頭郡嘉手納町のIT企業・クレストが保有していた同郡北谷町のコミュニティ放送局・FMニライがこの日をもって閉局[371]。

  - 【活動進退】
    - 日本大学芸術学部在学中の1979年にニッポン放送『燃えよせんみつ足かけ二日大進撃』でデビュー、以降ラジオたんぱ（現・ラジオNIKKEI）の『ヤロメロジュニア出発進行!』など若者向け番組を担当して大橋照子、斉藤洋美と共に「たんぱ三人娘」と呼ばれ人気を博し、東海ラジオ他『mamiのRADIかるコミュニケーション』や東北放送他『小森まなみのPop'n!パジャマ』、文化放送『小森まなみのエールを君に』なども担当、歌手や声優、作家などとしても活動したラジオパーソナリティの小森まなみが、この日をもって「マイクオフ」として全ての活動から引退。2023年12月にアーティストデビュー40周年になるのを節目として、自身の誕生日前日の同年10月15日に発表された[372][373]。
    - 【富山県】北日本放送（KNB）アナウンサーの粟島佳奈子（2011年入社）がこの日付で13年間在職した同局を退職[374]。
    - 【兵庫県】ラジオ関西アナウンサーの林真一郎（1998年入社）と春名優輝（記者兼務、2018年入社）がこの日付で退職。36年在職した林は退職後母校の大阪芸術大学教授に就任する[375]。6年在職した春名は4日放送の『Clip』で自ら発表したもので、退職後はメディア業界から離れることにしている[376]。
    - 【福岡県】九州朝日放送（KBC）アナウンサーの松下由依（2020年入社）は、この日に更新した自身のSNSで「2024年3月31日付で九州朝日放送を退社し、今後はフリーアナウンサーとして活動すること、またイラストレーターや書道家としても活動して行く」ことを発表した[377]。

### 4月
- 1日
  - （3月31日深夜）【終了・AMステレオ放送・関東広域圏】ニッポン放送は3月31日深夜の放送終了をもって、AMステレオ放送を終了し、4月1日の放送開始よりモノラル放送に移行する（ワイドFMとradikoでのステレオ放送は継続）。これにより1992年3月に開始し、32年あまり実施された関東広域キー局3局のAMステレオ放送が全て終了した[注 32]。あわせて3月末付けの消印をもって、受信報告書の受付とベリカードの発行を終了する[367]。
  - 【社屋移転・宮崎県】エフエム宮崎（JOY FM）が、本社をこれまでの宮崎市祇園2丁目（テレビ宮崎本社敷地内別棟）から同市高千穂通1丁目の宮日会館（宮崎日日新聞本社ビル内）に移転、同所より放送開始[378]。
  - 【配信】文化放送はこの日よりオリジナル配信プラットフォーム「QloveR」の正式運用を開始。放送番組のアーカイブやオリジナルコンテンツ、生配信などを展開、超!A&G+のサイマル配信も実施する[379]。
  - 【CI・埼玉県】エフエムナックファイブは、新しいステーションキャッチコピーを『No.1 HOT STATION』に制定した[380]。これは、「様々なジャンルで1番の「HOT」が集まるSTATION」並びに「「HOT」なエネルギーで、埼玉から日本中を明るく元気にできるSTATION」をそれぞれ目指すという思いが込められている[380]。
  - 【人事・近畿広域圏】朝日放送ラジオはこの日付で、現社長の岩田潤が朝日放送テレビ取締役に就任する[381]のに伴い退任、新社長としてスポーツ局長の髙橋靖史を昇任させる人事を発令・執行[382]
- 5日 - 【ランキング・radiko】radikoはこの日、2023年の1年間にradikoで聴かれた番組のランキングを、在京・在阪・中部のエリア別及び性年代別で発表。在京エリアはニッポン放送『ニッポン放送ショウアップナイター』、在阪エリアは朝日放送ラジオ『ABCフレッシュアップベースボール』、中部エリアはCBCラジオ『北野誠のズバリ』がそれぞれ1位を獲得した。またradikoへの楽曲情報提供のある全国62局でのオンエア楽曲情報を元に集計した、2023年にradikoで聴かれた楽曲ランキングはYOASOBI「アイドル」が1位になった[383]。
- 6日・7日 - 【イベント・宮城県】東北放送（tbc）はこの2日間、『tbc桜まつり2024』と題するイベントを同社社屋敷地のモリーノひろば（宮城県仙台市太白区）で開催。この両日は同局のテレビ・ラジオ双方の放送番組関連の催しも同時に実施し、ラジオ部門では『佐藤朱の月YOH!あかり』[注 33]の公開録音（7日12時30分より）なども行われた[384]。
- 8日 - 【放送事故・近畿広域圏】朝日放送ラジオ『辛坊治郎の万博ラジオ』の公式Xアカウントはこの日、6日放送分について本来であれば翌週13日に放送を予定していた内容を誤って放送したとして謝罪。当初の6日放送分は13日に、また誤って放送した13日分については15日未明（14日深夜）に再放送した。取り違えは番組出演者からの指摘で判明したもので、同局によるとスタッフが6日放送分を既に放送済みと勘違いしたことが原因という[385][386]。
- 15日 - 【イベント・大阪府】MBSラジオで1974年4月より放送されている長寿番組『ありがとう浜村淳です』の放送開始50周年記念イベント「ありがとう浜村淳です 50周年記念公演 世紀半ば、道半ば。今日のあなたにありがとう!」をこの日開催。3月27日にJPタワー大阪（大阪市北区梅田、7月31日グランドオープン）内に先行開業したSkyシアターMBSのオープニングシリーズの一環として同所で開催されるもので、パーソナリティの浜村淳（タレント・映画評論家）のほか、ゲストとして五木ひろし、坂本冬美（ともに演歌歌手）、シャンプーハット（お笑いコンビ）、西川きよし（お笑いタレント）らが出演した[66][387]。
- 25日 - 【人事・活動進退】NHKはこの日付で新役員人事を発令・執行。このうち前月アナウンス室長に就任した黒崎めぐみ（1991年入職）が新たに理事に就任した。アナウンサー出身の役員は2005年 - 2008年に副会長を務めた永井多恵子以来16年ぶりとなる。黒崎の理事就任に伴い、後任のアナウンス室長は髙橋美鈴（1994年入職）が就任した[388]。
- 28日〜5月4日 - 【キャンペーン・社会貢献】TBSラジオなどTBSホールディングス傘下の放送事業者3社[注 34]が合同で2020年秋に開始し、今回8回目となるSDGs（持続可能な開発目標）啓発キャンペーン『地球を笑顔にするWEEK 2024春』を展開[389]。今回のテーマを「ACTION!未来の子どもたちへ」とし、キャンペーン大使にバナナマン（お笑いコンビ）、小泉孝太郎（俳優）、堀田真由（女優）、さかなクン（魚類学者・イラストレーター、東京海洋大学客員教授）、日比麻音子（TBSアナウンサー）を起用した[390]。
- 30日 - 【活動進退・関東広域圏】文化放送アナウンサーの西川文野（にしかわ あやの、2015年入社）は、この日付で9年1か月在職した同局を退職。退職後は5月1日付で大手芸能事務所「サンミュージック」と所属契約を結び、同社所属のフリーアナウンサーとして活動する方針[391]。

### 5月
- 3日 - 【活動進退・関東広域圏】TBSテレビアナウンサーの皆川玲奈（2014年入社）が、この日放送の同局系『ひるおび』にて第1子妊娠に伴い産休に入ることを発表[392]。
- 9日 - 【訃報】自身のバンド「ダディ竹千代&東京おとぼけCATS」などで活動する傍ら、1980年4月からニッポン放送『オールナイトニッポン』水曜第2部、同年7月から木曜第1部のパーソナリティを務めた経歴を持つミュージシャン・作詞・作曲家[注 35]・音楽プロデューサーのダディ竹千代（本名・加治木剛（かじき・ごう））がこの日未明、慢性心不全急性増悪のため東京都内の自宅で死去（70歳没）。訃報は12日に自身が代表を務めるライブハウス「GEMINI Theater」（ジェミニシアター、東京都世田谷区）の公式サイトで公表され、かねてから闘病中だったという[393][394][395]。
- 10日 - 【訃報】南海放送（愛媛県）記者を経て1969年に毎日新聞社に入社し、同社大阪本社社会部記者として取材活動を行う傍ら、MBSラジオの『それゆけ!金曜・板東英二』『諸口あきらのイブニングレーダー』などの番組にコメンテーターとして出演、東京本社へ異動となった後、「サンデー毎日」（毎日新聞出版刊行）編集長に就任した後もTBSラジオ『荒川強啓 デイ・キャッチ!』にて毎週水曜のコメンテーターを務めるなど活動の場を広げたジャーナリストの近藤勝重がこの日、膿胸のため死去（79歳没）[396]。
- 14日 - 【訃報】1960年代よりプロピアニストとして活動を開始し、また作曲家として数々のテレビ番組テーマ曲やコマーシャルソングなどの楽曲を手掛け、自身もタレントとして活動。ラジオにおいては朝日放送ラジオのステーションソング「きこうABC」やリクエスト番組『ABCヤングリクエスト』のテーマ曲を作曲し、また同局の『フレッシュ9時半!キダ・タローです』→『タローの「You・遊」スタジオ』（1973年 - 1990年）のパーソナリティを務め、“浪花のモーツァルト”のキャッチフレーズで関西を中心に親しまれた作曲家のキダ・タロー（本名：木田太良＝きだ・たろう）がこの日の朝、大阪府内の自宅で死去（93歳没）。訃報は15日に歌手の円広志[注 36]が代表取締役を務める所属事務所「株式会社ワイドウィンドウズ」より発表された[397][398]。
- 16日 - 【訃報】1962年に日活ニューフェイス第5期に合格。1964年に劇団民藝入りした後にも日活映画で俳優としてデビューし、以後は映画やテレビドラマなど数多くの作品に出演し、またタレントとしても情報番組やバラエティ番組にも積極的に出演したほか、ラジオではドラマ『日本沈没より〜ここを過ぎて悲しみの都へ』（文化放送、1973年）に主演し[399]、また琉球放送（RBCiラジオ）にて『中尾彬 沖縄時間』のパーソナリティを務めるなどジャンルを問わない活動を展開した俳優・タレントの中尾彬がこの日、心不全のため死去（81歳没）。訃報は22日に判明し、同日に所属事務所の「古舘プロジェクト」から正式発表された[400][401]。
- 31日
  - 【賞】「第61回ギャラクシー賞」（NPO法人放送批評懇談会主催）の授賞式がこの日執り行われ、ラジオ部門大賞は静岡放送（SBSラジオ）が2023年5月28日に放送した『SBSラジオギャラリー 方言アクセントエンターテインメント〜なまってんのは、東京の方かもしんねーんだかんな〜』が[402][403]、DJパーソナリティ賞はニッポン放送『オードリーのオールナイトニッポン』パーソナリティを務める、お笑いコンビのオードリー（若林正恭・春日俊彰）がそれぞれ受賞した[404][405]。
  - 【訃報】1958年に社会人野球チームの川﨑トキコから大洋ホエールズに投手として入団し、途中の東京オリオンズ時代を含め11年プレーし、その後コーチを務めた後、ニッポン放送の野球中継『ショウアップナイター』の解説者を務めたことで知られた元プロ野球選手で野球評論家の鈴木隆がこの日、老衰のため死去（90歳没）。訃報は6月5日に明らかにされた[406]。

### 6月
- 4日 - 【訃報・北海道】1953年、NHKにアナウンサーとして入職した後、1959年に開局したばかりの札幌テレビ（STV）へ移籍し、同局初代アナウンサーとして開局第一声を発したほか、札幌テレビ及びSTVラジオの各番組に数多く出演。後には札幌テレビの常務取締役などを務め、退職後は札幌市内のコミュニティFM放送局「らむれす」（三角山放送局）の番組「土曜リレーエッセイ」のパーソナリティも務めていたフリーアナウンサーの清水幹夫がこの日、心不全のため死去（93歳没）[407]。
- 6日
  - 【賞】「第50回放送文化基金賞」（公益財団法人放送文化基金主催）の受賞がこの日発表。ラジオ番組部門では、NHKラジオ第一で2023年4月より月1回放送している『みんなでひきこもりラジオ』が最優秀賞を受賞した[408]。
  - 【労働問題・コミュニティ放送・鹿児島県】薩摩川内市の観光物産協会が運営するコミュニティFM局「FMさつませんだい」の従業員8人のうち5人が、パワハラなどを理由にこの月限りで退職することがこの日行われた同協会の株主総会で判明。これを受け同局は7月以降、自主制作番組を削減する一方で配信番組を増やすなどして放送を継続する方針。社長は「ご迷惑をお掛けし申し訳ない。今後も安定した放送を継続していきたい」と語り[409]、その後、7月9日に行われた同市市議会の全員協議会で社長の給与の10分の1、3か月間自主返納すること、及びパワハラに関わったとされる社員1人を口頭注意したことが報告された[410]。
- 12日 - 【訃報】1963年に落語家の三代目桂米朝（2015年没）に入門し、「桂朝丸」として初高座を踏んだ後はタレントとしても活動、1988年に「桂ざこば」を二代目として襲名した後も本業の落語家と並行してタレントとしてもジャンルを問わない活動を展開、ラジオ番組では初名の朝丸時代に朝日放送（ABCラジオ）『朝丸のヤングかわら版』、毎日放送『それゆけ! 木曜 桂朝丸』などのパーソナリティを担当した経歴を持つ落語家・タレントの二代目桂ざこば（本名：関口弘＝せきぐち・ひろむ）がこの日早朝、喘息のため大阪府吹田市内の自宅で死去（76歳没）。訃報は所属先の米朝事務所より発表された[411][412]。
- 13日 - 【スポーツ・radiko】朝日放送ラジオはこの日、第106回全国高等学校野球選手権大会（8月7日 - 23日）の全国大会中継放送について、radikoのプラットフォームを利用する形で全試合完全生中継配信を行うと発表した。中継自体はこれまで朝日放送ラジオが近畿広域圏ローカルで地上波放送してきたものと同一だが、今回地上波での放送時間外も含めエリア制限無しで全国無料配信を行う[413]。
- 14日 - 【訃報】1960年にNHKに入職し、主にテレビ及びラジオでドラマの演出を担当、テレビドラマでは中尾幸世をヒロインに起用した『夢の島少女』（1974年）、『四季・ユートピアノ』（1980年）、『川の流れはバイオリンの音 〜イタリア・ポー川〜』（1981年）などの作品により“映像の魔術師”と謳われ、ラジオドラマでは寺山修司（1983年没）が脚本を手掛けた『二十歳』[注 37]（1966年1月15日、NHKラジオ第1放送）や『コメット・イケヤ』 （1966年8月31日、NHK-FM「FM名作劇場」）などの作品を世に送り出したことで知られ、1995年にNHKを定年退職した後にはフリーディレクターとして創作活動を展開した演出家・映画監督の佐々木昭一郎がこの日、肺炎のため神奈川県大和市の病院で死去（88歳没）。訃報は20日に明らかにされた[414]。
- 16日 - 【表現問題】ニッポン放送はこの日、3月15日に放送された『鶴光の噂のゴールデンリクエスト』の中で披露したピンク・レディーの替え歌の歌詞があまりにも低俗で、公共の電波で放送するには著しく不適切だったとして、深くお詫びするというコメントを発表[415][416]。さらに7月10日に行われた同局の定例会見でも、社長の檜原麻希が「我々作る側の認識の問題であった」として今回の件について改めて謝罪した[417]。
- 19日 - 【不祥事・関東広域圏】TBSラジオはこの日、同局の営業担当者が2022年4月から本年6月までの2年余りにわたって、特定の広告主のCM素材を無断で差し替えて放送し、さらに2022年9月以降、放送確認書を偽造してあたかもCMが放送されていたように見せかけた不正行為が発覚したことを公表。6月上旬に広告会社から「指示した内容と放送した内容が異なる」との指摘により不正が発覚。同局では当該担当者が他にも不正行為を行っていなかったか調査すると共に、「このような行為は広告主の正当な利益を損ねると同時に放送局との信頼関係を毀損するものであります。今後は厳正に対処すると共に、このような行為を引き起こさないよう再発防止に取り組みます」との謝罪コメントを発表した。なお広告主の名前は意向により非公表とされた[418][419][420][421]。また7月3日に行われた同局社長の林慎太郎の定例社長会見で、当該担当者は現在自宅待機中とした上で、今回の件について改めて謝罪すると共に、広告主と対応を協議していることを言明した[422]。その後、9月4日に同局のコンプライアンス室による社内調査とTBSホールディングスの第三者を入れた委員会による調査結果を報告、別の広告主も含めて計2件のCM無断差し替えがあった事を明らかにした。あわせて担当者とその上司などの懲戒処分を実施するとともに、「経営責任を明らかにするため」として、会長の三村孝成が30日付で引責辞任し、社長の林が10月1日付で代表権を返上した上で役員報酬の月額30%を3か月間自主返納する決定を行ったことを発表した[423][424]。9月4日には、日本民間放送連盟が、TBSラジオに対して、同連盟会長の遠藤龍之介の名で文書による厳重注意を行うと共に、今後、このような事態が生じさせないために、再発防止に向けての取り組みを着実に実行することを求めた[425]。9月6日には、民放連の全ての会員社に対して、放送確認書の重要性について、社員・関係者が再認識するといった取り組みの推進に加え、CMの取引とそのCMの運行に関する社内の全てのプロセスの再点検を要請した[425]。
- 20日
  - 【人事・近畿広域圏】MBSラジオはこの日開催された株主総会並びに取締役会の決議を経て、現社長の浜田尊弘が代表権のない会長に就き、新社長としてMBSメディアホールディングス業務監査局長兼毎日放送業務監査局長の原厳一郎を就任させる人事を発令・執行[426]。
  - 【訃報】1962年に早稲田大学法学部を卒業し、日本テレビ放送網にアナウンサーとして入社。日本テレビ時代にはスポーツアナウンサーとして同局のプロ野球中継やサントリーカップ・テニスなどの実況アナウンサーを務めるなど長年スポーツ中継を担当、1993年にアール・エフ・ラジオ日本に転じて同局で制作局長や取締役を務め、また同局の早朝番組『浅見源司郎の元気な大人の朝ワイド』のパーソナリティを務めた元アナウンサーの浅見源司郎が本年6月中旬までに死去していたことがこの日更新された元自由民主党参議院議員・元読売巨人軍監督の堀内恒夫のブログにて明らかにされた（86歳没）[427]。
- 21日 - 【不祥事・兵庫県】ラジオ関西はこの日、『鷲崎健・橋本和 王様とラッパ』の中で番組スタッフがリスナーを装って自作していたメールを紹介していたと自社のHPで発表し、翌22日の同番組のオンエア冒頭でも同内容の報告と謝罪をアナウンスした[428][429]。
- 26日
  - 【人事・東京都】J-WAVEはこの日開催された株主総会並びに取締役会の決議を経て、現社長の中岡壮生が代表権のある会長に就き、新社長として現取締役の神田竜也を昇任させる人事を発令・執行[430]。
  - 【訃報】本名名義で劇団ひまわりの子役から芸歴をスタートさせ、1978年に声優としてデビュー。活動停止期間を経て現在の芸名に改めて芸能活動を再開した後は数々の作品に声優・ナレーターとして出演、ラジオ番組ではラジオ大阪『アニメトピア』のセミレギュラーや文化放送『電撃大賞』のパーソナリティ（1999年1月 - 2003年9月）を務めるなど多岐に亘る活動を展開した声優・ナレーター・タレントの松野太紀（本名：松野達也）がこの日、右大脳出血のため死去（56歳没）。訃報は27日に所属先の青二プロダクションより報告された[431]。
- 27日 - いずれも【人事】
  - 日経ラジオ社（ラジオNIKKEI）はこの日開催された株主総会並びに取締役会の決議を経て、現社長の吉田京太が退任（日本経済新聞社顧問に就任）し、新社長としてテレビ北海道（TVh、テレビ東京系）常務取締役を務めていた小手森（おてもり）信一が、また同局スポーツ局アナウンサーで、総務経理局担当補佐を務める中野雷太が取締役にそれぞれ就任する人事を発令・執行[432][433][434]。
  - 【持株会社・関東広域圏】TBSラジオの親会社であるTBSホールディングスはこの日開催の株主総会及び取締役会の決議を経て、同社の社長を務めていた佐々木卓が同社の会長に就き、社長に同社執行役員の阿部龍二郎を昇任させる人事を発令、執行[435]。
  - 【北海道】エフエム北海道（Air-G'）はこの日開催された株主総会後の取締役会の決議を経て、現社長の土屋敦司が退任し、新社長として北海道新聞社執行役員事業局長を務めていた近藤浩が就任する人事を発令・執行[436]。
- 28日 - 【イベント・東京都】ニッポン放送の開局70周年、並びに同局のワイド番組『高田文夫のラジオビバリー昼ズ』の放送開始35周年を記念して、『ニッポン放送開局70周年記念『高田文夫のラジオビバリー昼ズ』 リスナー大感謝祭〜そんなこんなで35周年〜』を東京国際フォーラム ホールAで開催[437][438][439]。同番組レギュラー出演者の他に、ゲストとして爆笑問題、サンドウィッチマン（ともにお笑いコンビ）、純烈（ムード歌謡グループ）、神田伯山（講談師）、宮藤官九郎（脚本家）が出演した[439]。
- 29日 - 【訃報】1958年の日本教育テレビ（現・テレビ朝日）開局時に第1期生アナウンサーとして入社し、スポーツ中継の実況などを担当。1971年に同局を退職して、自身の事務所である「エス・オー・プロモーション」を設立してフリーアナウンサーとなった後はテレビ番組の司会を担当したり企業CMなどに数多く出演、ラジオ番組ではニッポン放送『東芝ワイドワイドサンデー』、アール・エフ・ラジオ日本『押阪忍のさわやかラジオ』などの番組でパーソナリティを務めた経歴を持つフリーアナウンサー・司会者の押阪忍がこの日の夜、老衰のため死去（89歳没）。訃報は7月8日にエス・オー・プロモーションから発表された[440]。
- 30日 - 【活動進退】TBSラジオのプロデューサーで、『ライムスター宇多丸のウィークエンド・シャッフル』や『ザ・トップ5』、『アフター6ジャンクション』シリーズなど複数の番組の立ち上げに関わった橋本吉史がこの日付で同局を退社。退社後はフリーランスのプロデューサーとして活動する。7月1日に自身のX（旧Twitter）で報告した[441]。

### 7月

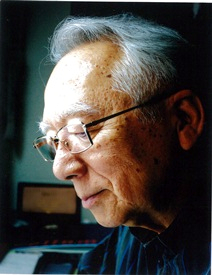
湯浅譲二死去（7月21日、94歳没）

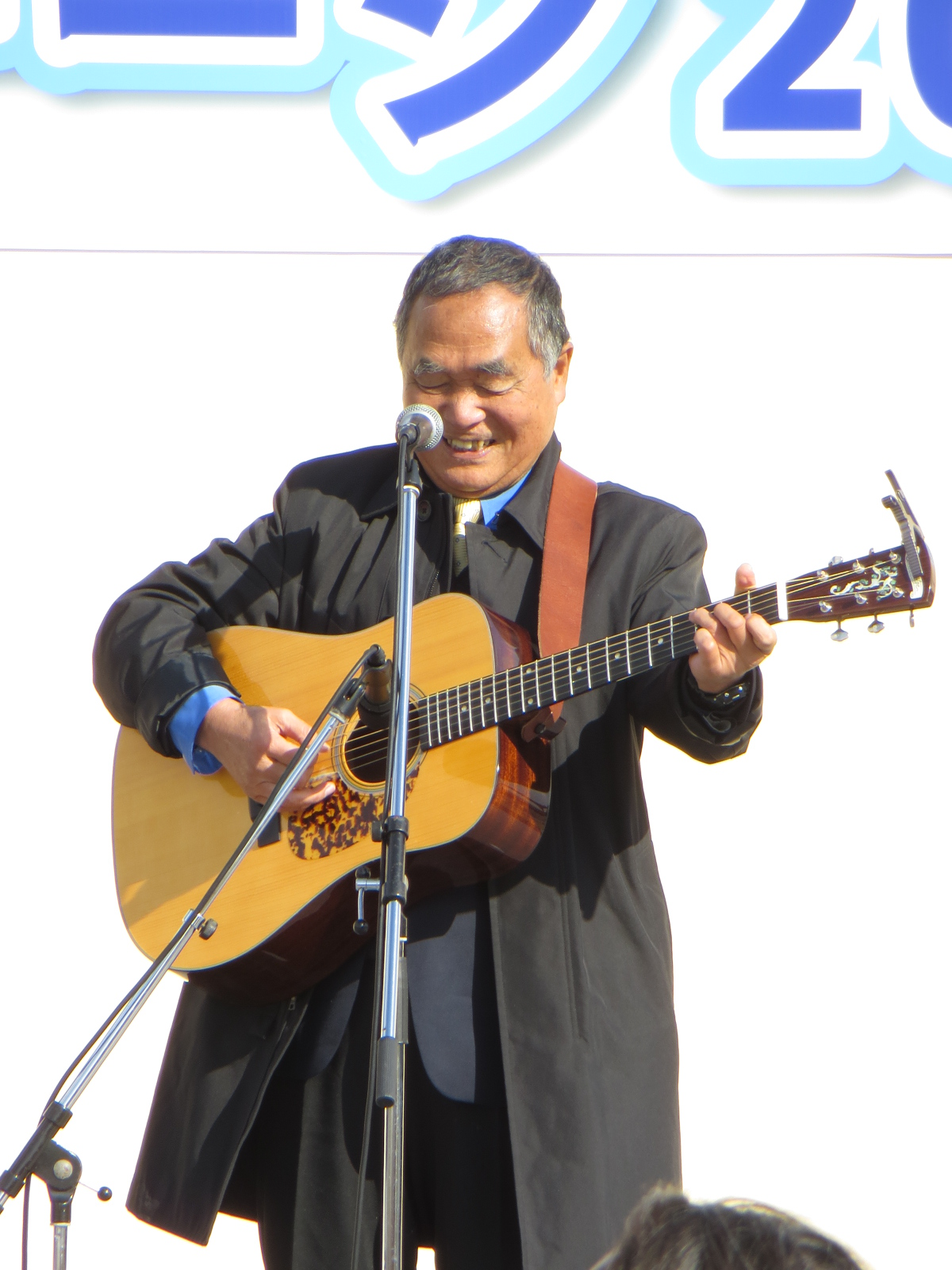
高石ともや死去（8月17日、82歳没。写真は2014年撮影）

- 1日・8月1日 - 【停波・実証実験・中京広域圏】東海ラジオは、AMからFMへの転換に際した特例措置を受けての停波実証実験をこの日から2025年1月31日までの期間で実施。この日付で下呂・恵那・（伊賀）上野の3中継局を停波。8月1日付で新城・豊橋両中継局も停波した[313][442]。
- 2日 - 【訃報】俳優座養成所を経て1966年に劇団四季に入団し、劇団創設者の浅利慶太（2018年没）に師事して同劇団で数々のミュージカル作品に出演、また劇団四季での活動と併せて数々のテレビドラマや映画に出演。ラジオではNHKラジオ第1の早朝番組『おはようジョッキー』のパーソナリティを1978年4月 - 1982年3月の4年間担当した経歴を持つ俳優の浜畑賢吉がこの日、前立腺癌のため死去（81歳没）。訃報は6日に判明した[443]。
- 12日 - 【キャラクター・関東広域圏】TBSホールディングスは、TBSグループ全体として使用するのは初となるコーポレートキャラクターを制定、4月から5月にかけて名前を一般公募し、この日「ワクティ」に決まったことを発表した。今後はTBSテレビのマスコットキャラクターであるBooBoとBoonaとともに併用し、地上波テレビ・ラジオ・BS・配信等媒体を問わず使用することになっている[444]。
- 13日〜15日 - 【イベント・東京都】ニッポン放送は13日から開局記念日の15日までの3日間、「有楽町・笑顔にナーレ!ステーション」と題した開局70周年記念企画を実施。千代田区有楽町の本社地下1階・イマジンスタジオで15日の開局記念特番（上述）を含む各番組の公開生放送やトークショーを開催したほか、JR有楽町駅前の広場でも「笑顔」をテーマにしたイベントを開催。また、松任谷由実（シンガー・ソングライター）が記念テーマソング「LET'S GET IT STARTED!」を制作した[163][445]。
- 14日・15日 - 【イベント・兵庫県】ラジオ大阪は神戸市中央区にある神戸ハーバーランドの高浜岸壁特設会場で、開局66周年記念として『神戸シーサイドブリーズ2024〜神戸で好きにやります〜』を開催[446]。
- 21日 - 【訃報】日本現代音楽の旗手として武満徹（1996年没）らと共に電子音楽の黎明期に数々の作品を創作、またニッポン放送『ある降霊術の記憶』（1960年、原作・石原慎太郎（2022年没））、NHK-FM『コメット・イケヤ』（1966年、脚本：寺山修司（1983年没））などを始めとするラジオドラマの劇伴音楽を手掛けたことでも知られた作曲家の湯浅譲二がこの日、肺炎のため死去（94歳没）。訃報は8月4日に公表された[447]。
- 28日 - 【記録・イベント】2月に行われたニッポン放送『オードリーのオールナイトニッポン』の放送開始15周年記念イベント『オードリーのオールナイトニッポン in 東京ドーム』が、会場・ライブビューイング・配信のチケット総販売数が15万6707人を記録し、「コメディショー（ハイブリッドビューイング）のチケット販売数の最多記録」として、ギネス世界記録に認定されたことが、この日（27日深夜）放送の同番組で発表された[448]。
- 31日 - 【株式譲渡・人事・北海道】札幌市を本社に置く通信販売会社・北の達人コーポレーション（以下、北の達人社）が、連結子会社のFM NORTH WAVE（エフエム・ノースウェーブ）に対する債権を放棄した上で、所有する同局株式4642株（持株比率72.8%）全てを、同じく札幌市に本社を置き、不動産業などを手掛けるヤマチユナイテッド（以下、ヤマチU）に譲渡。譲渡理由として「東京に経営の軸足を移しており、地場のラジオ局を保有する意義が薄れた」としている[449][450]。株式譲渡に伴い、同日付で同局現会長の木下勝寿（北の達人社社長）と現社長の飯盛真希が退任し、新社長にヤマチUグループCEOの山地章夫が就任した[451]。株式譲渡後も放送は継続する。

### 8月
- 1日 - 【停波・実証実験・石川県】北陸放送（MROラジオ）は、AMからFMへの転換に際した特例措置を受けての停波実証実験をこの日から2025年1月いっぱいまでの期間で実施、七尾・輪島・山中の3中継局を停波した[313][452]。当初は4月から9月までを予定していたが、前述の通り能登半島地震の発生に伴い繰り下げた[294]。
- 2日 - 【訃報】「工作太朗」名義でお笑い芸人としてデビューし、2017年10月より半年間、CBCラジオの番組『ワンチャンマイク』にてレギュラーパーソナリティとして出演。その後も同局で『工作太朗のラジオボーイ』などを担当。2021年に「太廊」と芸名を改めた後[注 38]も『らじお女子の「ラジオに恋して」』『北野誠のズバリ サタデー』（いずれもCBCラジオ）など数多くの番組に出演したお笑い芸人の太廊がこの日未明に自宅で倒れているところを発見され、救急搬送されたものの治療の効なく死亡が確認された（37歳没）。訃報は3日に所属事務所のどっかんプロより発表された[453]。
- 9日 - 【配信】TOKYO FMはこの日、radikoで番組を聴きながら生放送中のスタジオの映像配信も同時に楽しめる日本発の新サービス「TOKYO FMライブビュー」を開始すると発表、12日 - 15日の『SCHOOL OF LOCK!』と26日 - 29日の『Skyrocket Company』で行った。スタジオに設置したライブカメラによる映像をradikoのサイマル配信と連動させる物で、これまで動画配信用に楽曲関係の権利処理が必要だったのが、radikoの音声を使うことからこの問題を解消することが可能となった[454]。
- 17日 - 【訃報】1960年代後半、岡林信康、中川五郎らと共に関西を中心としたフォークソングブームを牽引し、岡林と共に歌った「友よ」や自身の代表曲として知られる「受験生ブルース」などを発表。またトライアスリートとしても数々の大会に出たことで知られ、ラジオ番組では『MBSチャチャヤング』（毎日放送）、『高石ともや 風の季節』（文化放送）などのパーソナリティを務めた経歴を持つフォークシンガーの高石ともや（旧芸名：高石友也、本名：尻石友也）がこの日、膵臓がんのため京都市内の病院で死去（82歳没）[455]。訃報は19日に所属事務所である高石ともや事務所の公式サイトで公表された[456]。
- 18日 - 【訃報】MBSラジオ『こんちわコンちゃんお昼ですょ!』を始め関西を中心に多くのラジオ番組に出演、テレビ番組のリポーターなどもこなし、視聴者からは「山量（やまりょう）」のニックネームで親しまれ、バンド「カンロサウルス」のボーカルも務めるなど幅広く活動した、タレントの山本量子が、この日がんのため死去（48歳没）。10年近くがんとの闘病生活を送り、2023年7月に体調不良のため休養、本年4月に一度番組復帰したものの再び入院していた。訃報は21日に所属事務所のオフィスキイワードより発表された[457][458]。
- 19日 - 【不祥事】NHKはこの日13時過ぎに国際放送NHKワールド・ラジオ日本及びラジオ第2で放送した中国語ニュースにおいて、40代の中国人外部スタッフがニュース原稿にない「尖閣諸島は中国の領土である」と中国語で、「南京大虐殺を忘れるな。慰安婦を忘れるな」と英語で述べるなど、20秒にわたり不適切な発言を行ったことをこの日夜の総合テレビ『ニュースウォッチ9』で明らかにし、謝罪した。当該スタッフはNHKの関連団体が業務委託契約を結び、日本語の原稿を中国語に翻訳しラジオで読み上げる業務を担当していた。NHKは関連団体を通じて本人に抗議、関連団体は本人との契約を解除する方針だとしている[459]。NHKはその後26日にも夕方に総合テレビで放送した特別番組と午後の国際放送の中国語ニュースで改めて謝罪するとともに日本政府の見解を説明、当該スタッフを21日付で契約解除した上で過去のニュースについても同様の発言をしたか調査するほか、事前録音やAI音声の活用など事前チェックを強化する対応策も明らかにした[460][461]。9月10日には調査報告書を公表、当該スタッフが原稿に不満を覚えを読むことを拒否するなど兆候があったにもかかわらず防ぐことができなかったとして、国際放送担当理事の傍田賢治が同日付で引責辞任、会長の稲葉延雄を始めとする役員の報酬自主返納や職員の懲戒処分を行った事も発表した[462]。翌9月11日には、総務省が「放送法に基づいてNHKが定めている国際番組基準に抵触した」として、情報流通行政局長名で文書による行政指導（注意）を行った[463]。

### 9月
- 3日 - 【訃報】自動車ディーラーやアパレルメーカー勤務から文化服装学院を経て服飾デザイナーとなり、1975年より双子の弟で映画評論家のおすぎと「おすぎとピーコ」を結成、オネエ系タレントの先駆けとしてバラエティ番組の出演や、単独でのワイドショーでの辛口ファッション批評で好評を博し、ラジオではTBSラジオ『久米宏の土曜ワイドラジオTOKYO』内「おすぎとピーコの週末情報」やKBS京都『ハイヤングKYOTO』、文化放送『野村邦丸のごきげん!二重丸◎』内「おすぎとピーコのすみれ修道院」などを担当、2004年からはシャンソン歌手としても活動していた、ファッション評論家・タレントのピーコ（本名・杉浦克昭）がこの日、敗血症による多臓器不全のため死去（79歳）。訃報は10月20日に公表された。晩年は認知症を発症したおすぎの介護に当たっていたが、2021年頃よりピーコ自身も認知症になり、互いに別々の施設に入所していた[464][465]。
- 14日 - 【アーカイブ・ラジオドラマ・関東広域圏】文化放送はこの年の春に放送音源や台本を保管する倉庫を整理した際、漫画家・絵本作家のやなせたかし（2013年没）が下積み時代に執筆し、1959年から1962年に放送されたラジオドラマの台本6本が見つかったとこの日発表した。やなせの作品管理会社によれば現存する台本は少なく貴重な発見だとしている。同局では開局記念日である翌2025年3月31日に放送する特別番組内でラジオドラマの再演を検討している[466]。
- 17日 - 【キャラクター・京都府】KBS京都ラジオのマスコットキャラクターとして1997年から2000年代初めにかけて活動した「ラジタン」が、この秋より復活するとこの日発表した。オリジナルの黄色い怪獣はそのままに、令和版としてふんわりとしたデザインに変更されている[467][468]。
- 22日 - 【災害・石川県】北陸放送は、能登地方での大雨による災害対応のため、本年8月より停波実証実験のため運用休止中だった輪島中継局のAM波（1107kHz）の放送を再開。同日時点で輪島市を中心に停電が発生していることにより同中継局のFM波（77.1MHz）は停波状態となっている[469]。
- 24日 - 【訃報】サブカルチャーやカルト、オタク文化などの分野で評論活動を展開、TBSラジオ『ブジオ!』金曜日や『唐沢俊一のポケット』でパーソナリティを務めた、コラムニストの唐沢俊一がこの日、心臓発作により自宅で死去（66歳没）。弟で漫画家の唐沢なをきがXで30日に明らかにしたもので、孤独死で発見されたという[470][471]。
- 30日
  - 【活動進退】
    - 【北海道】STV[注 39]アナウンサーの大家彩香（おおいえ・あやか、2012年入社）は、この日付で12年半在職した同局を退職。10月1日からフリーアナウンサーとして活動する[472]。
    - 【近畿広域圏】朝日放送テレビアナウンサーの大野雄一郎（2020年入社）がこの日付で4年半在籍した同局を退職。退職はこの日更新した自身のXアカウントで公表し、今後は「小さい頃からの夢だった仕事にチャレンジする」とした[473]。

  - 【訃報】イラストレーターで、政治家や著名人の風刺似顔絵で知られ、「週刊朝日」（朝日新聞出版）で1975年から2021年まで「ブラック・アングル」を連載。またラジオ番組でもTBSラジオ『荒川強啓 デイ・キャッチ!』月曜レギュラーや文化放送『志の輔ラジオ 気分がいい!』、NHKラジオ第1『新・話の泉』などに出演した山藤章二（やまふじ・しょうじ）がこの日午前、老衰のため東京都内で死去（87歳没）[474][475]。
- 月内 - 【活動進退・関東広域圏】本年6月に私生活のトラブルを起こしたことにより番組出演を見合わせていたTBSテレビアナウンサーの渡部峻（2019年入社）が、この月にアナウンスセンターの業務に復帰していたことが2025年1月9日、スポーツ報知の取材で判明した。復帰当初はTBSラジオのニュース原稿読みなどを行っていたが、本年12月31日の『森本毅郎・スタンバイ!』の代理パーソナリティ担当よりTBSグループへの番組出演を再開している[476]。またこの月には、前年9月より約1年間体調不良により休養していた野村彩也子（2020年入社）もアナウンスセンターの業務に復帰している[477]。

### 10月
- 1日
  - 【人事】
    - 【放送持株会社・近畿広域圏】朝日放送グループホールディングスはこの日付で、現社長の沖中進が代表権のない取締役会長に、現副社長の山本晋也[注 40]が役職のない代表取締役にそれぞれ就き、常務執行役員の西出将之[注 41]を社長執行役員に昇任させる人事を発令・執行。なお、西出は2025年6月開催予定の株主総会・取締役会の決議を経て、代表取締役社長に就任する[478]。
    - 【不祥事・関東広域圏】TBSラジオは上述のCM無断差し替え問題の責任を取り、三村孝成会長の前日9月30日付での辞任と林慎太郎社長のこの日付での代表権返上を受けて、BS-TBS専務取締役の向山明生を新たな代表取締役会長として就任させる人事をこの日付で発令・執行[424][479]。
    - 【内部通報・東京都】TOKYO FMは、このほど代表取締役社長の黒坂修の不適切言動に対する内部通報が寄せられたことから社内調査を実施。これを受けて黒坂が9月26日の同社取締役会にて代表職および社長職の辞任を申し出たため、同社ではこの日付で代表取締役会長の唐島夏生を代表取締役社長に就任させると共に執行役員に加えることとし、黒坂を代表権のない取締役会長とする人事を発令・執行[480]。

  - 【周年・ロゴ・東京都】TOKYO FMは翌2025年4月26日に開局55周年を迎えるのに合わせて、この日より「TOKYO FM開局55周年イヤー」を開始。これにあわせて記念ロゴを発表し使用を開始した[481]。
- 2日 - 29日 - 【イベント・東京都】ニッポン放送は同局と同じく開業70周年を迎える大丸東京店（東京都千代田区）とのコラボレーション企画を実施。同店店内で放送される時報が同局のパーソナリティによるコメント付きになるほか、『ニッポン放送ショウアップナイター』とのコラボとしてアナウンサーと解説者によるミニラジオ風店内放送が流れるなど、様々な企画を展開した[482]。
- 3日 - 【訃報】競馬専門紙「競馬エイト」[注 42]の1971年の創刊からトラックマンとして活動し、ニッポン放送にて1976年から2021年まで放送された競馬中継『日曜競馬ニッポン』の解説者を長らく務めていた吉田均がこの日、心筋梗塞のため死去（75歳没）。訃報は5日にサンケイスポーツの報道で明らかになった[483]。
- 4日
  - 【訃報】料理学校「服部学園」創始者・服部道政の子として生まれ、1977年に同学園理事長および服部栄養専門学校校長に就任。料理人の育成に尽力したほか、テレビの料理番組で解説者や講師を務め、ラジオ番組では『服部幸應 WELL TASTE』（FM NACK5）のパーソナリティを務めたことでも知られた料理評論家の服部幸應（はっとり・ゆきお、本名：染谷幸彦）がこの日夕方、東京都渋谷区の同校で倒れ、搬送先の病院で急性心不全のため死亡（78歳没）。死因は6日に同校の公式サイトで明らかにされた[484][485]。
  - 【結婚・広島県】中国放送（RCC）アナウンサーの伊東平（2016年入社）と渕上沙紀（2018年入社）が結婚。この日、渕上自身がパーソナリティを務めるRCCラジオの番組『平成ラヂオバラエティごぜん様さま』の放送中にて本件について発表した[486]。
- 6日 - 【イベント・東京都】TBSラジオ『アフター6ジャンクション2』の放送開始1周年を記念し、『アトロク2映画祭 in グランドシネマサンシャイン 池袋〜『ストップ・メイキング・センス 4Kレストア』&『NOPE/ノープ』IMAXレーザーGT上映〜』をこの日、グランドシネマサンシャイン池袋（東京都豊島区）で開催。パーソナリティの宇多丸と曜日パートナー全員（宇垣美里（フリーアナウンサー）・日比麻音子・宇内梨沙・熊崎風斗・山本匠晃（以上、TBSテレビアナウンサー））が参加した。曜日パートナー全員が参加する公開イベントは2020年2月の『アフター6ジャンクション大公開生放送 〜LIVE&DIRECT・ラジオエキスポSP〜』以来、『アフター6ジャンクション』シリーズを通じて4年8か月ぶりとなった[487]。
- 7日 - 【radiko】radikoはこの日より、過去30日以内のラジオ番組が時間制限無しで楽しめる有料新サービス「タイムフリー30」を開始した。これまでのタイムフリーは7日以内に放送された番組を再生から24時間以内、合計3時間まで聞けるという成約があったが、このプランに加入することで30日以内であれば無制限に聞くことが可能となる。今後1〜2週間かけて段階的に公開を開始、あわせてエリアフリーも同時に利用できる「ダブルプラン」も開始する[488][489]。
- 12日 - 【結婚・関東広域圏】TBSテレビアナウンサーの近藤夏子（2019年入社）は、この日出演したTBSラジオ『土曜朝6時 木梨の会。』の冒頭で、大学時代の同級生である一般男性と結婚したことを発表した[490]。
- 17日 - 【訃報】明治大学在学時に俳優として活動を始め、劇団青年座に入所して以後は舞台を中心に数々の映画やテレビドラマ作品に、またタレントとしても多くのバラエティ番組に出演したほか、ラジオ番組ではTBSラジオ『パックインミュージック』のパーソナリティ（1978年 - 1982年）を務め、NHKラジオ第1『新日曜名作座』にも竹下景子とともに出演、歌手としても1981年発売の「もしもピアノが弾けたなら」のヒットで同年の『第32回NHK紅白歌合戦』に出場、以降計4回紅白に出場するなどマルチに活動した俳優・タレント・歌手・ナレーターの西田敏行がこの日午後、自宅で倒れているところを発見され、その場で死亡が確認された（76歳没）。所属事務所は翌18日、死因は虚血性心疾患で、死亡推定時刻は17日午前6時頃だったことを明らかにした[491][492]。
- 19日・20日 - 【イベント・東京都】TOKYO FMは東京都渋谷区にてこの2日間にわたって開催の「第19回渋谷音楽祭〜SHIBUYA MUSIC SCRAMBLE 2024〜」にて、前年も同イベントの一環で開催した「TOKYO FM リスナー感謝祭 in 渋谷音楽祭2024」を開催。今回は前年も使用したLINE CUBE SHIBUYA、渋谷区立北谷公園と、本年7月に開業したShibuya Sakura Stageの3ヶ所を会場とし、公開生放送などを行った[493]。
- 27日 - 【イベント・兵庫県】ラジオ関西は、この日に『第28回ラジオ関西まつり』を神戸ハーバーランド・高浜岸壁（神戸市中央区）で開催[494][495]。
- 28日 - 【訃報】貸本漫画家としてデビューし、恐怖漫画という新たなジャンルを開拓、『漂流教室』やギャグ漫画の『まことちゃん』など代表作を多数手掛け、自身もタレントとして活動、文化放送『青春大通り』では1979年 - 1980年に金曜パーソナリティを務めた、漫画家・タレントの楳図かずお（うめず・かずお、本名・楳図一雄＝読み同じ）がこの日、胃がんのため死去（88歳没）。訃報は11月5日に小学館及び一般財団法人「UMEZZ」から公表された[496][497]。

### 11月
- 3日 - 9日 - 【キャンペーン・社会貢献】TBSラジオなどTBSホールディングス傘下の放送事業者3社が合同で、今回9回目となるSDGs啓発キャンペーン『地球を笑顔にするWEEK 2024秋』を展開。テーマとキャンペーン大使は前回（本年春実施時）と同様[498]。
- 3日 - 【訃報・広島県】広島修道大学3年の時に中国放送（RCCラジオ）のレポーターとして出演、卒業後広島のローカルタレントとして活動し、RCCラジオ『たむたむたいむ』『あっちゃんのミッドナイトひろしま』『西田篤史のシンラジラ』や広島エフエム放送『あっちゃんのドライヴィン・グラフィー!』など広島各局のテレビ・ラジオ番組に出演した事で知られる、西田篤史がこの日未明、病気のため広島市内の自宅で死去（68歳没）[499][500]。
- 4日 - 【イベント】
  - 【東京都】文化放送は、この日に『浜松町ハーベストフェスタ-浜祭-』を文化放送の本社を置く東京都港区浜松町周辺で開催[501]。
  - 【大阪府】MBSラジオは、この日に『MBSラジオ秋まつり2024』を大阪市東住吉区の長居公園自由広場で開催[502]。
- 5日（4日深夜） - 【放送事故・関東広域圏・兵庫県】この日放送されたTBSラジオ制作『JUNK 伊集院光 深夜の馬鹿力』について、ネット局のラジオ関西で午前1時から約37分間にわたり正常に放送されなかった。原因は発局のTBSラジオからラジオ関西に対して番組が正常に送出されなかったためと判明し、同日中に双方の局がホームページ上で謝罪した[503][504]。
- 6日 - 【催事・賞・JBA】民放連はこの日、東京都内で「第72回民間放送全国大会」を開催。同日、式典の席上で「2024日本民間放送連盟賞」グランプリ・準グランプリ受賞作品を発表、ラジオ部門のグランプリはラジオ沖縄『白線と青い海〜早川さんと饒平名さんの730（ナナサンマル）〜』、準グランプリは山梨放送『リスタート〜ギャンブル依存症回復への道〜』がそれぞれ受賞した[505]。
- 7日 - 【訃報】東洋大学経済学部卒業後に落語家を目指して7代目立川談志（2011年没）に入門し、修行するも「落語家向きの声でない」と指摘されたことから落語家を断念、1968年にラジオ関東（現・アール・エフ・ラジオ日本）『ヒット・ゴー・リーダーズ』でDJとして芸能界デビュー。以来DJ・俳優・タレント・ナレーターとして活動、JFN系『DAY BREAK』やエフエム世田谷『神太郎 金曜瓦版』のパーソナリティを務めるなどした俳優・タレントの神太郎（じん・たろう、本名・二連木康＝にれんぎ・やすし）がこの日死去（82歳没）。訃報は14日に所属事務所のオフィス・トゥー・ワンから発表された[506][507]。
- 9日・10日 - 【イベント・大阪府】朝日放送ラジオは、この2日間にわたり『ABCラジオまつり2024』を大阪府吹田市の万博記念公園で開催[508]。
- 12日 - 【訃報】1957年に出羽海部屋より「竹沢」の四股名で初土俵を踏み、1960年11月場所に「北の富士」に四股名を改めると1966年に大関、1970年に第52代横綱に昇進、1974年7月場所を最後に現役を引退して年寄「井筒」を襲名して井筒部屋師匠となった後、自らの師匠である11代九重（第41代横綱千代の山雅信）の死去により1977年に12代九重を襲名して師匠の九重部屋と自らの部屋を合併して九重部屋師匠となり、第58代横綱千代の富士貢（2016年没）と第61代横綱北勝海信芳を育成、部屋を千代の富士に禅譲した後には日本相撲協会を退職し、NHK専属相撲中継解説者として「北の富士節」を轟かせ、また歌手としてもレコードを発売するなどマルチな才能を披露した元大相撲力士・指導者の北の富士勝昭（本名：竹澤勝昭）がこの日、東京都内の病院で死去（82歳没）。訃報は20日に判明した[509]。
- 13日 - 【訃報】1950年に雑誌『文學界』に自作詩が掲載されて詩人としてデビュー。その後は詩人のみならず、翻訳家、脚本家、絵本作家、作詩家など枠に囚われない幅広い活動を行い、ラジオにおいてはJFN系『太陽系第三惑星 FM谷川』のパーソナリティを務め、またヴィンテージ・ラジオ受信機のコレクターとしても知られた詩人の谷川俊太郎がこの日、老衰のため死去（92歳没）。訃報は19日に公表された[510]。
- 15日 - 24日 - 【イベント】JAPAN FM LEAGUE（JFL）加盟5局は、この年開業55周年を迎えたパルコとのタイアップ企画として、「PARCO RADIO WAVE（パルコレディオウェーブ）」をこの期間全国15店舗[注 43]で開催。このうち6店舗では加盟5局による公開収録や特別番組の放送も行った[注 44][511]。
- 19日 - 【訃報】1970年にアルゼンチンでのタンゴコンテストに優勝、日本の歌手である菅原洋一のスカウトにより1971年に来日し、東芝EMIよりレコードデビューを果たし、アルバム『アドロ・サバの女王』がロングヒット。またTBSラジオで1979年から2004年まで放送されていた『五木寛之の夜』のアシスタントを一時期務めたこともあるアルゼンチンのタンゴ歌手・ギタリストのグラシェラ・スサーナがこの日、心不全のため母国のアルゼンチンで死去（71歳没）[512][513]。
- 20日 - 【訃報】中学3年生だった1975年にTBS『ぎんざNOW!』「素人コメディアン道場」で優勝した後、1977年に落語家を志望して“爆笑王”と呼ばれた二代目桂枝雀（1999年没）に入門。同年10月に師匠の独演会の場で初高座を踏んだ後は落語家のみならずタレントとしても活動を展開。ラジオ番組ではラジオ関西『真夜中ギンギラ大放送』やABCラジオ『ABCラジオジラ』、ラジオ大阪『歌って笑ってドンドコドン』のパーソナリティを務めた経歴を持つ落語家・タレントの桂雀々（かつら・じゃくじゃく、本名：松本貢一＝まつもと・こういち）がこの日、糖尿病からの肝不全により茨城県内の病院で死去（64歳没）。訃報は22日に所属事務所から正式に発表された。関係者によると10月23日に同県内のゴルフ場でプレー中に倒れて入院、一時回復したものの11月中旬に入り呼吸困難に陥り容体が急変したという[514][515][516]。
- 23日 - 【イベント・大阪府】ラジオ大阪は、この日に『OBCラジオまつり ふれあい広場2024』を大阪城公園太陽の広場（大阪市中央区）で開催[517]。
- 24日 - 【イベント・東京都】ニッポン放送『三四郎のオールナイトニッポンシリーズ』が放送開始10周年を迎えるのを記念して、日本武道館（東京都千代田区）で番組イベント『ニッポン放送開局70周年 三四郎のオールナイトニッポン10周年記念 バチボコプレミアムライブ in 日本武道館』を開催[518][519]。
- 28日 - 【イベント・東京都】TBSラジオ『森本毅郎・スタンバイ!』が放送9000回になるのを記念して、練馬文化センター大ホール（東京都練馬区）で「森本毅郎・スタンバイ!放送9000回記念イベント 〜11月28日、練馬で会いましょう。〜」を開催。当日はパーソナリティの森本毅郎・遠藤泰子（ともにフリーアナウンサー）や番組コメンテーターのほか、スペシャルゲストとして大沢悠里（フリーアナウンサー）も出演した[520]。
- 29日 - 【経営・放送持株会社】日本テレビをキー局とするNNN・NNS系列の基幹局に当たる札幌テレビ放送（STV）・中京テレビ放送（CTV）・讀賣テレビ放送（ytv）・福岡放送（FBS）の4社が共同で新たな認定放送持株会社「読売中京FSホールディングス」（略称：FYCS（フィックス）ホールディングス）を設立することに合意。4社がタッグを組むことで強固な協力体制を築き、共同での番組制作や設備の共有などを図るほか、スケールメリットの拡大やコストの効率化、新規ビジネスへの積極投資、人事交流などを進め、日本テレビ系全体の強靭化を目指す方針。新会社は、2025年4月に発足する予定[521]。札幌テレビの100%子会社であるSTVラジオがFYCSHDのグループ傘下となる予定。
- 30日 - 【訃報】1989年に山陽放送（現・RSK山陽放送）に入社。アナウンサーとしてテレビの情報番組の司会などを務めた他、ラジオでも音楽番組や昼のワイド番組のパーソナリティを歴任。また1991年にはラジオドラマ『アナウンサードラマ 閑谷の日々』で日本民間放送連盟（民放連）の優秀賞を受賞。2006年に同局を退社後は昭和プロダクション所属のフリーアナウンサーとして関西地方に拠点を移して活動し、「早ちゃん」の愛称でも知られた早田和泰がこの日死去（61歳没）。訃報は12月9日に同プロダクションの公式サイトで公表された[522]。

### 12月

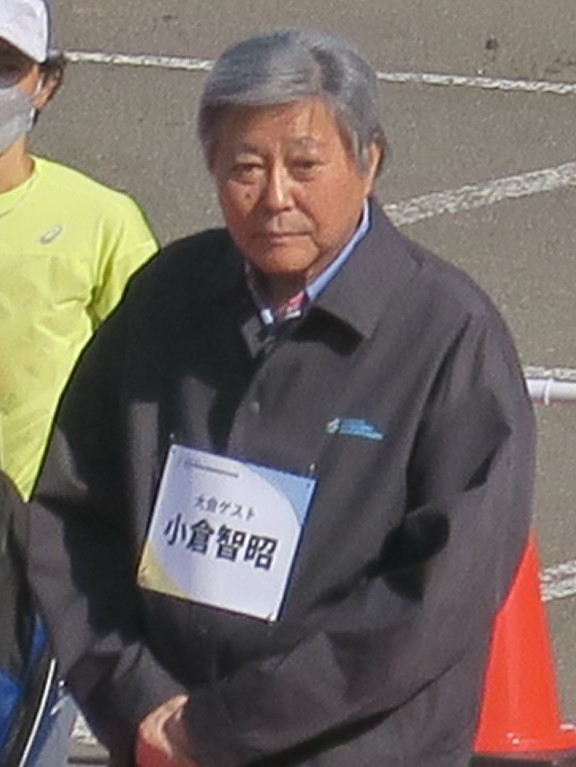
小倉智昭死去（12月9日、77歳没。写真は2022年10月撮影）

- 1日 - 【業務委託・北海道】 エフエム北海道（Air-G'）の主調整室（マスター）監視・制御業務をテレビ北海道（TVh、テレビ東京系）に委託しこの日から運用開始。運用に当たってはTVhが開発したバーチャルマスターオペレーター（VMO）を活用。TVhがラジオ局の監視・制御業務を受託するのはAir-G'が初めてとなる[523]。
- 6日 - 【訃報】1982年、中学校1年次でファッションモデルとなり、雑誌の写真モデルや明治製菓のテレビコマーシャルに出演した後、1985年にTBS系ドラマ『毎度おさわがせします』、シングルレコード「「C」」で俳優・歌手デビューを果たした後は『NHK紅白歌合戦』には1988年の第39回から1994年の第45回まで7年連続出場、また俳優・タレントとしても数々の映像作品に出演し、ラジオにおいても文化放送『新てるてるワイド 吉田照美のふッかいあな』内「中山美穂のまんまるキューピッド」やニッポン放送『中山美穂 P.S. I LOVE YOU』（1990年 - 1995年）のパーソナリティを務めた、歌手・俳優の中山美穂がこの日午前、東京都内の自宅で入浴中の浴槽内で倒れているところを訪問した所属事務所のスタッフが発見し、通報を受けて到着した警察官により死亡していることが確認された（54歳没）[524]。
- 9日 - 【訃報】1970年に獨協大学を卒業して東京12チャンネル（現・テレビ東京）にアナウンサーとして入社し、同局の『土曜競馬中継』[注 45]で実況を担当したことで名を知られ、1976年に競馬評論家にしてタレント・司会者の大橋巨泉（2016年没）に引き抜かれる形で同局を退職し、巨泉がプロデュースしてスタートしたニッポン放送の競馬中継『日曜競馬ニッポン』の実況アナウンサーとなる。その後はフリーアナウンサーとして数々の番組に出演、ラジオ番組では文化放送『小倉智昭の時計の針はいま何時』（1987年 - 1991年）や『小倉智昭の夕焼けアタックル』（1992年 - 1999年）、ニッポン放送『小倉智昭のラジオサーキット』（2006年 - 2012年）などの番組のメインパーソナリティーを務めたことでも知られたフリーアナウンサー・実業家の小倉智昭がこの日午後、膀胱がんのため東京都内の自宅で死去（77歳没）[525][526][527]。
- 25日
  - 【経営・人事・中継局】NHKは中継局を民放と共同利用するための子会社「日本ブロードキャストネットワーク」をこの日設立。社長にはNHK技術局システムソリューションセンター統括部長の吉見智文が就任する。本年4月に放送法が改正され、複数の放送局が中継局を共同利用できるようになったことを受け、3日に設立を発表、13日に総務大臣から設立認可を受けた。今後民放からの出資を受けて、2025年末までに山間部などの小規模局の共同利用や保守・管理の一体実施を開始する[528][529]。
  - 【訃報】
    - 【静岡県】小学校教員を経て中央大学法学部で学び、大学卒業後に中央相互銀行（現在の愛知銀行）に入行して銀行員として勤務、1958年に鈴木自動車工業第2代社長の鈴木俊三（1977年没）の娘婿となったことで同社に入社。1978年に同社社長に就任した後はアルトなどの開発に携わり、同社の発展に手腕を発揮。また1999年6月に民間FM放送局の静岡エフエム放送（K-MIX、JFN系）の会長に就任して同社の発展に寄与するなど静岡県の財界の重鎮としても知られた自動車メーカーのスズキ相談役の鈴木修がこの日、悪性リンパ腫のため死去（94歳没）。訃報は27日に同社から発表された[530]。
    - 【近畿広域圏】法政大学社会学部卒業後、1991年に大阪放送（ラジオ大阪）に入社、報道部から営業部を経て、1997年にアニラジ番組枠『1314 V-STATION』を創設、初代プロデューサーとして様々な企画を発案、リスナーから「かねやん」の愛称で親しまれ、退職後の2019年に番組制作会社ベルガモを設立、同社代表として引き続きラジオ番組の制作に携わってきた、ラジオプロデューサーの兼田健一郎がこの日、病気のため死去（56歳没）。訃報はベルガモ公式サイトにて30日に公表された[531]。
- 27日 - 【訃報】1969年に早稲田大学第一政治経済学部経済学科を卒業して文化放送に入社。入社後は主にスポーツ実況を中心に活動、同局のプロ野球中継『ホームランナイター』や『ライオンズナイター』の実況中継、『大相撲熱戦十番』やオリンピック中継などを担当。後に同局でアナウンス部長や編成局次長を務め、定年退職後はフリーのスポーツジャーナリストとしても活動したフリーアナウンサーの戸谷真人がこの日、大腸がんのため死去（78歳没）。訃報は30日放送の同局『かわのをとや スポーツの巣』の放送中に報告された[532]。
- 31日 - 【活動進退・関東広域圏】TBSテレビアナウンサーの小倉弘子（1997年入社）は、この日付で27年9か月在職した同局を退職[533]。

## 節目

### 開局周年
1月
- 1月1日 - 九州朝日放送（KBCラジオ）開局70周年[注 46]

3月
- 3月1日
  - 山陰放送開局70周年
  - NHK-FM放送本放送開始55周年

4月
- 4月1日
  - 和歌山放送開局65周年
  - エフエム山形開局35周年
  - エフエム栃木開局30周年
  - 岡山エフエム放送開局25周年

6月
- 6月1日 - FM802開局35周年

7月
- 7月1日 - 山梨放送、宮崎放送開局70周年
- 7月15日 - ニッポン放送開局70周年

8月
- 8月27日 - 日経ラジオ社（ラジオNIKKEI）第1放送開局70周年

9月
- 9月1日 - エフエム沖縄開局40周年[注 47]

10月
- 10月1日
  - 琉球放送（RBCiラジオ）開局70周年
  - ベイエフエム開局35周年

12月
- 12月1日 - エフエム宮崎開局40周年
- 12月18日 - 福井エフエム放送開局40周年
- 12月24日 - エフエム愛知開局55周年

### 番組周年
3月
- 70周年
  - 音楽の風車（山陰放送）

4月
- 35周年
  - 高田文夫のラジオビバリー昼ズ（ニッポン放送）[534]
- 30周年
  - OBCドラマティック競馬（大阪放送）
  - ナインティナインのオールナイトニッポン（ニッポン放送）
- 20周年
  - 南一誠のゆめ語り一誠一座（中国放送）

10月
- 55周年
  - 毒蝮三太夫のミュージックプレゼント（TBSラジオ）[535]
- 15周年
  - オードリーのオールナイトニッポン（ニッポン放送）

### 記念回
9000回
- 森本毅郎・スタンバイ!（11月11日、TBSラジオ）[520]

6000回
- えっちゃんのたんぽぽ倶楽部（4月9日、南日本放送）[536]

3000回
- 荻上チキ・Session（10月1日、TBSラジオ）[注 48]

2000回
- ジェーン・スー 生活は踊る（10月1日、TBSラジオ）
- Happy Our Party!（10月30日、ジャパンエフエムネットワーク）[537]

1700回
- 林原めぐみのTokyo Boogie Night（11月25日<24日深夜>、TBSラジオ[289]）

1500回
- アフター6ジャンクション2（1月24日、TBSラジオ） [注 49]
- S.I.N NEXT GENERATION（12月28日[注 50]、ジャパンエフエムネットワーク）[注 51][538]

1000回
- 笑福亭鶴瓶 日曜日のそれ（1月28日、ニッポン放送）[539]

900回
- おぎやはぎのメガネびいき（1月5日<4日深夜>、TBSラジオ）
- バナナマンのバナナムーンGOLD（7月13日<12日深夜>、TBSラジオ）
- 志の輔ラジオ 落語DEデート（9月15日、文化放送）[235]
- RADIO DONUTS（12月28日、J-WAVE）

800回
- 水樹奈々のMの世界（12月9日、TOKYO FM[540]）

600回
- JAPAN MOVE UP supported by TOKYO HEADLINE（9月21日、TOKYO FM）[541]
- 乃木坂46の「の」（10月6日、文化放送）

500回
- アニソン・アカデミー（1月27日、NHK-FM）[542]
- TRAVELLING WITHOUT MOVING（5月5日、J-WAVE）[543]
- FANTASY RADIO（12月22日<21日深夜>、エフエムナックファイブ）[544]

400回
- ALL GOOD FRIDAY（10月4日、J-WAVE）[545]

300回
- 土曜朝6時 木梨の会。（6月29日、TBSラジオ）[546]

200回
- 日向坂46の「ひ」（1月28日、文化放送）
- Saturday Morning Radio おびハピ!（2月3日、エフエムナックファイブ）[547]
- リトグリのミューズノート（3月21日、NHK-FM）[548] ※翌週の3月28日をもって放送終了。
- Music Palette♪（7月28日<27日深夜>、TBSラジオ）[549]
- ES-TRide on!（8月1日<7月31日深夜>、ZIP-FM）[550]

100回
- 乃木坂46 柴田柚菜のDreaming time（2月27日、ベイエフエム）[551]
- 翔べ!FRI-TAG!!（3月1日、長野エフエム放送）[552]
- 今村翔吾×山崎怜奈の言って聞かせて（8月23日<22日深夜>、朝日放送ラジオ）[553]
- ザキオカ×スクランブル（8月24日、CBCラジオ）[554]

### その他
- 12月1日 - 北日本放送・南海放送が日本で初めてとなるFM補完中継局本放送を開始して10年。

## 主な放送番組

### 開始番組

#### 2024年1月放送開始
エフエム秋田
- 2日 - 柳葉敏郎の昭和をご唱和願います（出演：柳葉敏郎、石垣政和。火曜 11:30 - 11:55）[555]

文化放送
- 4日 - ジョーダン村川と有村昆のレアもんチャンネル（出演：ジョーダン村川、有村昆。水曜 20:30 - 21:00[注 52]）
- 9日 - 藤重佳久Swinging Harmony 〜Winds Brass Revolution〜（出演：藤重佳久、鈴木万由香。火曜 20:30 - 21:00）
- 14日（13日深夜） - ニューヨークと矢埜愛茉の夜遊びジャングル（出演：ニューヨーク、矢埜愛茉。日曜<土曜深夜> 3:30 - 4:30）

アール・エフ・ラジオ日本
- 7日（6日深夜） - SUPER☆GiRLSのナイスすぱが!（出演：SUPER☆GiRLS。日曜<土曜深夜> 2:30 - 3:00）

エフエムナックファイブ
- 1日 - ALL The Feels（出演：週替わり。月 - 木曜 23:00 - 23:30）[556]

ベイエフエム
- 5日（4日深夜） - 乃木坂46 向井葉月の木曜ここで待ちあわせ（出演：向井葉月（乃木坂46）。金曜<木曜深夜> 0:30 - 1:00）

岐阜放送
- 7日 - ぎふチャン♪演歌カウントダウン（出演：小山田里奈。日曜 11:00 - 13:55）

#### 2024年2月放送開始
TBSラジオ
- 2日 - 渚のキャッ火ラジオ（出演：渚（尼神インター）。金曜 23:30 - 23:55）[557]

InterFM897
- 6日 - +Fruits presents Behind The Music（出演：卓也（土佐兄弟）。火曜 21:30 - 22:00）[558]
- 8日（7日深夜） - ミラミラ楽屋通信 ミララジ!（出演：Mirror,Mirror。木曜<水曜深夜> 0:00 - 0:30）[559]

大阪放送
- 2日 - 真弓孟之のオシャレって言われたい（出演：真弓孟之（関西ジュニア・AmBitious）。金曜 22:30 - 23:00）

九州朝日放送
- 3日 - 大塚製薬ニュートラシューティカルズ事業部 presents 輝くわたし〜ふわり きらり（出演：加藤恭子。土曜 7:00 - 7:15）

#### 2024年3月放送開始
エフエム愛知
- 2日 - 平和堂 Happy Together（出演：佐野瑛厘。土曜 12:00 - 12:30）[560]

#### 2024年4月放送開始
NHKラジオ第1放送
- 1日 - まんまる（出演：高山哲哉（月 - 水曜）、松尾剛（木・金曜）、ドリアン・ロロブリジーダ（月曜）、夢眠ねむ（火曜）、金子鈴幸（水曜）、伊藤かずえ（木曜）、小田井涼平（金曜）。月 - 金曜 12:30 - 15:55）[85]
- 24日 - 青春応援ブース んだんだラジオ（秋田放送局）（出演：ねじ、山中翔太、西尾文花他。最終水曜 20:05 - 20:55）

NHK-FM放送
- 1日
  - クラシックの庭（出演：田添菜穂子、登レイナ（隔週交代）。月 - 木曜 14:00 - 15:50）[85]
  - マイ・フェイバリット・アルバム（出演：週替わり。月 - 金曜 22:30 - 23:20）[85]
- 5日 - 出会いは!みんようび（出演：森口博子、浅野祥。金曜 11:25 - 11:55）[85]
- 6日 - 洋楽シーカーズ（土曜 21:00 - 22:00）[85]

STVラジオ
- 8日（7日深夜） - ボンソワ モンシュエル（出演：山﨑愛生（モーニング娘。24、第1週）、稲場愛香（第2週）、入江里咲（Juice=Juice、第3週）、小片リサ（第4週）。月曜<日曜深夜> 0:30 - 1:30）

TBSラジオ
- 6日（5日深夜） - きしたかののブタピエロ（出演：きしたかの。土曜<金曜深夜> 3:00 - 3:30）
- 7日 - 松本隆 風街ラヂオ（出演：松本隆、竹内香苗。日曜 23:00 - 23:30）
- 8日（7日深夜） - にゅーとぴ♪（出演：おかゆ。月曜<日曜深夜> 4:00 - 5:00）

文化放送
- 1日 - 長野智子アップデート（出演：長野智子。月 - 金曜 15:30 - 17:00）[90]
- 5日 - レコメン!Ａ（出演：甲斐彩加。金曜 21:00 - 22:30）
- 7日
  - おとなりさんday（出演：山根良顕（アンガールズ）、坂口愛美。日曜 14:00 - 16:00）
  - 樋口楓のこんな良い時間に何してんねん!（出演：樋口楓。日曜 20:30 - 21:00）

ニッポン放送
- 1日
  - 伊集院光のちょいタネ（出演：伊集院光他。月 - 金曜 11:20 - 11:30）
  - 鈴木おさむ 月曜日の社長（出演：鈴木おさむ。月曜 19:20 - 19:40）
- 2日（1日深夜） - キタニタツヤのオールナイトニッポンX（出演：キタニタツヤ。火曜<月曜深夜> 0:00 - 0:58）
- 4日 - FRUITS ZIPPERのラジッパー!（出演：FRUITS ZIPPER。木曜 21:30 - 21:50）
- 8日（7日深夜） - アニメ『ONE PIECE』25周年記念 ニッポン放送70周年記念ラジオ番組「麦わらスペース」（出演：アニメ『ONE PIECE』キャスト（週替わり）、荘口彰久。月曜<日曜深夜> 1:00 - 1:30）
- 28日（27日深夜） - ヤーレンズのオールナイトニッポン0(ZERO)（出演：ヤーレンズ。毎月最終日曜<最終土曜深夜> 3:00 - 5:00）

アール・エフ・ラジオ日本
- 6日 - バカボン鬼塚 アナログアワー「ログあわ!」（出演：バカボン鬼塚。土曜 21:00 - 22:00）[561]

エフエム東京
- 1日 - IMP.のIMPickup（出演：IMP.。月 - 金曜。14:55 - 15:00【JFN38局ネット・一部時差ネットあり】）[562]
- 4日 - ラジオのタマカワ（出演：玉川徹、原千晶。木曜 11:30 - 13:00）[112]
- 5日
  - Expedia presents Magical Scenery Tour（出演：木村文乃。金曜 12:00 - 12:30【大阪にもネット】）[125]
  - ワイドハイター presents りいちゃんの相談窓口（出演：仲里依紗。金曜 17:00 - 17:25）[125]
  - TOOLS BAR RADIO supported by タイヘイグループ（出演：高野倉匡人。金曜 19:00 - 19:30）[125]
  - Da-iCEの大野雄大ッス!supported by BOAT RACE（出演：大野雄大（Da-iCE）。金曜 19:30 - 19:55【JFN9局ネット】）[125]
- 6日 - 日本直販 presents WHITE SCORPIONのトリセツ（出演：WHITE SCORPIONのメンバー3名。21:00 - 21:30）[563]
- 7日
  - （6日深夜）MUSIC シュTATION（出演：シュウペイ（ぺこぱ）。日曜<土曜深夜> 3:00 - 3:30）[125]
  - 内藤雄士 MASTER OF GOLF（出演：内藤雄士、袴田彩会。日曜 7:00 - 7:30）[125]
  - 杉浦太陽・村上佳菜子 日曜まなびより（出演：杉浦太陽、村上佳菜子。日曜 7:30 - 7:55【JFN38局ネット】[125]
  - 津田健次郎 SPEA/KING（出演：津田健次郎。日曜 12:00 - 12:30【JFN38局ネット】）[564]
  - ルートインホテルズ presents とっておきここだけの旅〜ここ旅〜（出演：野呂佳代。日曜 15:50 - 15:55【JFN38局ネット】）[125]

ジャパンエフエムネットワーク
- 月内[565]
  - Laid-Back radio（出演：Aimer。）
  - Everlasting Music（出演：桐山漣。）
  - Actors -life&music-（出演：俳優が月替わりで出演。）

J-WAVE
- 1日
  - TALK TO NEIGHBORS（出演：クリス智子。月 - 木曜 13:00 - 13:30）[102]
  - PEOPLE'S ROASTERY（出演：長井優希乃。月 - 木曜 13:30 - 16:00）[102]
- 2日（1日深夜）
  - THE UNIVERSE（出演：安藤裕子（火曜<月曜深夜>）、大橋トリオ（水曜<火曜深夜>）、大貫妙子（木曜<水曜深夜>）、岸田繁（くるり・金曜<木曜深夜>）。火 - 金曜<月 - 木曜深夜> 3:00 - 5:00）[102]
- 5日
  - GLASSY WEEKEND（出演：nico。金曜 5:00 - 6:00）[102]
  - LOGISTEED RADIONOMICS（出演：佐々木久美（日向坂46）。金曜 22:30 - 23:00）[102]
  - HAPPYEND FRIDAY（出演：SHISHAMO。金曜 23:00 - 23:30）[102]
- 6日
  - （5日深夜）FAV COLLECT CLUB -OMIYUNO SUKI SHU SHU CLUB-（出演：小谷実由。土曜<金曜深夜> 2:30 - 3:00）[102]
  - WEEKEND VIBES（出演：DJ TARO。土、日曜 5:00 - 6:00）[102]
  - LIFE PLAZA PARTNERS LETTERS TO YOUR PRECIOUS（出演：秀島史香。土曜 7:50 - 8:00）[102]
- 7日
  - （6日深夜）MASSIVE HISTORIA（出演：詩羽（水曜日のカンパネラ）。日曜<土曜深夜> 0:00 - 1:00)[102]
  - EARLY GLORY（出演：小林涼子。日曜 6:00 - 9:00）[102]
  - Volkswagen DRIVING WITH YOU（出演：生田絵梨花。日曜 12:00 - 12:54）[102]

エフエムナックファイブ
- 2日 - FANTASTICS 佐藤大樹のぼっちマイク（出演：佐藤大樹（FANTASTICS from EXILE TRIBE）。火曜 23:30 - 翌0:00）[566]
- 6日 - 中村橋之助 ぶっかえりNIGHT（出演：四代目中村橋之助。土曜 23:30 - 翌0:00）[566]
- 8日（7日深夜） 
  - 花冷え。の今夜もお先に失礼します。（出演：花冷え。。月曜<日曜深夜> 0:00 - 0:30）[566]
  - Z IBOOK（出演：荻野由佳。月曜<日曜深夜> 0:30 - 1:00）[566]

エフエム栃木
- 5日 - U字工事のSORRY SORRY（出演：U字工事、井出文恵。金曜 15:00 - 18:25）[567]

エフエム群馬
- 1日 - 大友花恋 flowerpot（出演：大友花恋。月曜 17:10頃 - 〔POTLUCK 内〕）
- 4日 - あかぎ団とアンカンミンカンのアンカンギン団（出演：あかぎ団、アンカンミンカン。第1木曜 11:30 - 12:00）
- 5日 - 中山秀征の夕焼けウォンチュ!（出演：中山秀征、加藤里奈。金曜 16:00 - 18:55）[568]
- 15日 - AnnaのAncore!!（出演：Anna。第3月曜 20:00 - 20:55）
- 19日 - 風輪の群馬の風になりたい（出演：風輪。第3金曜 11:30 - 12:00）

山梨放送
- 6日 - マキタ課長 ラジオ無尽（出演：マキタスポーツ、原香緒理。土曜 16:00 - 16:30）

エフエム富士
- 7日 - 阿部真央のBrighten Your Sunday（出演：阿部真央。日曜 10:00 - 10:30）

信越放送
- 1日 - 丸山隆之のあさまる（出演：丸山隆之。月 - 金曜 6:30 - 8:40）[569]
- 7日 - ソラトモとスズトモ（出演：鈴木ともこ、飯塚敏文。第1 - 第4日曜 12:00 - 12:25）[570]

新潟放送
- 5日 - スーパー・ササダンゴ・マシンのセッパン!〜Let's Update, from JIBARA to SEPPAN!!〜（出演：スーパー・ササダンゴ・マシン。金曜 16:00 - 19:00）

CBCラジオ
- 1日 - CBCラジオ ＃プラス!（出演：光山雄一朗（月・火曜）、三浦優奈（月・水曜）、山本衿奈（火・木曜）、永岡歩（水・木曜）、山内彩加、竹地祐治（金曜）。月 - 金曜 6:30 - 9:00）[571]
- 6日（5日深夜） - 小森谷徹のとまり木ラジオ（出演：小森谷徹。土曜<金曜深夜> 4:00 - 5:00）

東海ラジオ放送
- 2日（1日深夜） - Midnight♡Jurinabox（出演：松井珠理奈。火曜<月曜深夜> 2:00 - 2:30）
- 4日（3日深夜） - ZENERATION（木曜<水曜深夜> 2:00 - 3:00）

ZIP-FM
- 1日
  - get ready（出演：小林拓一郎。月 - 木曜 11:30 - 14:00）
  - NIGHT GLOW（出演：神原真理。月 - 木曜 21:00 - 23:00）
- 5日 - MOON TALES（出演：夏川愛実。金曜 23:00 - 翌1:00）
- 6日（5日深夜） - MUSIC BLAZE（出演：清里千聖。土曜<金曜深夜> 1:00 - 2:00）

北陸放送
- 2日 - nano.RIPE 石川移住計画!（出演：nano.RIPE。火曜 18:30 - 18:45）[572]
- 3日 - 松本俊明の夕暮れノクターン（出演：松本俊明。水曜 18:30 - 18:45）[573]

福井放送
- 1日 - ラジ+ (TAS)（出演：伊藤裕樹（月・火曜）、揚原妃織（月曜）、岩本紀美子（火曜）、稲木聡、阿部真由美（水曜）、重盛政史、堀内くみ子（木・金曜）。月 - 金曜 8:20 - 15:30）

MBSラジオ
- 1日 - ヤマヒロのぴかッとモーニング（出演：山本浩之。月 - 金曜 8:00 - 10:00）[95]
- 4日 - ミッツ・マングローブのOSAKA・ん!メガミックス（出演：ミッツ・マングローブ。木曜 15:00 - 17:54）[55]
- 5日 - 伊原六花のMBSヤングタウン（出演：伊原六花。金曜 22:00 - 23:00）[113][114]
- 7日 - 浜村淳の歌の宝石箱（出演：浜村淳。日曜 5:30 - 6:00）

朝日放送ラジオ
- 7日 - 竹内弘一のなにがナンでも!（出演：竹内弘一、桂南光、桂米紫（月1回）。日曜 9:00 - 10:00）

大阪放送
- 1日 - チキチキジョニーのいただきました!3時間!（出演：チキチキジョニー、浜崎剛。月曜 14:00 - 16:55）
- 2日 - 笑福亭松喬の笑えば大吉（出演：笑福亭松喬、小川恵理子。火曜 14:00 - 16:55）
- 3日
  - 森脇健児のぶっとび水曜日（出演：森脇健児、渡辺裕薫（シンデレラエキスプレス）。水曜 14:00 - 16:55）
  - 昭和発掘バラエティ 日本直販プレゼンツ ラフ×ラフ族（出演：ラフ×ラフ、市野瀬瞳。水曜 22:00 - 22:30）[574]
- 5日 - OBCグッドアフタヌーン!金曜お昼は、めっちゃ方正!（出演：月亭方正、露の紫。金曜 11:00 - 14:00）
- 6日 - ちょんまげ・忍者の土曜は半ドン!（出演：斉藤やす、伊藤廣道、大山百合子、中島直幹、おはぎ、池田愛恵里。土曜 8:00 - 10:00）

京都放送
- 5日 - 原田伸郎のなにすんのぉ〜ラジオ（出演：原田伸郎、久米村直子。金曜 15:30 - 17:00）
- 7日 - 松本幸四郎の鬼平ラジオ（出演：松本幸四郎。日曜 21:30 - 22:00）

ラジオ関西
- 1日
  - モーニングサンシャイン（出演：Bloom Works、KAZZ（月 - 木曜）、高山トモヒロ（金曜）。月 - 金曜 5:30 - 6:45）
  - 歌声は風にのって〜ブランチ〜（月 - 金曜 10:00 - 12:00）
  - ニュースの景色（出演：木谷美帆（月曜）、佐藤淳（火 - 木曜）、古田彰満（金曜）。月 - 金曜 12:00 - 12:30）

山陰放送
- 1日 - ラフリー!（出演：丸山聡美、田中友香理。月 - 木曜 13:00 - 14:55）
- 5日 - おちらと金曜日!（出演：大田祐樹、中岡みずえ。金曜 13:00 - 15:55）

RSK山陽放送
- 4日 - キューン!MUSIC（出演：新田良子。木曜 19:00 - 21:00）

中国放送
- 1日 - まるっと日常ワイド えんまん。（出演：石橋真（月・火曜）、藤田弘之（水・木曜）、廣瀬桃子（月・木曜）、中元綾子（火・水曜）。月 - 木曜 14:00 - 17:00）
- 5日
  - 花金ラジオ すっぴんブギ（出演：松本裕見子、田口麻衣。金曜 12:00 - 15:00）
  - WひろしのFRIDAYヒーロー（出演：道盛浩、田中宏。金曜 15:00 - 16:50）

西日本放送
- 1日
  - さわやかラジオ ラ・フレッシュ（月 - 金曜 7:00 - 12:15）
  - RNCイヴニング415（月 - 金曜 16:15 - 18:15）
- 5日 - はなラジ（金曜 13:00 - 16:00）

九州朝日放送
- 2日 - MANDAN（出演：チムニー（火曜）、ハニー（水・金曜）、とらんじっと（木曜）。火 - 金曜 21:00 - 22:00）
- 7日（6日深夜） - KBC MUSIC SPLASH（日曜<土曜深夜> 0:00 - 0:30）

ラブエフエム国際放送
- 7日 - AIMERSのSomebody（出演：AIMERS。隔週日曜 14:30 - 15:00）[575]
- 14日 - DKBのGo Up（出演：DKB。隔週日曜 14:30 - 15:00）[575]

エフエム福岡
- 1日 - Neo notes,（出演：荒川みどり、梅田あんり。月曜 20:30 - 21:55）[576]
- 4日 - CHARGE（出演：坂口カンナ、ムサシ（ザ・ローリング・モンキー）。木曜 20:30 - 21:55）[576]
- 5日（4日深夜） - HKT48の「フカシてんじゃねぇよー」（出演：HKT48。金曜<木曜深夜> 1:00 - 1:30）[577]

エフエム熊本
- 3日 - 渡辺歯科presents夜の帳が下りる頃（出演：黒木よしひろ、しゃかりきヒロ。水曜 20:00 - 20:25）

南日本放送
- 1日 - しげちゃん・たくPのチェストいけ!オンジョ!!（出演：野口たくお、よし俣とよしげ。月曜 13:00 - 13:10）[578]

ラジオ沖縄
- 7日 - 作家上等!（出演：大田享、我那覇孝淳、キャンヒロユキ、山城セイジン、山田享楽。日曜 16:00 - 16:30）[579]

#### 2024年5月放送開始
エフエム東京
- 3日 - うたの☆プリンスさまっ♪ Find the Music（出演：寺島拓篤。金曜 21:30 - 21:55）[580]

静岡エフエム放送
- 5日（4日深夜） - K-MIX ヲタクわーるど!（出演：牧村一穂。日曜<土曜深夜> 2:00 - 3:00）[581]

エフエム京都
- 3日 - WAKUWAKU STATION（出演：こやまたくや（ヤバイTシャツ屋さん）。奇数月・金曜 22:00 - 23:00）[582]

#### 2024年6月放送開始
ニッポン放送
- 3日 - キン肉マン 超人ラジオ（出演：上坂すみれ。月曜 18:50 - 19:20）[583]

エフエム東京
- 23日 - From Q presented by Aston Martin Ginza（出演：菊地成孔。月1日曜 19:00 - 19:55）[584]

アール・エフ・ラジオ日本
- 3日 - マツラジ（出演：松本利夫（EXILE）、松本勇馬（スカイサーキット）。月曜 18:30 - 20:30）[585]

CROSS FM
- 1日 
  - 西田商運 歌謡モーニング（出演：門馬良、ザ・ピンチーズ。土曜 6:14 - 6:44）[586]
  - X MAGIC（出演：軽部政治、宮崎香子。土曜 18:00 - 18:57）[586]

大分放送
- 6日 - マークとまほのきょうイチゴルフ（出演：マーク・パンサー、河野真歩。木曜 18:30 - ）[587]

エフエム長崎
- 2日 - 大宮陽和の夜を照らす月（出演：大宮陽和、芳野裕美。日曜 22:30 - 22:55）[588]

#### 2024年7月放送開始
秋田放送
- 8日（7日深夜） - 秋田ねねねフェス実行委員会（出演：櫻田佑（トンツカタン）。月曜<日曜深夜> 0:30 - 1:00）[589]

エフエム仙台
- 1日 - BANG!BANG!!（出演：萌江、バイヤー高橋、ずんだ。月曜 20:00 - 20:55）[590]
- 7日 - 清春と愉快な仙台仲間達DX（出演：清春。日曜 22:00 - 22:55）[591]

TBSラジオ
- 4日（3日深夜） - #KTちゃんのMUNYA MUNYA（出演：KTちゃん。木曜<水曜深夜> 3:35 - 3:55〔CITY CHILL CLUB内〕）[592]

文化放送
- 2日 - REAL AKIBA BOYZのオタクラジオ!!（出演：REAL AKIBA BOYZ。火曜 23:30 - 23:40〔レコメン!内〕）[593]

アール・エフ・ラジオ日本
- 2日（1日深夜） - be master of radio（出演：ヒロユキMc-II。火曜<月曜深夜> 0:00 - 0:30）[594]

エフエム東京
- 6日 - 三菱重工 presents 永野芽郁 明日はどこ行こ?（出演：永野芽郁。土曜 11:30 - 11:55）[595]

J-WAVE
- 6日（5日深夜） - Samsung SSD CREATOR'S NOTE（出演：水野良樹（いきものがかり）。土曜<金曜深夜> 0:30 - 1:00）
- 7日 - DEFENDER BLAZE A TRAIL（出演：亀田誠治。日曜 21:00 - 21:54）

ベイエフエム
- 6日（5日深夜） - 耕せ! 〜米はチカラヂオ〜 アニメ「天穂のサクナヒメ」公式ラジオ（出演：大空直美。土曜<金曜深夜> 0:00 - 0:27）[596]

エフエム富士
- 6日（5日深夜） - AKB48のUP-Tension（出演：AKB48。土曜<金曜深夜> 0:00 - 0:30）[597]

ラジオ関西
- 6日 - 丸岡いずみのハートにチャージ!（出演：丸岡いずみ。土曜 19:30 - 20:00）[598]

宮崎放送
- 2日 - やのP・dai華とことんラジオ（出演：やのP、dai華。火曜 12:00 - 12:50）[599]

#### 2024年8月放送開始
エフエム福岡
- 4日（3日深夜） - SPYAIRのBASARAKA!!（出演：SPYAIR。日曜<土曜深夜> 1:00 - 1:30）[600]

#### 2024年9月放送開始
NHKラジオ第1放送
- 30日 - NHKやさしいことばニュース（月 - 金曜 18:45 - 18:50）[601]

文化放送
- 30日 - みんなの音楽室（出演：坂口愛美。月 - 金曜 18:45 - 19:00）

朝日放送ラジオ
- 30日 - ツギハギ（出演：ヤーレンズ（月曜）、超能力戦士ドリアン（火曜）、ラフ次元（水曜）、国山ハセン（木曜）。月 - 木曜 21:15 - 23:30）

大阪放送
- 30日 - 白い巨塔（出演：畑中ふう。月 - 金曜 6:45 - 7:00）

エフエム大阪
- 30日 - アサトク（出演：しもぐち☆雅充、片山優。月 - 木曜 5:00 - 6:55）

中国放送
- 7日 - 東京ホテイソンのよいしらせらしいよ（出演：東京ホテイソン。土曜 19:30 - 20:00）

南海放送
- 30日 - Top Up（出演：百合田彩（月 - 水曜）、楢崎瑞（木・金曜）。月 - 金曜 12:00 - 13:00）

九州朝日放送
- 30日 - ラジオ劇場 アキラとあきら（出演：井上芳雄、加藤和樹他。月曜 18:30 - 18:45）

#### 2024年10月放送開始
NHKラジオ第1放送
- 1日
  - 天才ピアニストの今夜もグッジョブ（出演：天才ピアニスト。火曜 20:05 - 20:55）[601]
  - ガチモン!（出演：後藤威尊、髙塚大夢（INI）。火曜 21:05 - 21:55）[601]
- 5日
  - 山下健二郎のトーク・ライク・フィッシング 〜釣りのラジオ〜（出演：山下健二郎。隔週土曜 14:05 - 14:55）[601]
  - 弘兼憲史の“俺たちはどう生きるか”（出演：弘兼憲史。第1土曜 15:05 - 15:55）[601]
  - アンミカ Teen-ager 倶楽部（出演：アンミカ。第1土曜 22:05 - 22:55）[601]

NHK-FM放送
- 26日 - アニソンプレミアムRADIO（出演：オーイシマサヨシ。最終土曜 14:00 - 16:00）[601]

北海道放送
- 1日 - 音楽速達便（出演：松尾香奈。火曜 23:30 - 翌 0:00）
- 14日 - 音楽マシマシ（出演：金子智也。月曜 22:30 - 23:00）

STVラジオ
- 4日 - FRIDAY MUSIC★Attack（出演：五十嵐浩晃。金曜 19:00 - 22:00）
- 5日 - サタデーナイトステーション ラジオ上杉（出演：上杉周大。土曜 19:00 - 21:00）

TBSラジオ
- 2日 - コジ10 小島秀夫の「最高の10分間にしよう」（出演：小島秀夫、宇内梨沙。水曜 23:05 - 23:15）

文化放送
- 1日
  - おつかれさま（出演：久保朱莉（火・水曜）、甲斐彩加（木・金曜）。火 - 金曜 17:45 - 18:45）[211]
  - オトナのホンネ（出演：水谷加奈（火曜）、鈴木純子（水曜）。火・水曜 19:00 - 21:00）[211]
- 3日
  - レコメン!G MSSPは一見さんお断り?!（出演：M.S.S Project。木曜 20:00 - 20:30）
  - レコメン!G ドズル社放送局（出演：ドズル社。木曜 20:30 - 21:00）
- 4日 - レコメン?（出演：週替わり。金曜 21:00 - 22:30）
- 6日 - ミスDJ SOUND GARDEN（出演：千倉真理。日曜 8:30 - 9:00）
- 7日（6日深夜） - 檜山沙耶のアニウラ〜アニメの裏側を覗く〜（出演：檜山沙耶。月曜<日曜深夜> 1:00 - 1:30）

ニッポン放送
- 4日 - 泉房穂の情熱ラジオ（出演：泉房穂。金曜 18:00 - 20:00）

J-WAVE
- 1日 - GURU GURU!（出演：加賀翔（かが屋、月曜）、ダウ90000（火曜）、福留光帆、前田裕太（ティモンディ、水曜）、エバース（木曜）。月 - 木曜 22:00 - 翌0:00）
- 4日 - PILOT THE ORIGINAL（出演：KREVA。金曜 23:00 - 23:30）

エフエムナックファイブ
- 6日 - YOI-KARA（出演：ストレッチーズ。日曜 18:00 - 20:30）

ベイエフエム
- 5日（4日深夜） - 清水理央のCheer up!（出演：清水理央（日向坂46）。土曜<金曜深夜> 1:00 - 1:30）
- 5日 - 〜洋楽劇場〜 SATURDAY STRUT（出演：フォーンクルック幹治。土曜 13:00 - 14:40）

ジャパンエフエムネットワーク
- 月内 
  - ハリセンボンの「かっぽじ気分」（出演：ハリセンボン。）[602]
  - Little Glee Monster「Join Us！」（出演：Little Glee Monster。）[603]

エフエム富士
- 7日 - 吉川ひよりの超♡まっ茶りタイム!（出演：吉川ひより（超ときめき♡宣伝部）。月曜 20:00 - 20:56）

CBCラジオ
- 6日 - あんななのなななっ!（出演：安藤渚七。日曜 13:00 - 15:00）

東海ラジオ放送
- 1日 - NEXTracks（出演：眞嶋愛梨（火曜）、茉白実歩（水曜）、稲垣知葉（木曜）、にしざわひろ（金曜）。火 - 金曜 21:00 - 21:40）

ZIP-FM
- 5日（4日深夜） - back to home（出演：清春。金曜 23:30 - 翌0:00）[604]。
- 8日（7日深夜） - me to me（出演：メとメ。火曜<月曜深夜> 1:00 - 1:30）[605]。
- 13日 - SHACHIHOKO PARADISE（出演：成田昭次、アンジェリカ。第2日曜 20:00 - 21:00）[606]

エフエム愛知
- 3日（2日深夜） - 氏神一番・P-Loco日菜の深夜の大立ち廻り（出演：氏神一番（カブキロックス）、小鳥遊日菜（P-Loco）。木曜<水曜深夜> 2:00 - 2:30）

MBSラジオ
- 7日 - ならある紀〜奈良の路（みち）をゆく〜（出演：柏木宏之。月曜 18:45 - 19:00）[607]

朝日放送ラジオ
- 1日
  - （9月30日深夜）みっくすっ。（出演：ぺこぱ（火曜（月曜深夜））、ゆいちゃみ（水曜（火曜深夜））、≠ME（木曜（水曜深夜））、BLD（金曜（木曜深夜））。火 - 金曜<月 - 木曜深夜> 1:00 - 2:00）
  - ミュージックジェルム（出演：福井治人（火曜）、平野康太郎（水曜）、東留伽（木曜）。火 - 木曜 18:00 - 21:00）
- 4日 - ロックなラジオ（出演：桜井雅斗。金曜 21:15 - 23:00）

エフエム大阪
- 5日 - 高嶺のなでしこのらじおっちゅーの!（出演：高嶺のなでしこ。土曜 19:00 - 20:00）

中国放送
- 2日 - スポーツ数々（カーズカズ）（出演：石田充。水・木曜 11:55 - 12:00）
- 4日 - 夕暮れ全力タイムズ ラジオポストマン!（出演：伊東平（火・金曜）、小宅世人（水・木曜）、楠本麗奈、新本穂乃佳（火・木曜）。火 - 金曜 17:46 - 18:45）
- 12日 - サンフレッチェ広島 柏好文のOFF THE BALL（出演：柏好文。土曜 19:00 - 19:30）

南海放送
- 4日 - 鳥生洋文のONGAKUな時間（出演：鳥生洋文。金曜 19:00 - 21:00）
- 6日 - ショーゴと日曜B（出演：正岡省吾。日曜 20:00 - 21:00）
- 14日 - ザ・江刺ショー（出演：江刺伯洋。月 - 金曜（祝祭日）13:00 - 15:30）

#### 2024年11月放送開始
ニッポン放送
- 4日 - 新日本プロレス×スターダム presents RADIO X-over（出演：新日本プロレスかスターダム所属のプロレスラー（週替わり）、吉田尚記。月曜 20:00 - 20:30）
- 9日 - 藤井貴彦 Saturday Night Buzz（出演：藤井貴彦。土曜 19:00 - 21:00）

MBSラジオ
- 7日 - トークでパンチVS武川（出演：武川智美。木曜 18:00 - 20:00）

RKB毎日放送
- 2日 - まさ&たま 昭和復刻ブラザーズ（出演：茅野正昌、冨士原圭希。土曜 16:00 - 17:00）[244]
- 3日 - サンデーウォッチR（出演：下田文代、坂田周大、橋本由紀他。日曜 12:30 - 15:00）[244]

### 終了番組

#### 2024年1月放送終了
TBSラジオ
- 31日 - 朗読・斎藤工 深夜特急 オン・ザ・ロード[608]

MBSラジオ
- 1日（2023年12月31日深夜）
  - なにわもぐもぐラジオ
  - 太田在のBiztifulナイト!
  - よゐこ有野のノーギャラジオ

#### 2024年2月放送終了
エフエムナックファイブ
- 26日（25日深夜） - THE WORKS[23]

#### 2024年3月放送終了
NHKラジオ第1放送
- 15日 - ごごカフェ[29]
- 26日 - STUDY!ぼくたちとみんなのラジオ[42]
- 30日 - らじらー! サタデー[42]

NHK-FM放送
- 16日（15日深夜） - 夜のプレイリスト[609]
- 25日 - 松尾潔のメロウな夜[37]
- 26日 - GReeeeN HIDEのミドリの2重スリット[610]
- 28日 - ミューズノート[52]
- 29日 - ヤバイラジオ屋さん[611]
- 30日 - ワールドロックナウ[73]
- 31日 - 洋楽グロリアスデイズ[74]

STVラジオ
- 30日 - KANのロックボンソワ
- 31日 - イイ加減にしろっぷサンデー[612]

TBSラジオ
- 28日（27日深夜） - ほら!ここがオズワルドさんち![53]

文化放送
- 24日 - 鷲崎健のヒマからぼたもち
- 25日 - 岩本勉のまいどスポーツ
- 26日
  - （25日深夜）Hey! Say! 7 Ultra Power
  - ガキパラ 〜NEXT STAGE〜
- 27日（26日深夜） - KちゃんNEWS
- 29日（28日深夜）
  - WEST. 桐山照史・中間淳太のREC![613]
  - 今江大地のレコメン![614]
- 29日
  - おとなりさん
  - 西川あやの おいでよ!クリエイティ部
  - 内田理央のレコメン!FRIDAY
- 30日（29日深夜） - 和牛のモーモーラジオ
- 31日（30日深夜） - ニューヨークと矢埜愛茉の夜遊びジャングル

ニッポン放送
- 26日（25日深夜） - Adoのオールナイトニッポン
- 27日（26日深夜） - 緑黄色社会・長屋晴子のオールナイトニッポンX
- 30日（29日深夜） - EXITのオールナイトニッポンX

エフエム東京
- 24日 - 青木源太・足立梨花 Sunday Collection[33]
- 31日
  - トランス・ワールド・ミュージック・ウェイズ
  - SDGs学部 ミライコード
  - apollostation Drive Discovery PRESS
  - Yakult presents 小さな小さな物語

J-WAVE
- 28日 - GOOD NEIGHBORS
- 31日
  - （30日深夜）SATURDAY NIGHT VIBES
  - MORNING VOYAGE[615]
  - ARROWS[79]
  - TDK VOICES FROM NIHONMONO[80]

アール・エフ・ラジオ日本
- 30日（29日深夜） - レッツゴー!仮面ライダーGIRLS

エフエムナックファイブ
- 26日 - 平嶋夏海 Run! Run! Run![616]
- 30日 - 7ORDER萩谷慧悟のNACK7[617]

エフエム栃木
- 29日 - RBZ friday

エフエム群馬
- 29日 
  - FRIDAY フルスロットル!!!
  - G★FORCE

新潟放送
- 28日 - 工藤淳之介 3時のカルテット[618]

エフエムラジオ新潟
- 25日 - RYUTist 東港線もどかしルーム[619]

信越放送
- 29日 - モーニングワイド ラジオJ[620]

北陸放送
- 31日 - 保科有里の歌に恋して[621]

福井放送
- 29日
  - 良ーいドン!![622]
  - 午後はとことん よろず屋ラジオ
- 31日 - ヒナタカコ 音楽室でひなたぼっこ[623]

CBCラジオ
- 29日 - 多田しげおの気分爽快!!朝からP・O・N

MBSラジオ
- 28日 - 茶屋町ヤマヒロ会議
- 29日
  - ありがとう浜村淳です[64][66]
  - MBSヤングタウン金曜日（アリスのヤンタン）

大阪放送
- 29日 - Hit&Hit!

京都放送
- 25日 - キキミミ
- 31日 - 久米村直子のSuper-Duper Sunday

ラジオ関西
- 25日 - 笑福亭鉄瓶のまんてんラジオ
- 26日 - 谷五郎の笑って暮らそう
- 27日 - ばんばひろふみ!ラジオ・DE・しょー!
- 28日 - 羽川英樹 ハッスル!
- 29日
  - 原田伸郎 のびのび金ようび
  - Playlist of Harborland
- 31日
  - ワタナベフラワーのウホウホ!ゴリラジオ
  - もぎたて関ジュース

中国放送
- 28日
  - おひるーな
  - バリシャキNOW
- 29日 - おひるーなフライデー ひるうたマガジン

西日本放送
- 28日 - CHIT CHAT RADIO
- 29日
  - さわやかラジオ おはようハイタッチ!
  - ミュージック イン ランチボックス
  - 金曜ワイド わらなきラジオ
  - RNC TODAY

JRN
- 29日 - 伊集院光のおたよりください!

JFN
- 月内
  - Juri's Favorite Note[624]
  - 杏子と政哉のSpice Of Life GOLD[625]
  - WANIMAのラジオ

#### 2024年4月放送終了
TBSラジオ
- 1日（3月31日深夜） - MUSIX

エフエムナックファイブ
- 1日（3月31日深夜） - ぜったくんのNiGHT SHiFTER[626]

#### 2024年6月放送終了
岡山エフエム放送
- 27日 - TWILIGHT PAVEMENT

#### 2024年7月放送終了
ニッポン放送
- 30日（29日深夜） - フワちゃんのオールナイトニッポン0(ZERO)[172]

#### 2024年9月放送終了
エフエム北海道
- 30日 - G'-ora 〜ジオラ〜

J-WAVE
- 27日 - HAPPYEND FRIDAY
- 30日 - SONAR MUSIC

横浜エフエム放送
- 29日 - JAL presents FLYING HEART

ベイエフエム
- 28日 - COUNTDOWN RADIO

朝日放送ラジオ
- 26日 - 田淵麻里奈の夜あそびはココから
- 27日 - ABCミュージックパラダイス（第2期）

南海放送
- 27日 - Tips

九州朝日放送
- 23日 - ラジオ劇場 下町ロケット

#### 2024年12月放送終了
エフエム東京
- 26日 - Roomie Roomie![266]

エフエムナックファイブ
- 29日 - 服部幸應 WELL TASTE[270]

ベイエフエム
- 27日（26日深夜） - 乃木坂46 向井葉月の木曜ここで待ち合わせ[注 53][627]

### 再開番組
ニッポン放送
- 10月3日 - 、NEXT STAGEへの提言II（出演：週替わり。木曜 20:00 - 21:00）

### 番組名改題
ラジオNIKKEI第1
- 1月15日より
  - 『5時から"誠"論NEXT』（『5時から"誠"論』から改題。放送日は月曜のみに縮小。）

大阪放送
- 4月1日より
  - 『オトナ女子モーニングワイド ハッピー・プラス』（『新しいあなたの朝に!ハッピー・プラス』から改題）

ニッポン放送
- 4月2日（1日深夜）より
  - 『山田裕貴のオールナイトニッポン』（『山田裕貴のオールナイトニッポンX』から改題）
- 4月5日（4日深夜）より
  - 『日向坂46・松田好花のオールナイトニッポンX』（『日向坂46・松田好花のオールナイトニッポン0(ZERO)』から改題）

エフエム東京
- 4月6日より
  - 『岩田剛典 サステナ*デイズ supported by 日本製紙クレシア』（『サステナ*デイズ』から改題）

TBSラジオ
- 4月7日より
  - 『ONE-J』（『地方創生プログラム ONE-J』から改題）

RKB毎日放送
- 4月7日より
  - 『ゴリけんのぐるぐるマップ』（『ゴリけんの九州・沖縄ぐるぐるマップ』から改題）

北海道放送
- 10月1日より
  - 『オクラホマの火曜も日曜スピリッツ』（『オクラホマの日曜スピリッツ』から改題）
- 10月4日より
  - 『タイトル未定の金曜の予定は未定!』（『タイトル未定の日曜の予定は未定!』から改題）
- 10月7日より
  - 『アニメロティック 第3期』（『アニメロティック 第2期』から改題）

CBCラジオ
- 10月3日より
  - 『戸井康成の木曜スクラッパー』（『戸井康成の金曜スクラッパー』から改題）

文化放送
- 10月5日（4日深夜）より
  - 『宮下草薙の30分』（『宮下草薙の15分』から改題）

朝日放送ラジオ
- 10月6日より
  - 『田淵麻里奈…and Music。』（『武田和歌子…and Music。』から改題）

### 期間限定番組
J-WAVE
- 1月7日（6日深夜） - 3月31日（30日深夜）、QUEENS RADIO（出演：Awich、ゆりやんレトリィバァ。日曜<土曜深夜> 0:00 - 1:00）[628]

InterFM897
- 3月4日 - 3月25日、interfm NCT WISH Special WISH FOR YOU!（出演：NCT WISH。月曜 23:00 - 23:30）[629]
- 5月5日 - 7月28日、オレンジスパイニクラブのラジオによろしく!（出演：オレンジスパイニクラブ。日曜 23:30 - 翌0:00）

朝日放送ラジオ
- 2月3日 - 7月27日、堀のフカボリ!〜元気満点!未来企業〜（出演：堀詩音。土曜 6:15 - 6:20）

ニッポン放送
- 10月1日 - 2025年3月27日、鶴光の噂のゴールデンリクエスト（出演：笑福亭鶴光、田中美和子。火 - 木曜 18:00 - 20:00）

中国放送
- 10月4日 - 2025年3月28日、大妻コタカの生涯（出演：さいねい龍二。金曜 12:45 - 12:50）

### 特別番組

#### 1月放送
- 1日
  - 文化放送新春スペシャル 『憧れのミスDJ座談会』（文化放送、9:00 - 10:55。出演：千倉真理、長野智子、向井亜紀。）[1]
  - ゴジラ!ニッポン放送70周年特別番組 幻のラジオドラマ復活!新春ゴジラ談義（ニッポン放送、13:00 - 15:00。出演：新行市佳、樋口真嗣、宮崎哲弥。）
- 2日（1日深夜） - さくらももこのオールナイトニッポン2024〜ももこを語るの巻〜（ニッポン放送、1:00 - 3:00。出演：イワクラ（蛙亭）、モモコグミカンパニー、朝井リョウ、ジャンボたかお（レインボー）。）[4]
- 4日（3日深夜） - 福原遥のオールナイトニッポン（ニッポン放送、1:00 - 3:00。出演：福原遥。）
- 7日（6日深夜） - BKBの真夜中ブンブンラジオ（文化放送、3:30 - 4:30。出演：バイク川崎バイク、たかし（トレンディエンジェル）、前田美里。）
- 28日・29日（28日深夜） - わたしは吏沙です（ニッポン放送・STVラジオ、20:00 - 21:00（STVラジオ、28日）、1:00 - 2:00（ニッポン放送、29日<28日深夜>）。出演：吏沙（つかさ）。）[630][631]
- 29日
  - （28日深夜）平成カラオケ特番〜2008年とある冬の日。カラオケに行ったら、隣から楽しそうな歌い声が聴こえてきた編〜（文化放送、2:00 - 2:45。）
  - ザ・クロマニヨンズ甲本ヒロトのオールナイトニッポンPremium（ニッポン放送、19:00 - 21:00。出演：甲本ヒロト（ザ・クロマニヨンズ）、山口隆（サンボマスター）。）

#### 2月放送
- 23日 - ありがとう、小澤征爾さん（ニッポン放送、19:30 - 21:00。ナビゲーター：有働由美子。）[632]

#### 3月放送
- 15日 - 福山雅治のオールナイトニッポンGOLD〜睡眠は金（きん）なり〜（ニッポン放送、22:00 - 翌0:00。出演：福山雅治、荘口彰久。）
- 22日 - WE LOVE YOKOHAMA DeNA BAYSTARS 2024（横浜エフエム放送、12:00 - 14:45・15:00 - 19:00。出演：石川舜一郎、井口綾子。）[633]
- 28日 - 麦わらの一味のオールナイトニッポンGOLD 〜アニメ『ONE PIECE』放送25周年SP〜（ニッポン放送、22:00 - 翌0:00。出演：未定。）
- 31日 - セイ!ヤング 55周年特別番組（文化放送、10:00 - 13:00。出演：みのもんた、落合恵子。）

#### 4月放送
- 13日 - ぺこぱのラジオ物語（ニッポン放送、20:30 - 21:30。出演：ぺこぱ、あのん、小日向ゆか、賀村恵郁。）[634]
- 14日（13日深夜） - 小森まなみのPop'n!パジャマ RV-マミ姉40周年ありがとうマイクオフSP（東北放送、3:00 - 3:30。出演：小森まなみ、高橋直純。）
- 15日（14日深夜） - 佐久間みなみとmiwaのミッドナイトすぽると!（ニッポン放送、1:40 - 3:00。出演：佐久間みなみ、miwa。）
- 20日 - mamiのRADIかるコミュニケーション-小森まなみ40周年ありがとう マイクオフSP（東海ラジオ放送、19:00 - 20:00。出演：小森まなみ、ミンキー・ヤス。）

#### 5月放送
- 6日 - 藤井貴彦 グッドラック!（ニッポン放送、11:30 - 12:30。出演：藤井貴彦。）[147]
- 10日 - キャイ〜ンのオールナイトニッポンGOLD〜浅井企画大集合スペシャル〜（ニッポン放送、22:00 - 翌0:00。出演：キャイ〜ン、関根麻里他。）[635]
- 24日 - 舘ひろしと柴田恭兵のオールナイトニッポンGOLD〜映画「帰ってきた あぶない刑事」SP〜（ニッポン放送、22:00 - 翌0:00。出演：舘ひろし、柴田恭兵。）[636]

#### 6月放送
- 10日 - さだまさし ラジオで流れた音楽たち（ニッポン放送、19:00 - 21:50。出演：さだまさし他。）[155]
- 14日 - 吉田拓郎のオールナイトニッポンGOLD（ニッポン放送、22:00 - 翌0:00。出演：吉田拓郎。）[637]

#### 8月放送
- 3日 - キダ・メロディーは、永遠に!（朝日放送ラジオ、16:00 - 17:40。出演：芦沢誠、土谷多恵子。）
- 14日 - OBC夏休みスペシャル!にじいろコドモラジオ2024（大阪放送、9:00 - 14:00。出演：石田靖、南かおり他。）
- 26日 - THE ALFEEのオールナイトニッポンPremium（ニッポン放送、19:00 - 21:50。出演：THE ALFEE。）
- 30日 - 内村光良のオールナイトニッポンGOLD（ニッポン放送、22:00 - 翌0:00。出演：内村光良。）

#### 10月放送
- 12日 - ラジオ お笑いの日（TBSラジオ、9:00 - 14:00。出演：ナイツ、向井慧（パンサー）、川島明（麒麟）、御手洗菜々他。）
- 25日 - 竹内まりやのオールナイトニッポンGOLD supported by アサヒ生ビール マルエフ（ニッポン放送、22:00 - 翌 0:00。出演：竹内まりや。）

#### 11月放送
- 4日
  - 太田胃散 presents スタプラアイドルラジオ（ニッポン放送、15:00 - 17:35。出演：吉田尚記、風見和香、仲村悠菜（私立恵比寿中学）、咲良菜緒（TEAM SHACHI）他。）
  - FM FESTIVAL 2024 竹内まりや 45th Anniversary Special〜まりやとわたしのPrecious Words〜（エフエム東京、16:00 - 19:00。出演：竹内まりや、住吉美紀。）
- 5日 - 青春ファンタジア 菊池桃子 あなたと星の上で2024（ニッポン放送、20:00 - 21:00。出演：菊池桃子。）
- 8日 - 高倉健 旅の途中で…スペシャルセレクション（ニッポン放送、20:00 - 21:00。）
- 19日 - カゴメにんじんジュース presents ロングコートダディのウサギとにんじん（ニッポン放送、20:00 - 21:00。出演：ロングコートダディ。）

#### 12月放送
- 10日・13日 - 垣花・羽鳥・藤井のフリーなラジオ（ニッポン放送、20:00 - 21:50。出演：垣花正、羽鳥慎一、藤井貴彦。）
- 12日 - 欽ちゃん ナオコのラジオ・チャリティ・ミュージックソン スペシャル（ニッポン放送、20:00 - 21:50。出演：萩本欽一、研ナオコ。）
- 15日 - 中森明菜のオールタイムリクエスト（ニッポン放送、17:30 - 21:40。出演：中森明菜、ミッツ・マングローブ、垣花正。）
- 16日（15日深夜） - HENAI-丸搾電波-（J-WAVE、1:00 - 3:00。ナビゲーター：男性ブランコ。）[641]
- 20日 - 南野陽子 今日はナンノ日っ!2024（ニッポン放送、20:00 - 21:00。出演：南野陽子、土田英生。）[642]
- 25日 - TBSラジオ大感謝祭 2024（TBSラジオ、8:30 - 17:30。出演：向井慧（パンサー）、飯塚悟志（東京03）、アンジェリーナ1/3（Gacharic Spin）、宇多丸（RHYMESTER）、ジェーン・スー、石山蓮華、武田砂鉄、山本恵里伽他。）
- 27日
  - WONDA presents ラヴィット!ラジオ忘年会2024（TBSラジオ、18:00 - 19:00。出演：向井慧（パンサー）、川島明（麒麟）、田村真子、丸山桂里奈、ビビる大木他。）
  - スカルプD presents 生放送でも、関係ないっしょ!気持ちっしょ!（TBSラジオ、19:00 - 20:00。出演：那須川天心。）
- 30日
  - 丹生明里のニッポン2位紀行（TBSラジオ、16:00 - 17:00。出演：丹生明里（日向坂46）、前田裕太（ティモンディ）。）
  - ジョニ男くんと文夫くん（ニッポン放送、11:00 - 12:00。出演：高田文夫、岩井ジョニ男（イワイガワ）。）[280]

#### 1年間で複数回放送された、または放送予定の特番
- 1月8日、3月20日、5月3日、7月15日、9月22日、11月23日
  - キユーピー・メロディホリデー（文化放送、11:00 - 12:54。出演：鈴木純子。）[643]
- 2月4日[注 54]、6月16日[注 55] - 明石家さんま オールニッポン お願い!リクエスト （ニッポン放送[注 56]。出演：明石家さんま、増山さやか他。）
- 4月15日、10月24日 - 清水ミチコのミッチャン・インポッシブル（ニッポン放送[注 57]。出演：清水ミチコ、飯田浩司他。）
- 4月16日（15日深夜）〜20日（19日深夜）、9月24日（23日深夜）〜28日（27日深夜） - 走れ!歌謡曲復活スペシャル（文化放送、3:00 - 4:44。）

#### 主なレギュラー番組のスペシャル版
- 1月2日 - アサデス。ラジオ special『隣で聞いた声〜高倉健、最後の季節。〜』（九州朝日放送、19:00 - 20:30。）
- 2月3日（冬）、8月31日（夏）、12月14日（年末） - さまぁ〜ずのさまラジ ○の特大号（ニッポン放送、15:00 - 16:20。出演：さまぁ〜ず、小山愛理。）
- 3月8日 - 新内眞衣のSDGs MAGAZINE増刊号（ニッポン放送、19:00 - 21:30。出演：新内眞衣他。）
- 3月31日 - 武田鉄矢 今朝の三枚おろし 30周年 今日まで、そして明日から（文化放送、13:00 - 16:00。出演：武田鉄矢、水谷加奈。）
- 4月18日 - サントリー生ビール presents 菅井友香の#今日も推しとがんばりき 1周年記念特番!今日は生放送でがんばりき!（文化放送、19:00 - 20:00。出演：菅井友香。）
- 4月29日 - JA全農 COUNTDOWN JAPAN 50YEARS ANNIVERSARYPARTY（エフエム東京、11:30 - 14:55。出演：ジョージ・ウィリアムズ、安田レイ他。）
- 5月6日 - ももいろクローバーZ ももクロくらぶxoxo GW特大号（ニッポン放送、13:00 - 15:30。出演：ももいろクローバーZ、北川悠仁（ゆず）。）
- 7月17日 - ナインティナインのオールナイトニッポンミュージック（ニッポン放送、23:00 - 翌0:00。出演：ナインティナイン他。）
- 10月14日 - 龍角散プレゼンツ 志の輔ラジオ シモキタDEデート〜あれからだいたい40年（文化放送、12:00 - 13:00。出演：立川志の輔、渡辺えり。）[235]
- 12月31日 - 林原めぐみのTokyo Boogie Night 大晦日1時間スペシャル（TBSラジオ、16:00 - 17:00。出演：林原めぐみ。）[289]

#### 第50回衆議院議員総選挙
放送日は総選挙挙行日である2024年10月27日を基準とする。
- NHKラジオ第1放送・NHK-FM放送
  - 2024衆院選開票速報（19:55 - 翌5:00[注 58]）
- TBSラジオ・JRN
  - JRN報道特別番組「総選挙2024＜ザ・ジャッジ＞有権者の審判は」（20:00 - 翌0:00。出演：荻上チキ、山本恵里伽、武田砂鉄、蓮見孝之、南部広美、澤田大樹他。）
  - 朝まで音楽、ときどき速報（翌1:30 - 翌4:00[注 59]。）
- 文化放送
  - 文化放送衆議院選挙開票スペシャル～みんなのホンネ～（21:00 - 翌0:00[注 60]。出演：長野智子、大竹まこと、青木理他。）
- ニッポン放送
  - 飯田浩司のOK! Cozy up!総選挙開票スペシャル（ショウアップナイタースペシャル日本シリーズ第2戦実況中継終了後 - 翌1:00[注 61]。出演：飯田浩司（ニッポン放送アナウンサー）、峯村健司他。）
  - ニッポン放送 総選挙開票スペシャル 国民の選択（翌1:30 - 5:00。出演：森田耕次、熊谷実帆（ニッポン放送アナウンサー）、須田慎一郎他。）
- TOKYO FM・JFN
  - JFN衆議院選挙特別番組 開票スペシャル（20:00 - 20:30。出演：櫻井彩乃、村田睦。）
  - JFN衆議院選挙特別番組～私の選択、その先に（22:00 - 23:30[注 62]。出演：萱野稔人、櫻井彩乃、村田睦。）
- その他
  - アール・エフ・ラジオ日本：『衆議院選挙 日本のこれから』（22:00 - 23:00（第1部）、翌1:00 - 1:15（第2部））[644]